# Islamische Architektur
Islamische Architektur nennt man die Architektur, die seit dem 7. Jahrhundert unter dem Einfluss der islamischen Kultur in den Gebieten der islamischen Welt hervorgebracht wurde. Obwohl der Begriff eine Zeitspanne von 1400 Jahren und einen weiten geografischen Raum einschließt, weist die islamische Architektur in ihren regionalen Ausprägungen über Zeit und Raum hinweg gemeinsame, charakteristische Eigenschaften in ihrer architektonischen Gestaltung und Baudekoration auf, die sie als solche erkennbar machen: Die Architektur ist durch die künstlerische Tradition der islamischen Welt geprägt. Sie entstand in einem dynamischen Wechselspiel der Aneignung bestehender Traditionen der Vorgängerkulturen von Rom, Byzanz, der persischen Sassaniden und des vorislamischen Arabiens und deren Einbezug in neues System von Nutzungs- und Bedeutungszusammenhängen auf dem Boden des neuen religiösen, gesellschaftlichen und politischen Systems des Islam.
Viele der in diesem Artikel erwähnten Bauwerke sind als UNESCO-Welterbe anerkannt; manche davon, wie beispielsweise die Zitadelle von Aleppo, sind zurzeit durch Bürgerkriege zerstört oder von der Zerstörung bedroht.

## Ursprünge und Aneignung

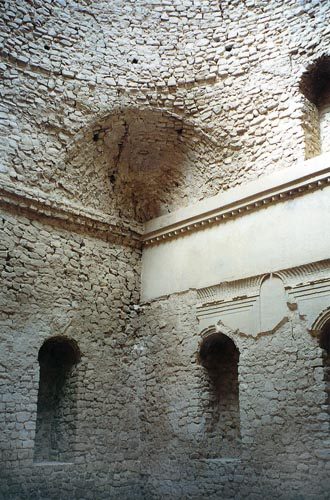
Eine Trompe im vorislamischen Palast Ardaschirs. Die einfache und doch effektive Technik zum Bau der Kuppelbauten war der wichtigste persische Beitrag zur islamische Architektur.

Deutlich ausgeprägter als in Westeuropa – zumindest nach der Karolingerzeit – hat die islamische Architektur Prinzipien der antiken Architektur bewahrt. Bis ins 11. Jahrhundert hinein haben die Baustile zweier Weltregionen die islamische Architektur geprägt:
1. Südwestanatolien, Syrien, Ägypten und Nordafrika, insbesondere die Gebiete des ehemaligen Byzantinischen Reichs. Die byzantinische Architektur stellte den neuen islamischen Herrschern fähige Architekten, Maurer, Mosaikleger und andere Handwerker zur Verfügung.
2. Mesopotamien und Persien: Trotz der schrittweisen Übernahme hellenistischer und römischer Einflüsse haben sich in diesen Gebieten unabhängige Formen und technische Traditionen erhalten, die die islamischen Herrscher vom Sassanidenreich übernehmen konnten. Dieses war vom römischen und byzantinischen Reich unabhängig geblieben, besonders im Bereich der repräsentativen Kunst und Architektur hatte sich die Formensprache der beiden Reiche gegenseitig beeinflusst.[5]

Der Übergangsprozess zwischen der spätantiken oder post-klassischen und der islamischen Architektur wird anhand archäologischer Funde in Nordsyrien (dem „Bilad al-Scham“ der Umayyaden- und Abbasidenzeit) besonders deutlich. In dieser Region erwies sich nicht nur der Einfluss der spätantik-christlichen Architektur als bedeutsam, sondern auch die Einbeziehung des vorislamischen arabischen Erbes der neuen Herrscher. Die neuere islamische Kunst- und Architekturgeschichte hat mehrere Positionen früherer, teils von kolonialistischen Vorstellungen geprägter Forscher in Frage gestellt. Speziell werden folgende Fragestellungen unter neuen Aspekten diskutiert:
1. Das Vorhandensein einer linearen zeitlichen Entwicklung der islamischen Architektur;
2. die Existenz einer inter- und intrakulturellen stilistischen Hierarchie;
3. Fragen der kulturellen Authentizität und ihrer Abgrenzung.

Die Übernahme und Umformung bestehender Traditionen wird heute viel mehr als in der früheren Forschung unter den Aspekten des gegenseitigen inter- und intrakulturellen Austauschs von Ideen, Techniken und Stilen, aber auch von Künstlern, Architekten und Materialien betrachtet. Die Islamische Expansion wird heute auf dem Gebiet der Kunst und Architektur eher als kontinuierlicher Übergang von der Spätantike zur islamischen Zeit angesehen denn als Bruch mit der Vergangenheit, aus dem eine verzerrte und weniger expressive Kunst hervorgegangen sein sollte, oder die die postklassische Architektur bloß in degenerierten Formen nachgeahmt hätte. Heute herrscht eher die Meinung vor, dass der Übergang zwischen den Kulturen sich als ein selektiver Prozess der Aneignung und Umformung darstellt. Die Umayyaden spielten eine entscheidende Rolle bei der Umformung und Bereicherung der Architektur und, allgemeiner, der visuellen Kultur ihrer Gesellschaft.

## Stilmerkmale

### Paradiesgarten

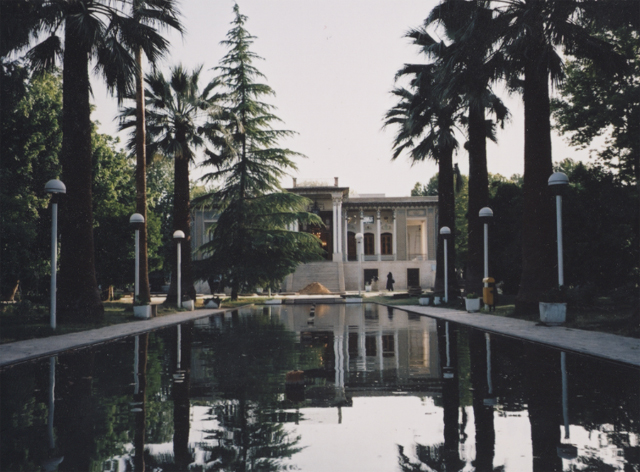
Afif Abad, Schiraz

Ein wesentliches Element der islamischen Architektur ist die Gestaltung von Gärten und ihre Gleichsetzung mit dem „Paradiesgarten“. In der klassischen persisch-islamischen Form des „Tschahār Bāgh“ findet sich ein rechteckiger, bewässerter und bepflanzter Platz, durchschnitten von erhöhten Wegen, die den Platz meist in vier gleiche Abschnitte teilen. Ein früher solcher Garten aus der Mitte des 10. Jahrhunderts befindet sich im Baukomplex der Madīnat az-zahrāʾ, erbaut ab 936 durch die Kalifen von Córdoba ungefähr 8 km westlich von Córdoba.
Die Idee, einen Garten mit dem Paradies gleichzusetzen, stammt aus der persischen Kultur. Aus dem Achämenidenreich überliefert Xenophon in seinem Dialog „Oeconomicos“ die Beschreibung von „Paradeisoi“, Lustgärten, die die persischen Herrscher überall in ihre Reich anlegten. Die früheste rekonstruierbare persische Gartenanlage wurde in den Ruinen der Stadt Pasargadae ausgegraben. Die Gestaltung der Palastgärten der Sassaniden in Persien hatte derartige Wirkung, dass der altpersische Begriff für Garten Paradaidha als „Paradies“ in viele europäische Sprachen sowie ins Hebräische entlehnt wurde, wo bis heute der Ausdruck Pardes verwendet wird. Die Form des persischen Gartens fand weite Verbreitung in der islamischen Welt, von Indien mit den berühmten Gärten des Humayun-Mausoleums und des Taj Mahal bis hin zu den Gärten der Alhambra im Westen. In der westeuropäischen Architektur gibt es keine Parallelen für eine derartig lange Tradition.

### Säulenhalle
Der Bautyp des Hypostyl, einer offenen Säulenhalle mit quer dazu gestelltem Empfangsraum setzt wahrscheinlich die Bautraditionen der persischen Versammlungshallen („apadana“) aus dem Achämenidenreich fort. Der Bautyp verdankt seine Entstehung vor allem der römischen Weiterentwicklung der griechischen Agora in einen von Kolonnaden eingefassten Platz mit angeschlossener Basilika, wie es beispielsweise im Trajansforum in Rom erhalten ist. In der islamischen Architektur findet sich dieser Bautyp in der Form der Hofmoschee wieder. Eine frühe Hofmoschee aus dem 8. Jahrhundert ist die Tārichāne-Moschee.

### Wölbetechniken
Die Einwölbung islamischer Bauten folgt zwei verschiedenen Architekturtraditionen: Während die umayyadische Architektur im Westen dem syrischen Stil des 6. und 7. Jahrhunderts folgt, führt die ostislamische Architektur die Traditionen der persischen Sassanidenzeit weiter. Die Verlegung des Kalifats von Damaskus nach Bagdad unter den Abbasiden hat die Stellung der persisch-mesopotamischen Bauformen in der islamischen Welt gestärkt.

#### Schwibbogen und Tonnengewölbe der umayyadischen Architektur

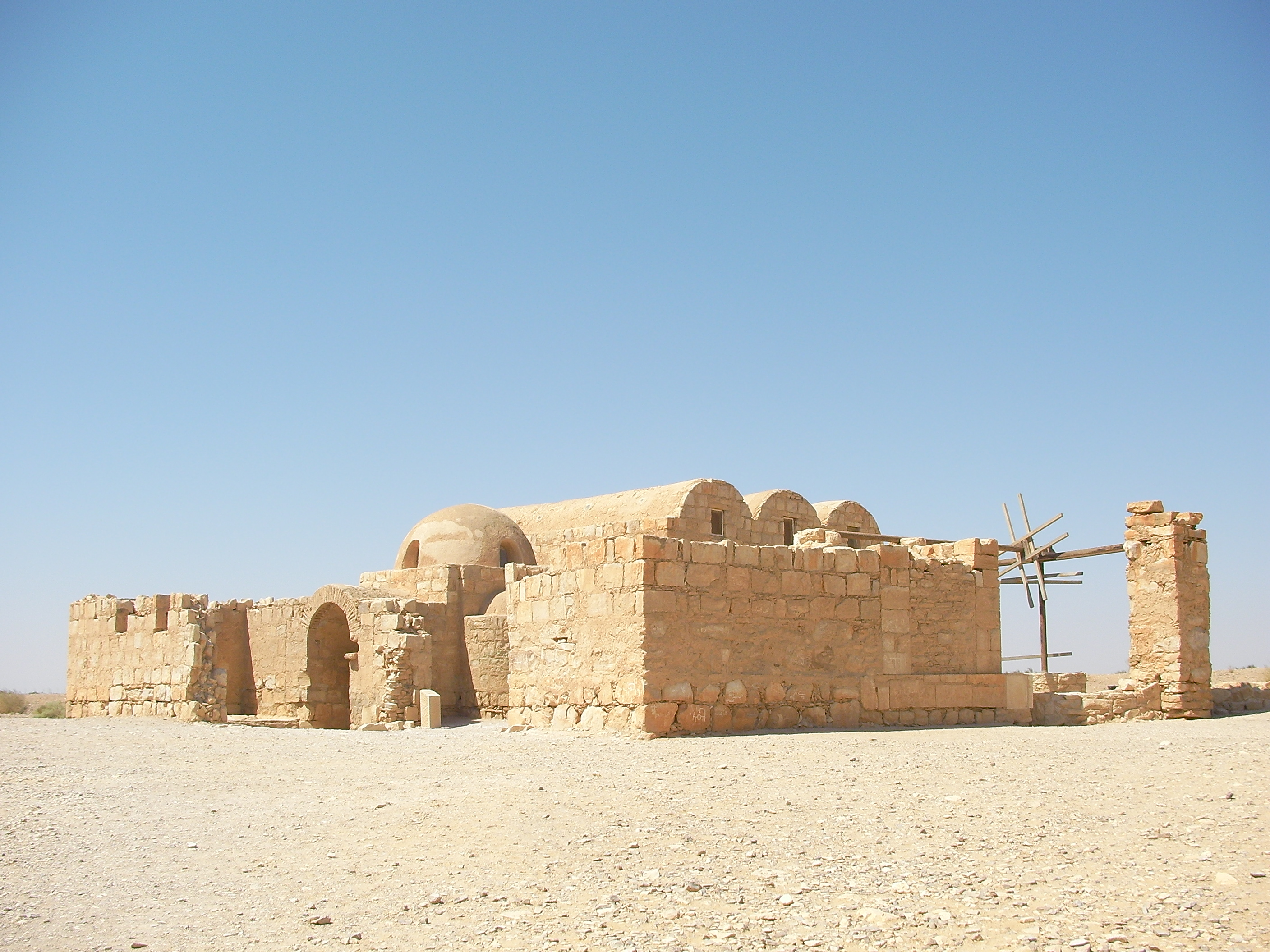
Qusair 'Amra

In der Gewölbekonstruktion umayyadischer Bauten vermischen sich erkennbar römische und sassanidische Bautraditionen. Schwibbögen mit Deckenstürzen wurden in der Levante schon in klassischer und nabatäischer Zeit häufig verwendet, besonders zur Einwölbung von Wohnbauten und Zisternen. Die Technik, Schwibbögen mit Tonnengewölben zu überdecken, wurde dagegen sehr wahrscheinlich von den Umayyaden aus Persien eingeführt. Vor der Umayyadenzeit sind in Bilad al-Scham keine solchen Gewölbe bekannt, wohl aber schon aus der frühen Partherzeit, beispielsweise in Aššur. Das früheste bekannte Beispiel einer Einwölbung mit Schwibbögen und Tonnen aus umayyadischer Zeit findet sich im Qasr Harane. Die relativ flachen Schwibbögen wurden frei, ohne Lehrgerüst, aus grob zugehauenen Kalkplatten erbaut, die mit einem schnell aushärtenden Gipsmörtel verbunden sind. In einer späteren Bauperiode geben vorgefertigte, aus Gips modellierte seitliche Rippen die Wölbung und den Scheitelpunkt des Gewölbes vor, und verbleiben nach Abschluss des Baus – ohne tragende Funktion – im Bauwerk. Die hierbei verwendeten, auf Stoffbahnen vorgeformten Gipsrippen sind aus der sassanidischen Architektur bekannt, beispielsweise aus dem Sassanidenpalast von Firuzabad. Umayyadische Gewölbe dieser Bauart wurden in der Zitadelle von Amman nachgewiesen, Tonnengewölbe über Schwibbögen finden sich auch im Qusair 'Amra.

#### Gewölbebau im islamischen Westen
Das zweigeschossige Arkadensystem der Großen Moschee von Córdoba wird in der Forschung aus römischen Aquäduktbauten abgeleitet: Hufeisenbogen, die der Aussteifung dienen, verbinden Säulen. Diese tragen gemauerte Pfeiler, die wiederum durch Halbkreisbögen verbunden sind, die die flache Holzdecke tragen.

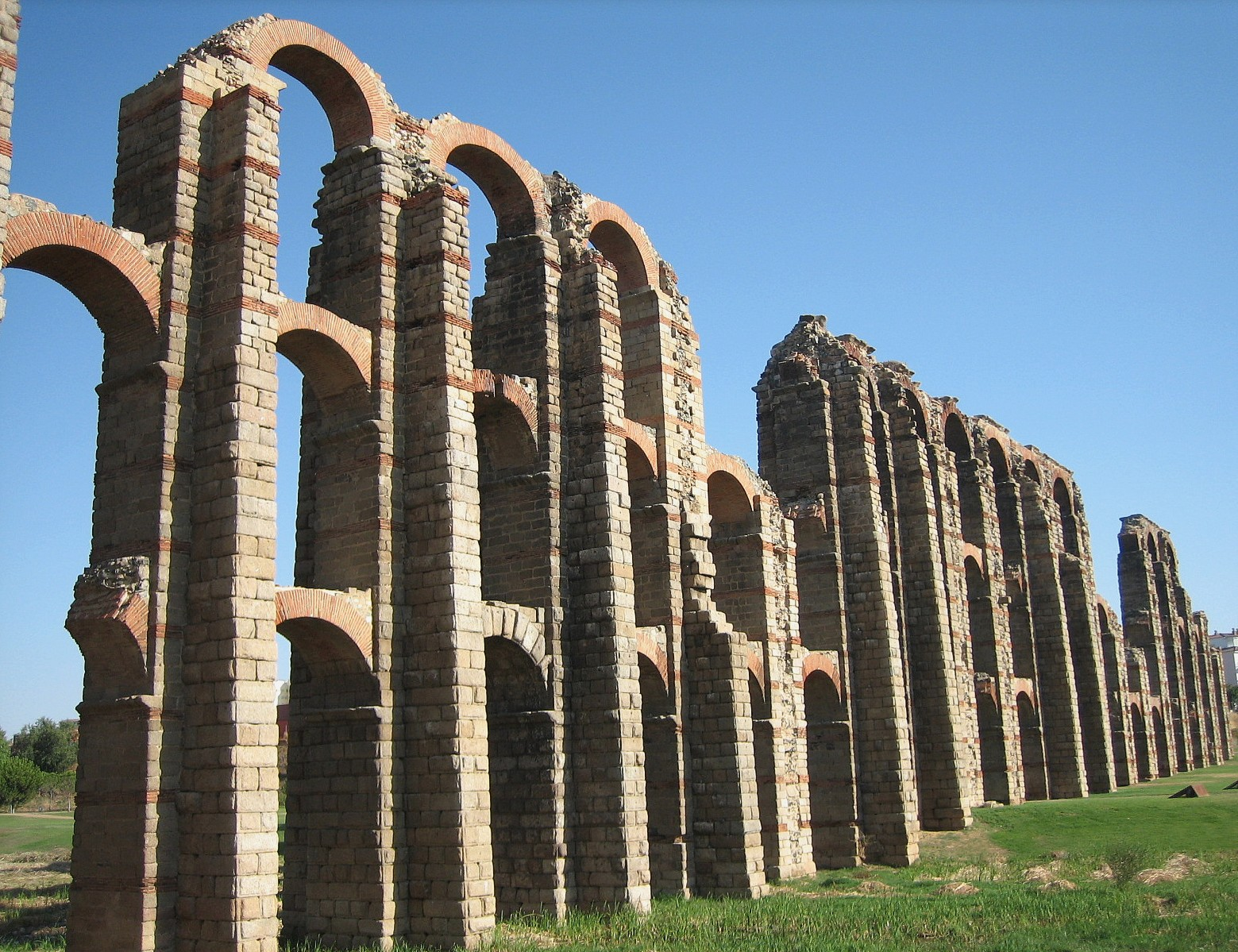
Römischer Aquädukt von Los Milagros
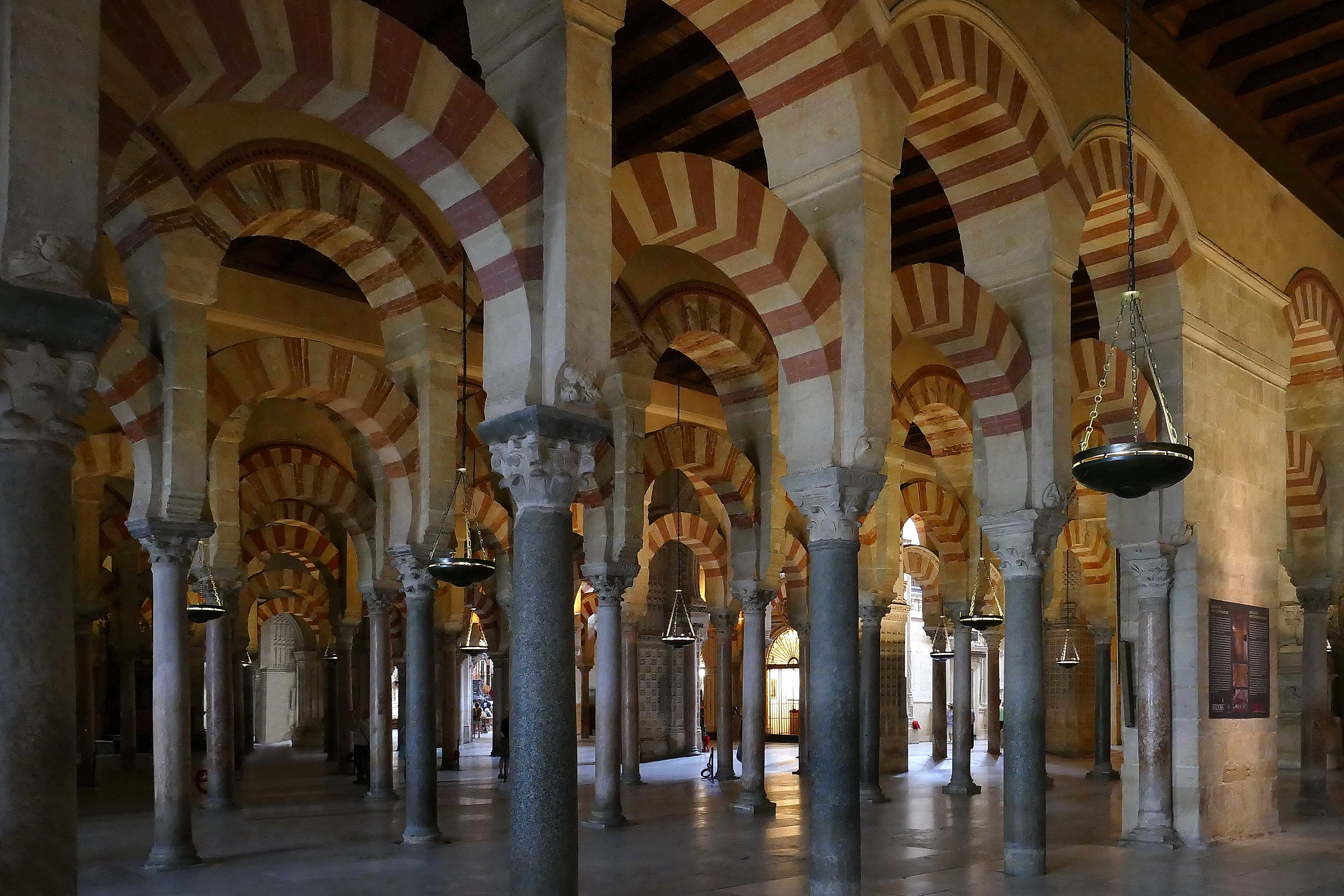
Arkaden der Großen Moschee von Córdoba
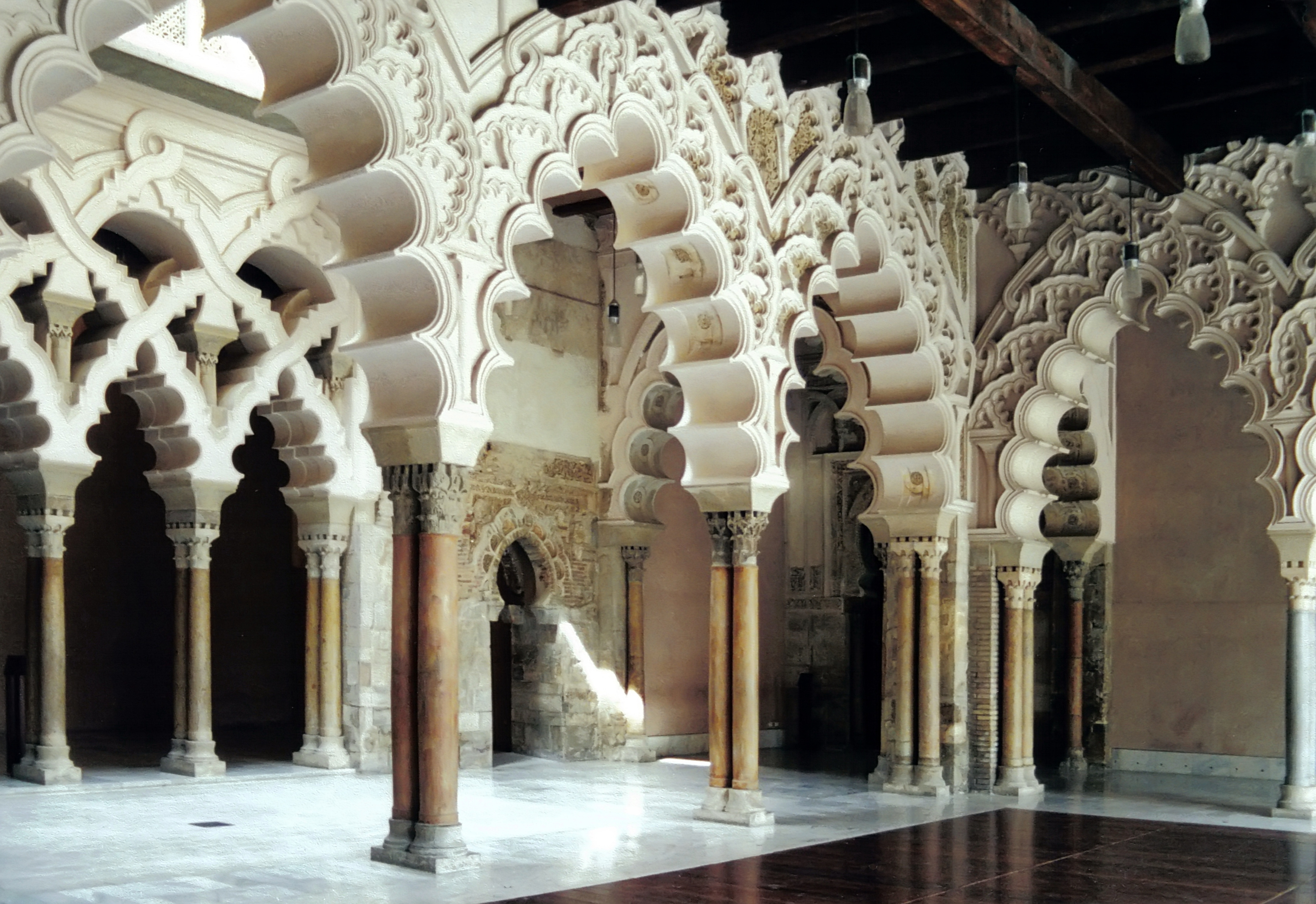
Arkaden in der Aljafería von Saragossa

In späteren Bauperioden wurde dieses Schema so verändert, dass die oberen, tragenden Bogenreihen der Moscheeschiffe jetzt Hufeisenform haben, während die unteren, aussteifenden Bögen jetzt Fünfpassgestalt annehmen. In den Bereichen, die Kuppeln tragen, waren zusätzliche Stützensysteme erforderlich, um die Last der Kuppeln abzuleiten. Die Architekten lösten dieses Problem durch die Konstruktion eines Gefüges sich kreuzender Mehrpassbögen. Einige Kuppeln, beispielsweise die drei Kuppeln vor dem Mihrab, sind als Rippenkuppeln ausgeführt. Hierbei kreuzen sich acht Bogenrippen und bilden einen achtstrahligen Stern, dessen Zentrum eine Schirmkuppel krönt.
Die Rippenkuppeln der Moschee von Córdoba dienten als Modell für weitere Moscheen im islamischen Westen und finden sich in mehreren weiteren Bauten in al-Andalus sowie im Maghreb wieder. Um das Jahr 1000 wurde die Mezquita de Bab al Mardum (heute: El Cristo de la Luz) in Toledo mit einer ähnlichen Rippenkuppel aus acht Bögen ausgestattet, ebenso die Moschee in der Aljafería von Saragossa. Das Modell der Rippenkuppel entwickelte sich im Maghreb weiter: In der Großen Moschee von Tlemcen, einem Meisterwerk der Almorawidendynastie von 1082, bilden zwölf schlanke Bögen das Gerüst der Kuppel, deren Zwischenflächen von filigranen und durchbrochenen Stuckflächen gefüllt werden.

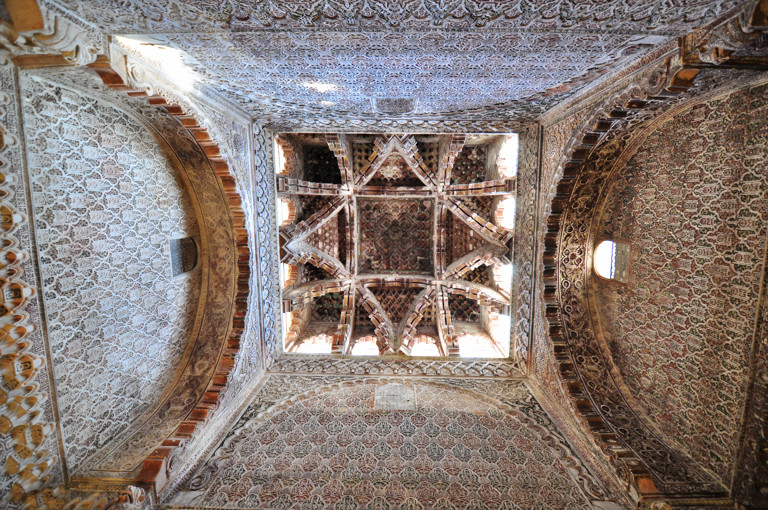
Capilla Real, Moschee von Córdoba
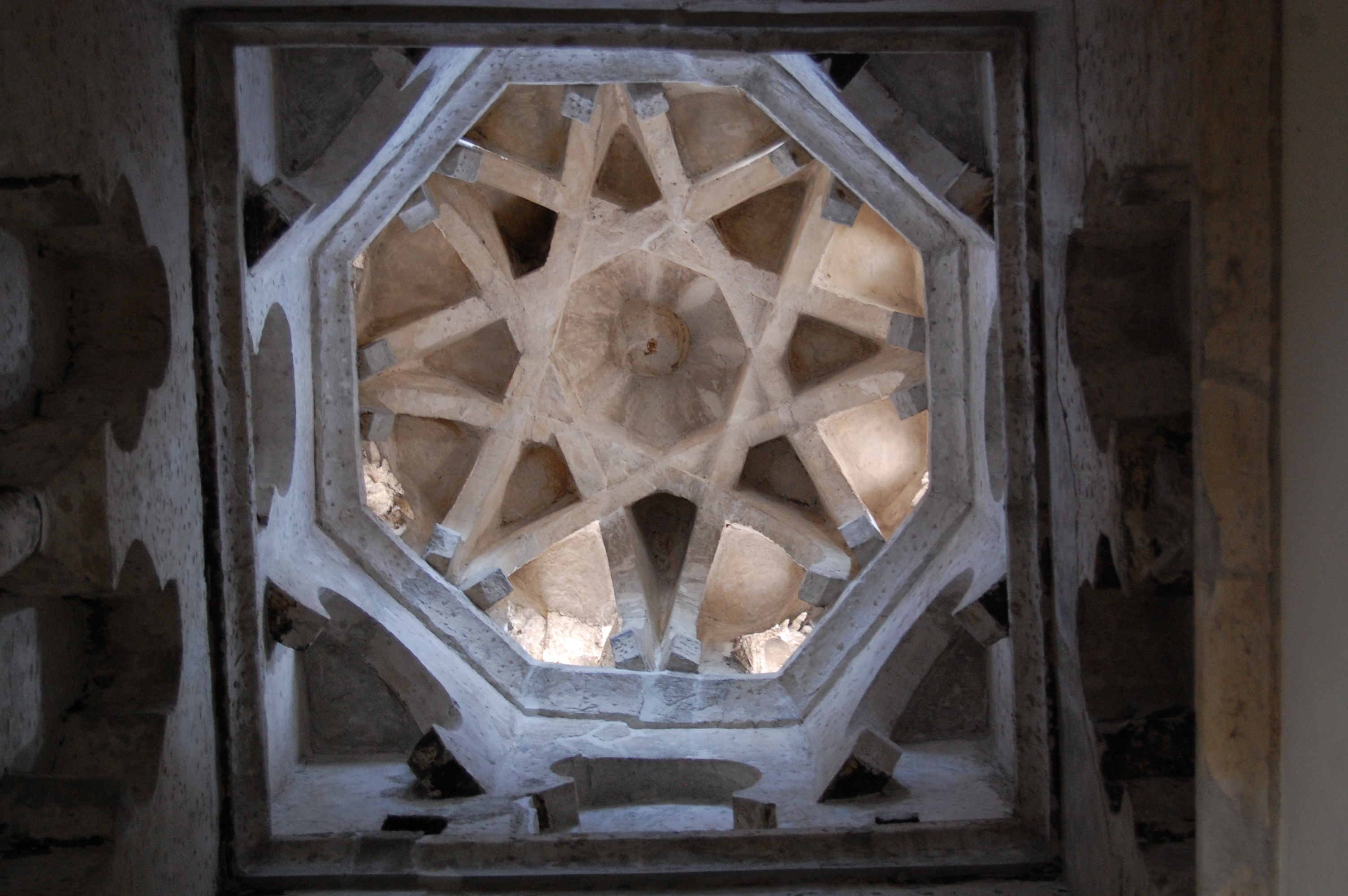
Rippenkuppel in der Bab al-Mardum-Moschee in Toledo
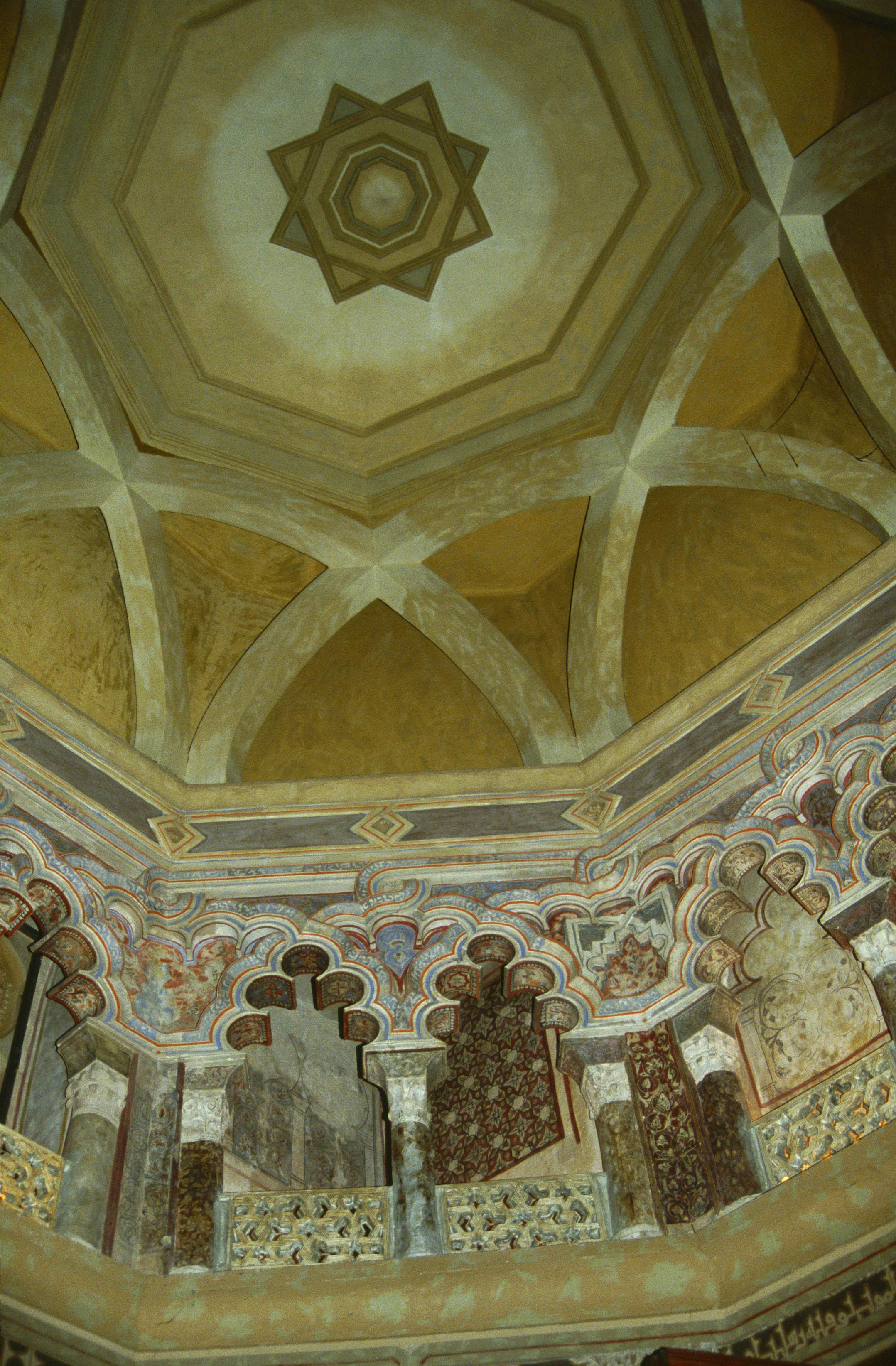
Kuppel der Moschee der Aljafería von Saragossa
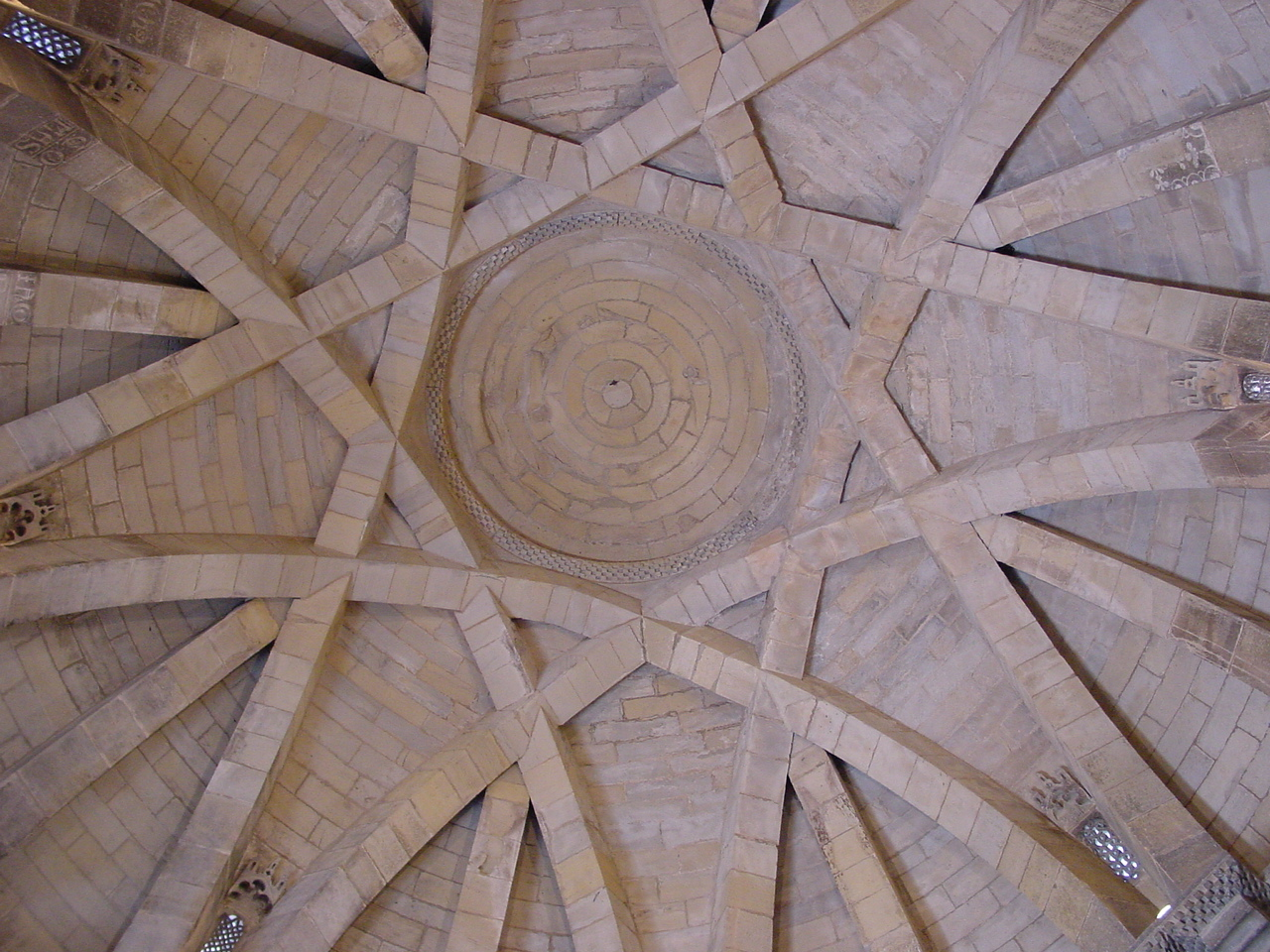
Kuppel der Heiliggrabkirche in Torres del Río

#### Gewölbebau im islamischen Osten
Die Freitagsmoschee von Isfahan bietet aufgrund ihres Erhaltungszustands und ihrer langen Baugeschichte einen guten Überblick über die Experimente islamischer Architekten mit komplizierten Einwölbungsformen von der Abbasidenzeit bis in die Epoche der Kadscharen.
Schon in sassanidischer Zeit war das System der Ecktrompen bekannt, mittels dessen einem rechteckigen Unterbau eine runde Kuppelschale aufgesetzt werden kann. Die sphärischen Dreiecke der Trompen wurden in weitere Untereinheiten oder zu Nischensystemen aufgespalten. Aus diesen ergab sich ein komplexes Spiel von Stützen und Verstrebungen, letztlich ein ornamentales räumliches Muster aus kleinteiligen Elementen, die die Schwere des Baukörpers verbergen.
Für den islamischen Osten typisch wurde das nichtradiale Rippengewölbe, ein von einer Scheitelkuppel überfangenes System aus sich kreuzenden Gewölberippenpaaren. Angefangen bei der Freitagsmoschee von Isfahan lässt sich diese Gewölbeform in der ostislamischen Architektur bis in safawidische Zeit anhand von Schlüsselbauten nachverfolgen. Die Hauptmerkmale dieses Gewölbetyps sind:
1. Ein typenprägendes Geviert sich kreuzender Gewölberippen, manchmal durch Verdopplung und Verschränkung zu einem achteckigen Stern ausgebildet;
2. das Wegfallen einer Übergangszone zwischen Gewölbe und Stützsystem;
3. eine auf dem Rippengerüst reitende Scheitelkuppel oder Laterne.

In der Seldschukenzeit bilden die sich kreuzenden Rippenpaare noch das Hauptelement des Baudekors, verbergen sich im Verlauf der Architekturgeschichte hinter zusätzlichen Elementen (beispielsweise in der Kuppel des Sultan-Sandschar-Mausoleums in Merw), um schließlich, beispielsweise in der zweischichtigen Überwölbung des Ali-Qapu-Palastes, vollständig hinter einer rein dekorativen Stuckschale zu verschwinden.

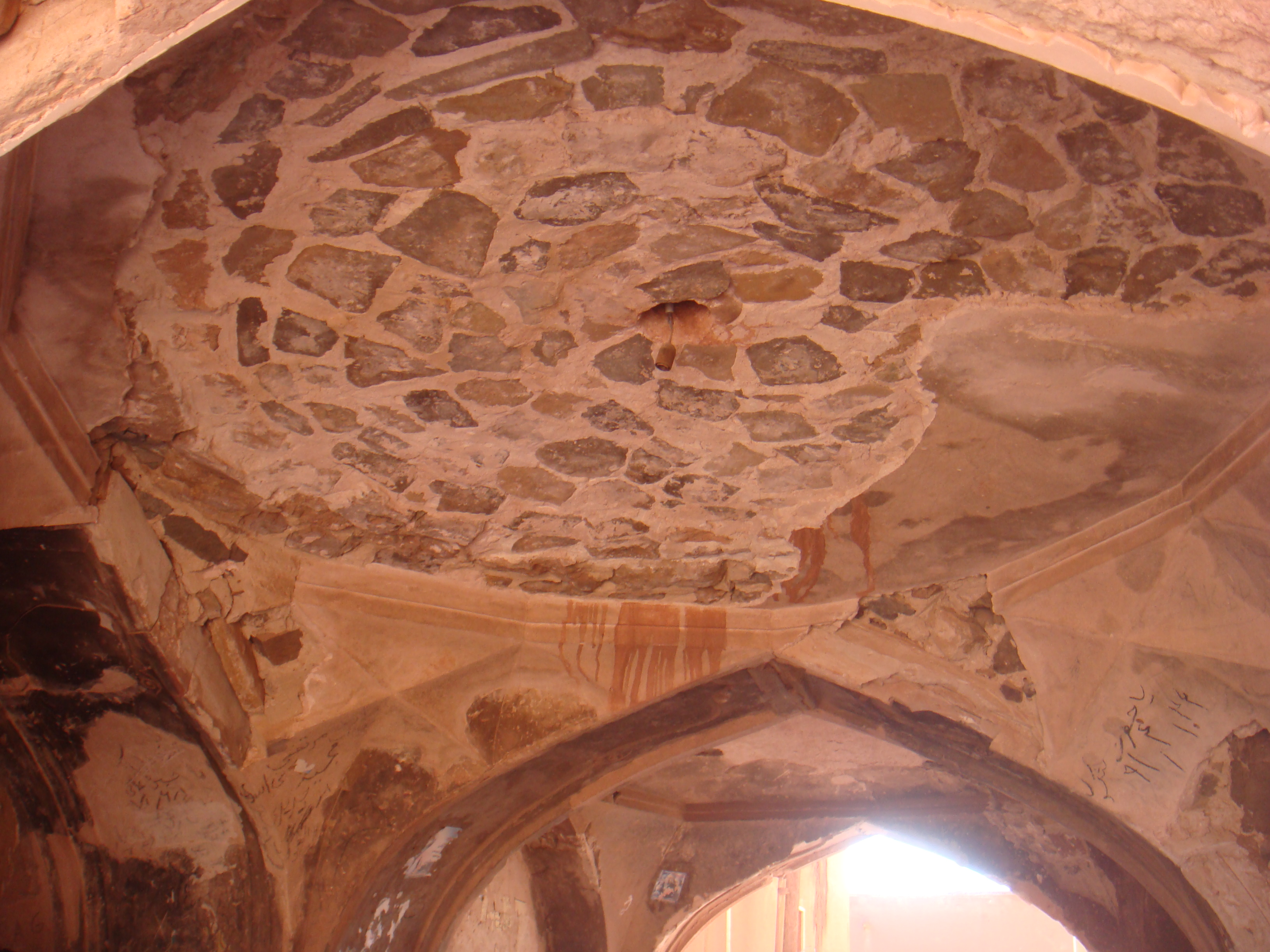
Kuppel des Feuertempels von Harpak in Abyaneh
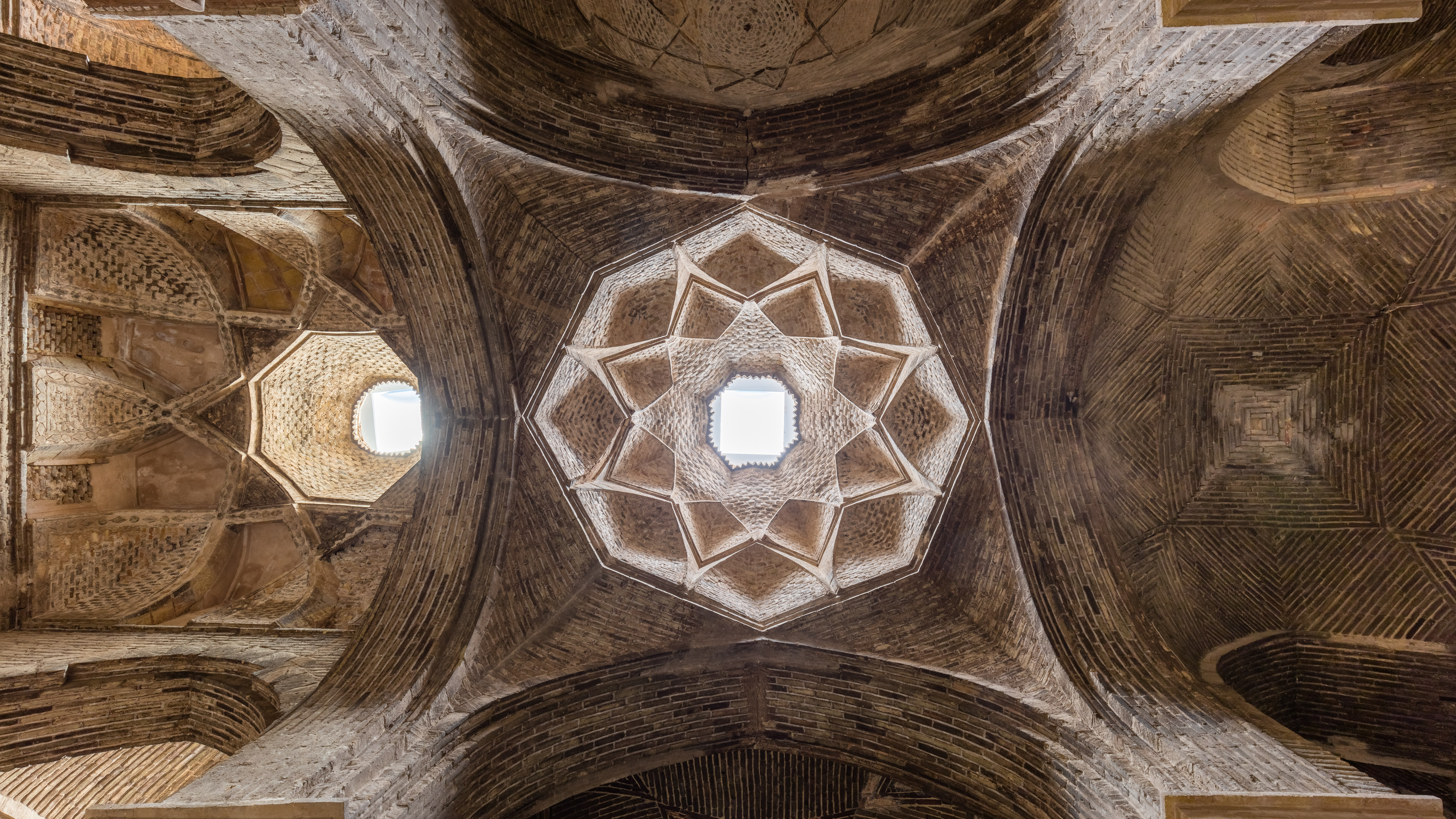
Nichtradiale Rippengewölbe in der Freitagsmoschee von Isfahan
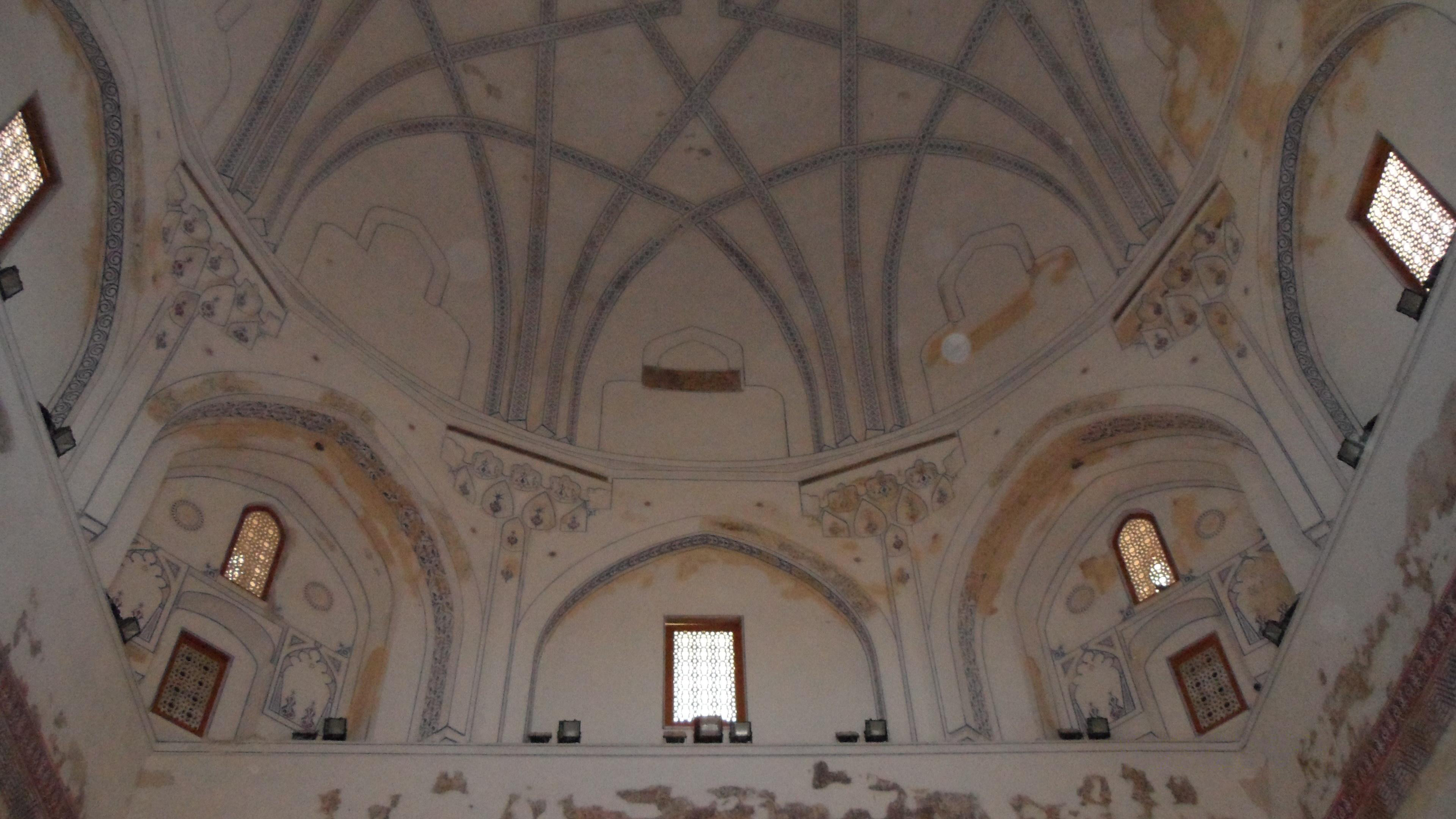
Kuppel des Sultan-Sandschar-Mausoleums in Merw
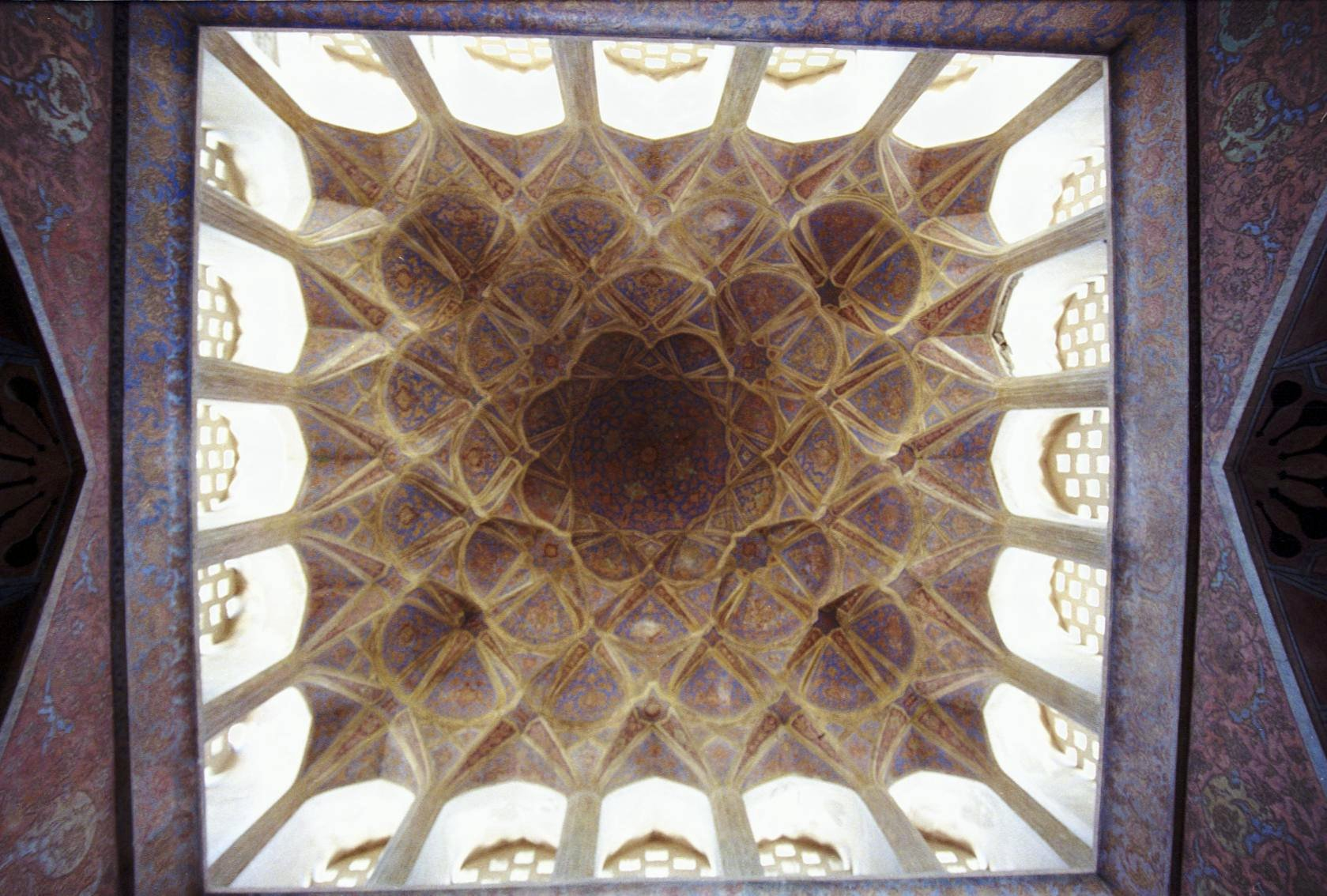
Oberstes Turmgeschoss des Ali Qapu-Palasts, Isfahan

#### Kuppelbauten
Dem Vorbild byzantinischer Kuppelbauten folgend, entwickelte die Osmanische Architektur eine eigene architektonische Formensprache repräsentativer Monumentalbauten. Es entstanden Zentralbauten mit riesigen, trotz ihres Gewichts schwerelos wirkenden Kuppeln. Der stilprägende Architekt diese Bautyps war Mimar Sinan.
Bei der Kuppel der Hagia Sophia wurden Rippen und Kuppelschalen gleichzeitig in Ziegelbauweise aufgemauert, ein Lehrgerüst war hierfür nicht erforderlich. In der frühbyzantinischen Hagia-Irene-Kirche sind, ähnlich wie bei weströmischen Kuppeln, die Rippen ganz in die Schale integriert und unter dem Verputz nicht sichtbar. Bei der Hagia Sophia laufen Kuppelschale und Rippen im Scheitelbereich in einem Medaillon zusammen, wobei die Ausläufer der Rippen in der Kuppelschale versenkt sind: Schale und Rippen bilden eine geschlossene Einheit. Bei späteren byzantinischen Bauten wie der heutigen Kalenderhane-Moschee, der Eski-İmaret-Moschee (Christus-Pantepoptes-Kirche) und dem Pantokrator-Kloster, der heutigen Zeyrek-Moschee, entwickeln sich Scheitelmedaillon und Kuppelrippen zu eigenständigen Elementen: Die Gewölberippen lösen sich stärker aus der Kuppelschale heraus und verschmelzen mit dem ebenfalls stärker hervortretenden Medaillon, so dass der Eindruck entsteht, ein Gerüst aus Rippen und Scheitelmedaillon sei der Kuppelschale unterlegt.
Sinan löste die bei der Hagia Sophia aufgetretenen statischen Probleme durch zentralsymmetrische Pfeilersysteme mit flankierenden Halbkuppeln, beispielhaft ausgeführt in der Süleymaniye-Moschee (Vier-Pfeiler-Moschee mit zwei Schildwänden und zwei axialen Halbkuppeln, 1550–1557), Rüstem-Pascha-Moschee (Acht-Pfeiler-Moschee mit vier diagonalen Halbkuppeln, 1561–1563) und der Selimiye-Moschee (Acht-Pfeiler-Moschee mit vier diagonalen Halbkuppeln, 1567/68–1574/75). Das Stützsystem der Selimiye-Moschee hat in der Architekturgeschichte keine Vorgänger. Alle Elemente der Baustruktur ordnen sich der gewaltigen Kuppel unter.

Schema einer Pendentifkuppel
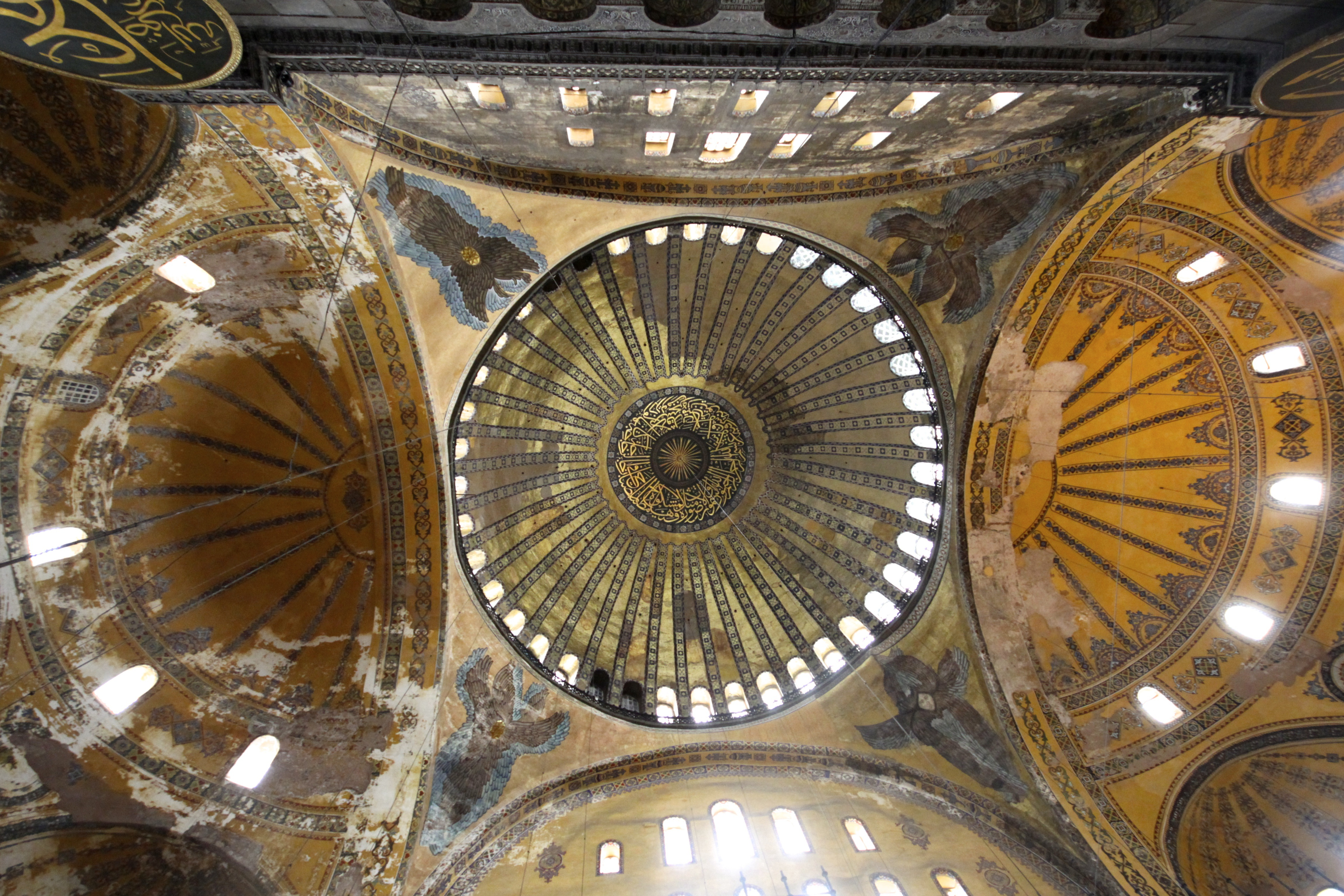
Zentralkuppeln der Hagia Sophia
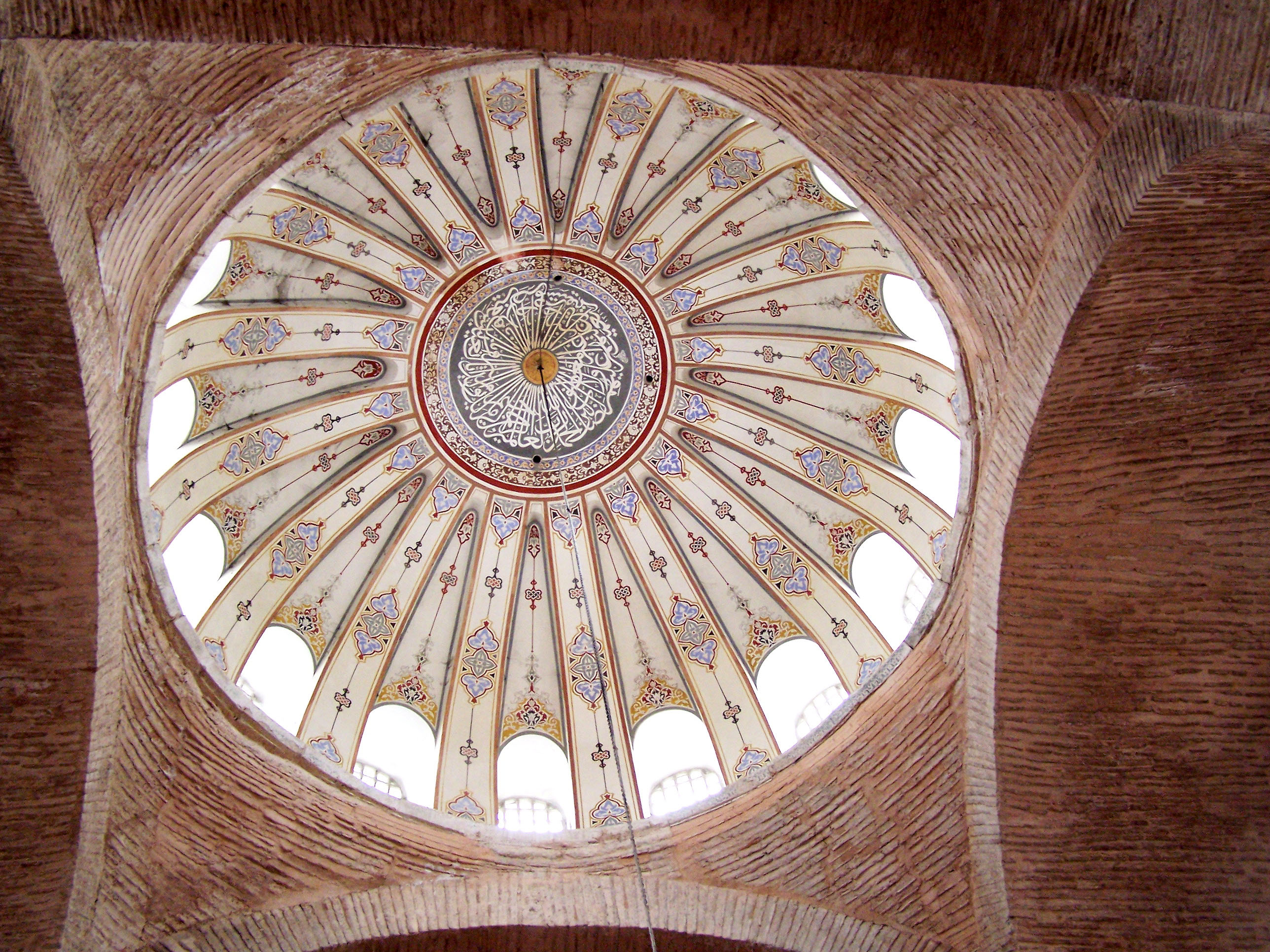
Kuppel der Kalenderhane-Moschee
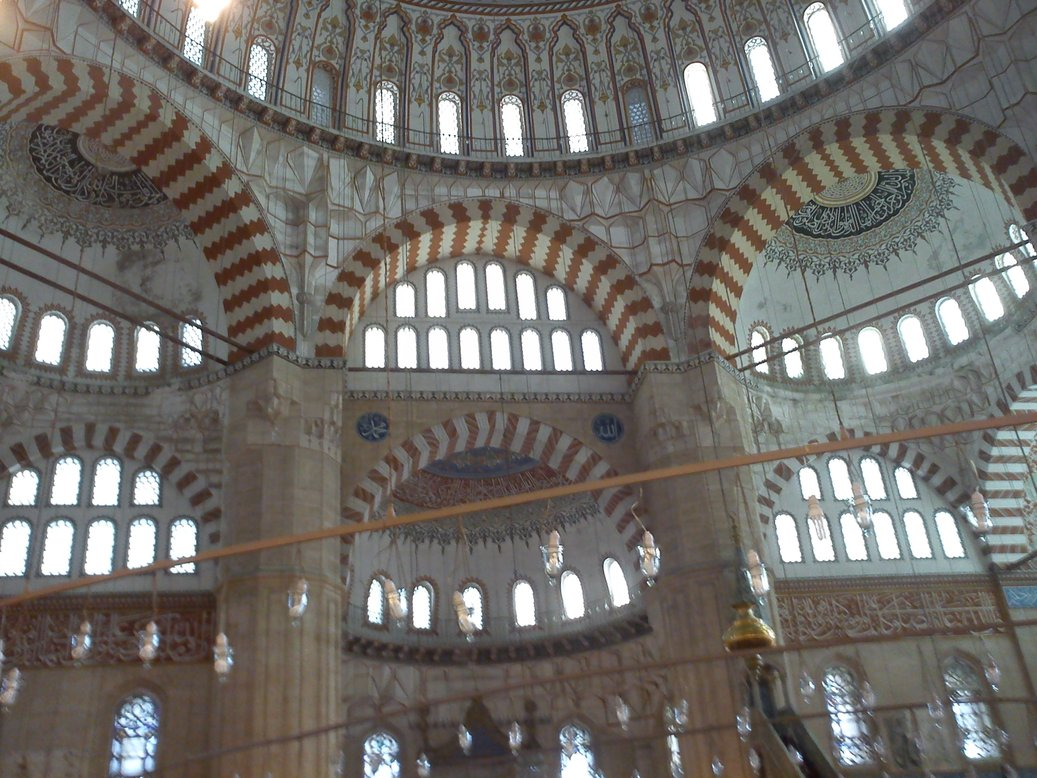
Selimiye-Moschee

### Muqarnas
Aus den immer feiner ausdifferenzierten Gewölbestrukturen entwickelte sich das Architekturelement der Muqarnas, das seit dem 11. Jahrhundert in unterschiedlichen Materialien (Stein, Backstein, Holz, Stuck) in der gesamten Islamischen Welt Verbreitung fand. Muqarnas bestehen in der Regel aus einer großen Anzahl spitzbogenartiger Elemente, die in- und übereinander gesetzt sind, um so einen Übergang zwischen der Nische und der Wand bzw. zwischen den Wänden und der Kuppel zu bilden. Komplexe, kunstvoll ausgebildete Muqarnas erinnern fast an Tropfsteinhöhlen und werden daher auch als Stalaktitendekoration bezeichnet.

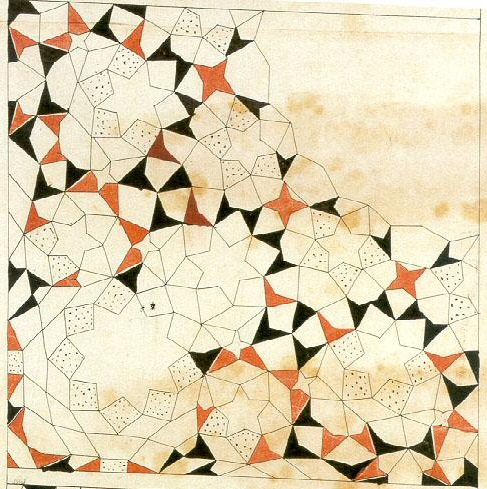
Entwurf eines Muqarnas-Viertelgewölbes aus der Topkapı-Rolle
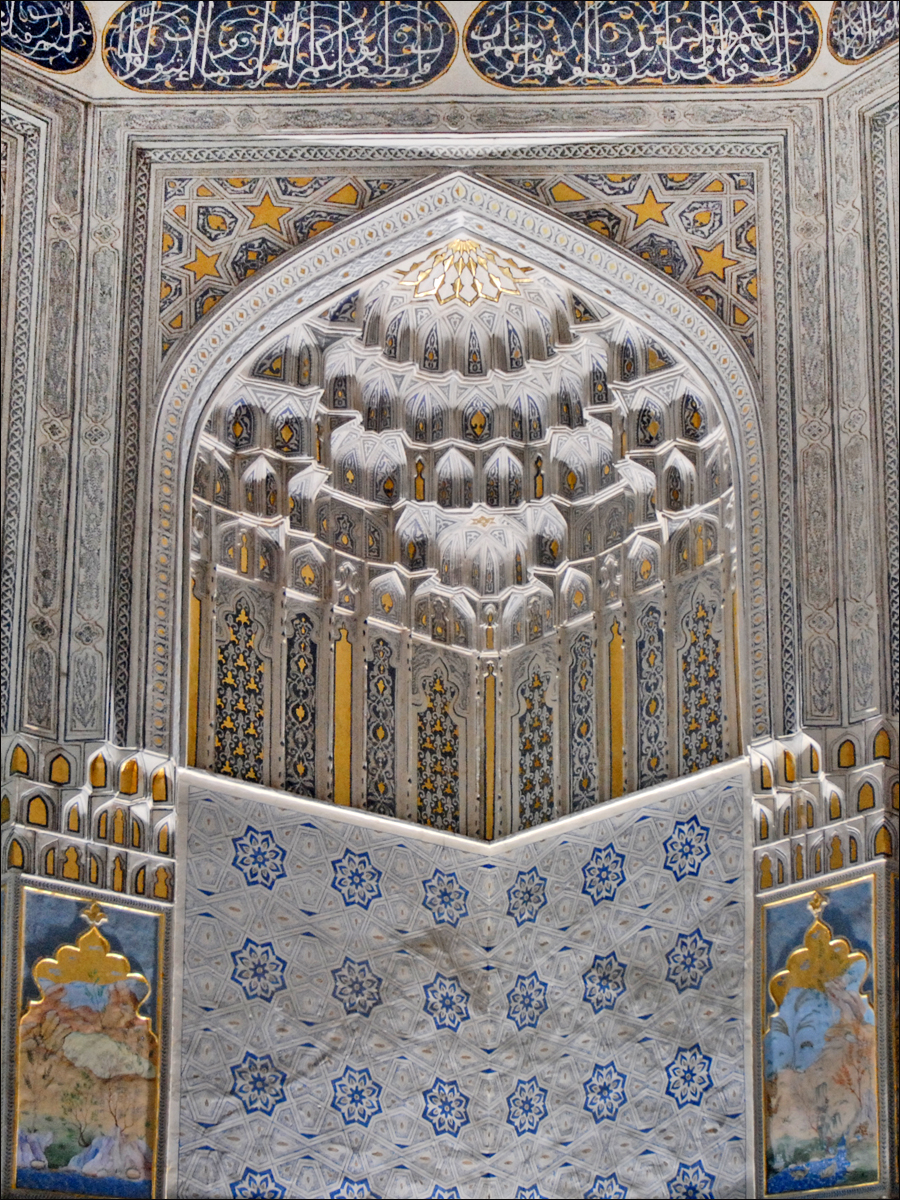
Muqarnas in der Nekropole von Shah-i-Zinda, Samarqand
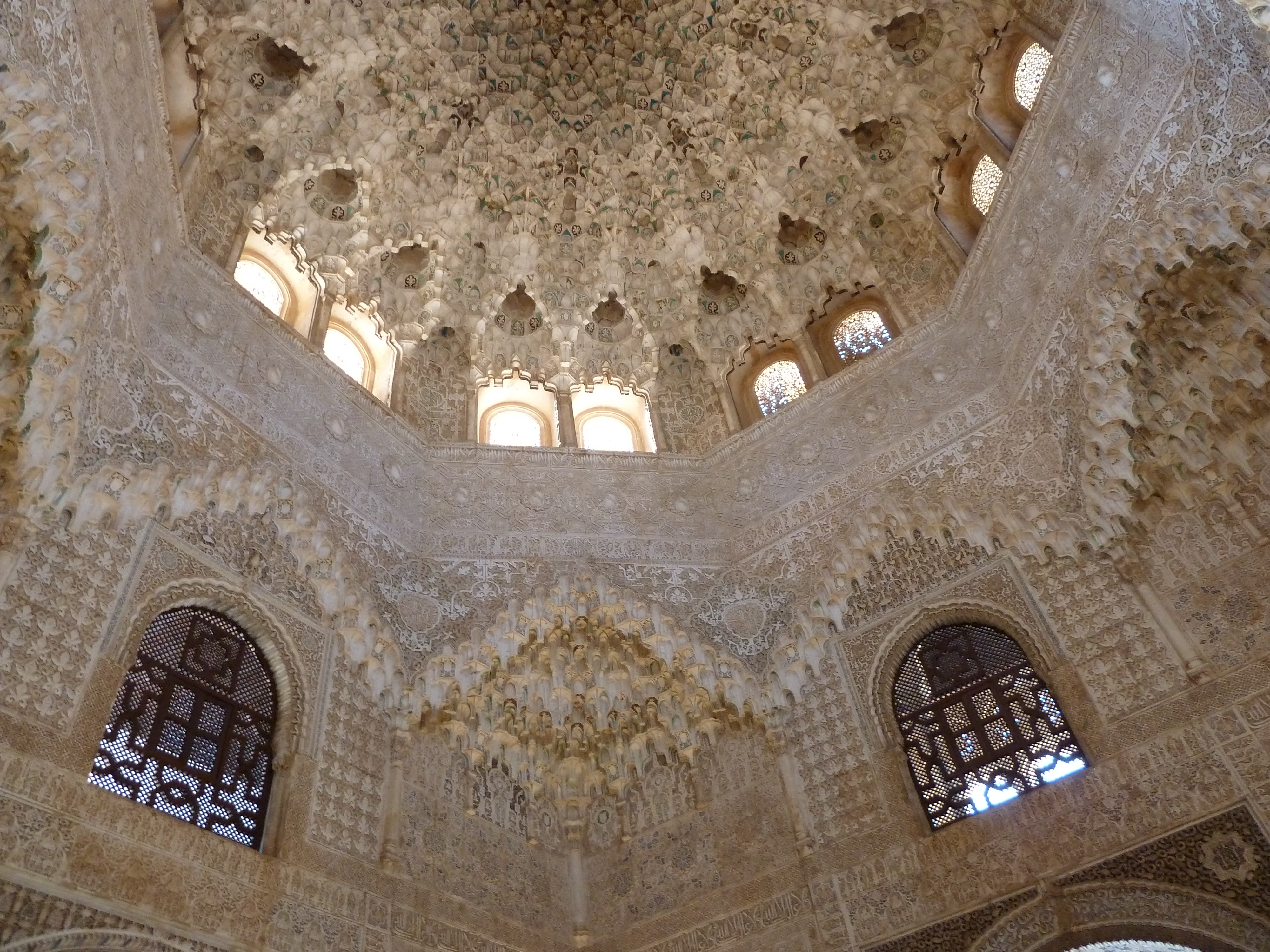
Muqarnas-Kuppel in der Alhambra

### Bauornamente
Ein weiteres gemeinsames Stilelement islamischer Architektur ist die Verwendung bestimmter Schmuckformen. Hierzu zählen mathematisch komplizierte geometrische Ornamente, florale Motive wie die Arabeske, sowie die Verwendung teils monumentaler kalligrafischer Inschriften zur Dekoration, Verdeutlichung des Bauprogramms, oder der Benennung des Stifters.

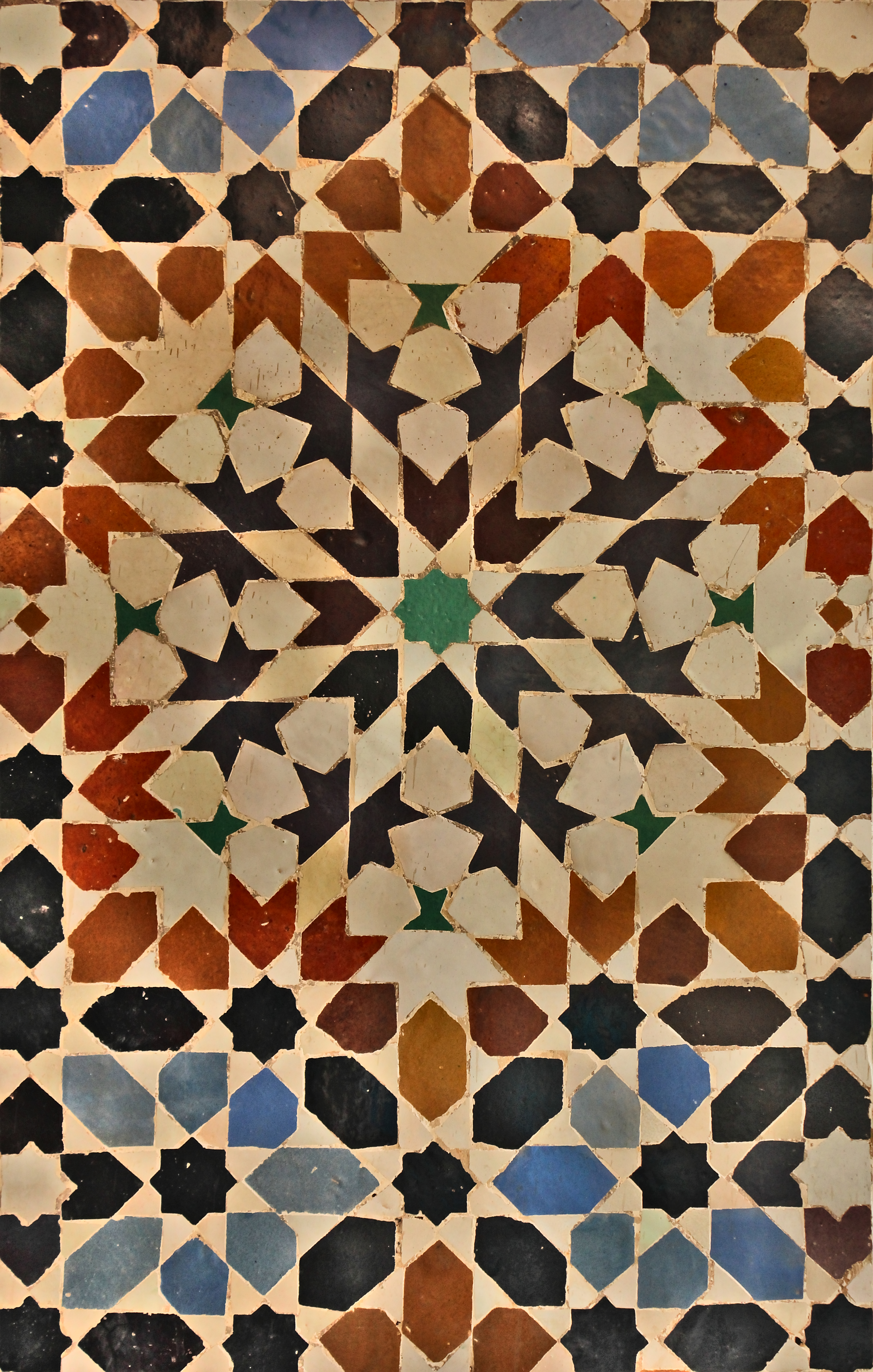
Geometrisches Kachelornament (Zellij), Ben-Youssef-Madrasa, Marokko
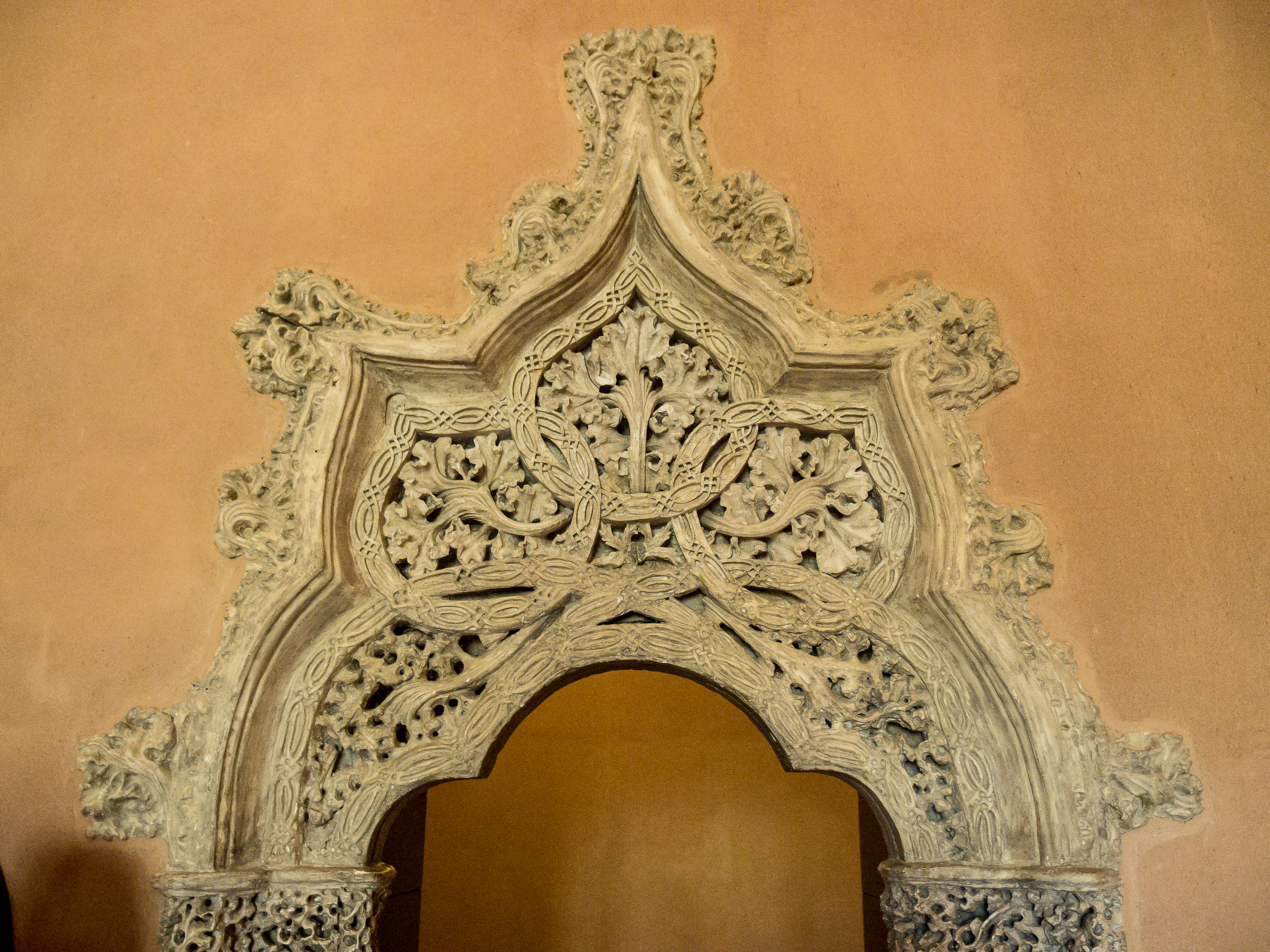
Arabesken und florale Dekorelemente in der Aljafería von Córdoba
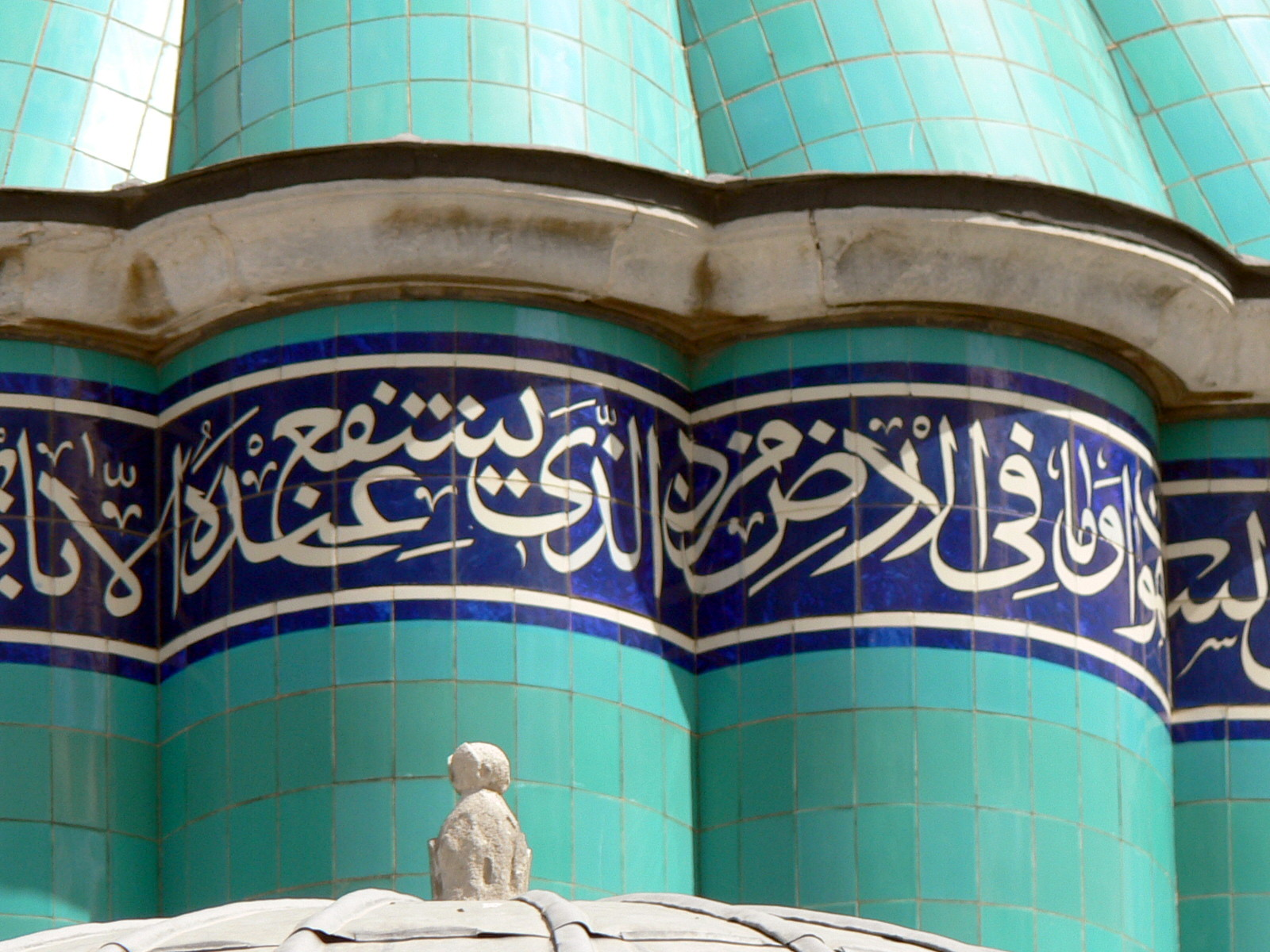
Kalligrafische Inschrift der Kuppel des Mevlana-Mausoleums in Konya
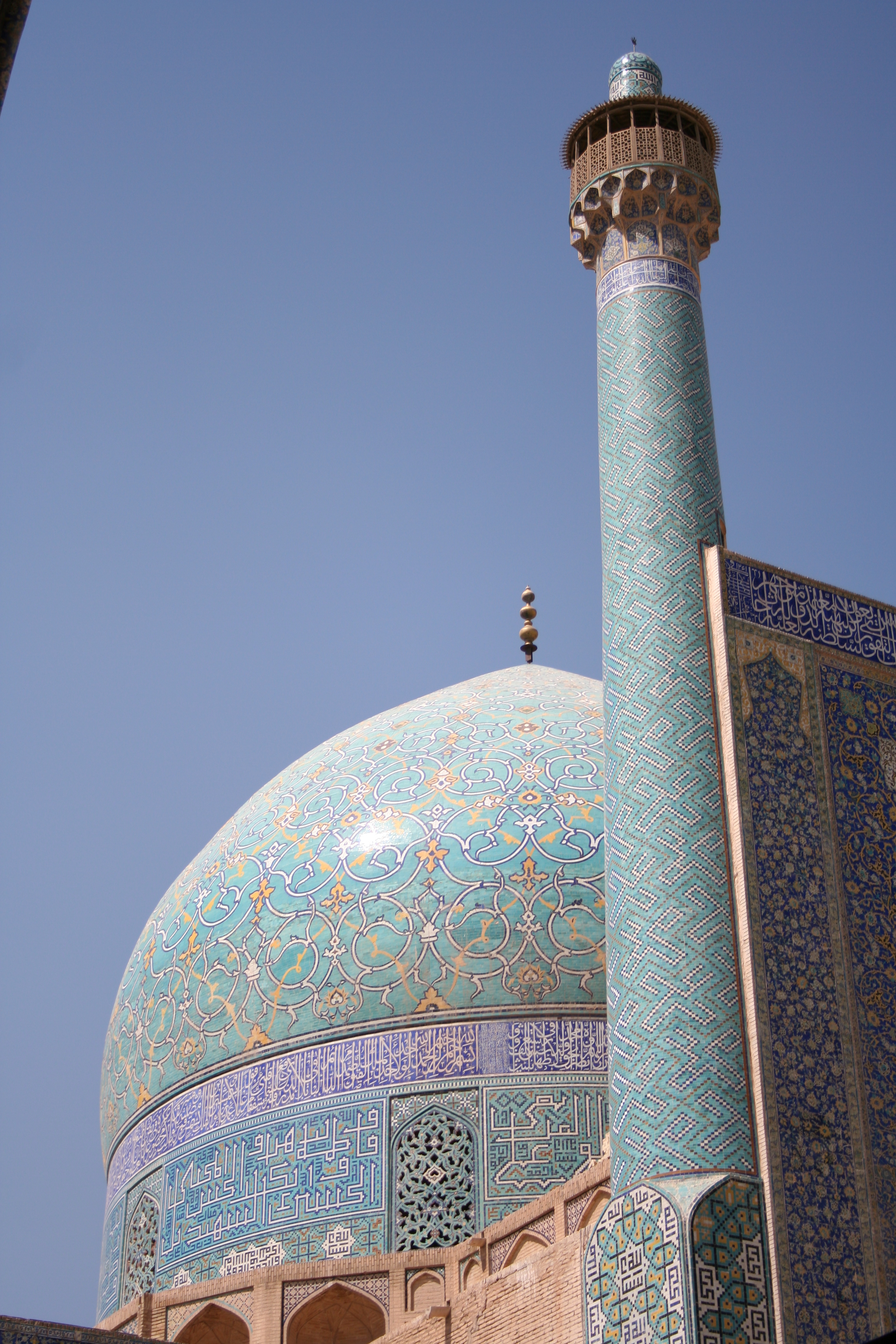
Kuppel der Königsmoschee in Isfahan mit kalligrafischer Inschrift

## Stadtwesen

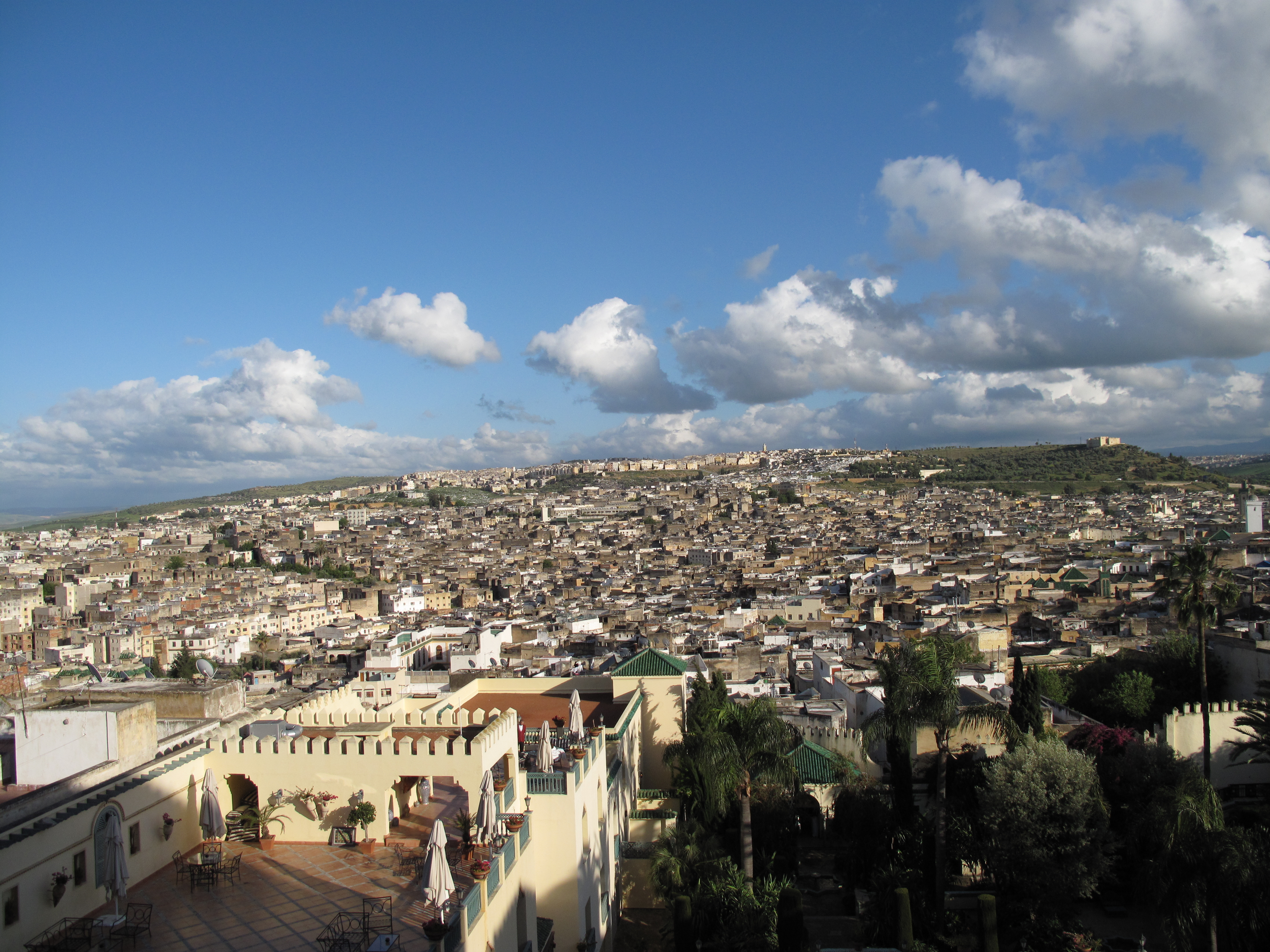
Altstadt von Fès

Der Architektur der „orientalisch“-islamischen Stadt liegen gesellschaftliche und kulturelle Konzepte zugrunde, die sich von denen europäischer Städte stark unterscheiden. Beiden gemeinsam ist die Unterscheidung von herrschaftlichen Bereichen, Arealen, in denen sich das öffentlich Alltagsleben abspielt, und privaten Wohnbereichen. Während die Struktur und das gesellschaftliche Konzept der europäischen Stadt ihre Entstehung und Ausbildung letztlich den von weltlichen oder religiösen Autoritäten erkämpften Freiheitsrechten verdankt, ist die islamische Stadt eher von der Einheit und gegenseitigen Durchdringung des weltlichen und religiösen Bereichs geprägt. Die übergeordnete, allen gemeinsame Rechtsordnung der Scharia, der auch der Herrscher – zumindest nominell – unterstand, prägte das öffentliche Leben. Nur in der Frühzeit des Islam wurde gelegentlich versucht, Städte gezielt auf den Herrscher und seine Residenz ausgerichtet zu planen, wie beispielsweise bei der Gründung Bagdads oder Samarras. Die solcherart geplanten Städte bestanden nur wenige Jahrzehnte und wurden entweder vollständig wieder aufgegeben, oder verschwanden wieder unter den Bauten und architektonischen Strukturen der Folgezeit.

### Nomadentum und Urbanität nach Ibn Chaldūn
Die Gesellschaft der islamischen Welt ist in ihrer historischen Entwicklung wesentlich zwei sozialen Kontexten bestimmt, dem Nomadentum einerseits und dem städtischen Leben andererseits. Der Historiker und Politiker Ibn Chaldūn diskutiert im 14. Jahrhundert in seinem Buch al-Muqaddima ausführlich das Verhältnis von ländlich-beduinischem und städtisch-sesshaftem Leben, das einen für ihn zentralen sozialen Konflikt abbildet. Mit Hilfe des Konzepts der asabiyya (zu übersetzen als „innere Bindung, Sippenloyaliät, Solidarität“) erklärt er den Aufstieg und Fall von Zivilisationen, wobei der Glaube und die asabiyya sich ergänzen können, wie zum Beispiel während der Herrschaft der Kalifen. Die Beduinen und andere nomadische Bewohner der Wüstenregionen (al-ʿumrān al-badawī) haben eine starke asabiyya und sind fester im Glauben, während der innere Zusammenhalt der Stadtbewohner (al-ʿumrān al-hadarī) im Verlauf mehrerer Generationen immer mehr an Kraft verliert. Nach einer Spanne von mehreren Generationen ist die auf der asabiyya gründende Macht der städtischen Dynastie derart geschrumpft, dass sie Opfer eines aggressiven Stammes vom Land mit stärkerer asabiyya wird, der nach Eroberung und teilweiser Zerstörung der Städte eine neue Dynastie errichtet.

### Experimente mit der antiken Idealstadt
Antike Konzepte der Architektur und Verwaltung einer Polis oder Civitas beruhen auf einem klar gegliederten System von Haupt- und Nebenstraßen, die das Stadtgebiet durchziehen und auf öffentliche Bauten wie Paläste, Tempel oder zentrale Plätze ausgerichtet sind. Zwei Hauptstraßen (Cardo und Decumanus) kreuzen sich im Zentrum der Stadt. Aus der frühislamischen Umayyadenzeit sind einzelne Stadtgründungen bekannt, deren Plan auf der antiken Idealstadt beruht, wie beispielsweise Anjar im Libanon.

### Übernahme und Umformung bestehender Städte
Weitaus häufiger, und letztlich entscheidend für die Morphologie der islamischen Stadt ist die horizontale Ausbreitung ihrer Bauten: Residenzen und öffentliche Bauten sowie Wohnbereiche liegen eher nebeneinander und sind nicht direkt aufeinander bezogen. Dieses Konzept wird besonders deutlich in der umayyadischen Umgestaltung der Stadt Jarash, des antiken Gerasa.

### Stadtbild und räumliche Struktur der Medina
Vereinfachend führt das Prinzip der Gleichheit aller Muslime vor Gott und die allgemeine Gültigkeit der Scharia für alle Gläubigen eher zu einem Nebeneinander von herrschaftlichen Bauten, öffentlichen Räumen wie Suqs oder Moscheekomplexen und Wohngebieten. Nur wenige allgemein zugängliche Hauptstraßen durchziehen die Stadt. Von diesen Hauptstraßen führen wiederum deutlich engere Nebenstraßen in einzelne Stadtgebiete, die voneinander getrennt sind. In der abbasidischen Stadtgründung Bagdads entsprachen diese Stadtgebiete einzelnen Kreissegmenten, die durch radial verlaufende Mauern voneinander getrennt und jeweils einzelnen Stämmen zugeordnet waren. Um von einem in einen anderen Stadtbereich zu gelangen, war es notwendig, sich wieder zurück auf die Hauptstraße zu bewegen.
Innerhalb eines Stadtbereichs führen Sackgassen zu einzelnen Häusergruppen oder Häusern. Das einzelne Haus ist auf seinen Innenhof hin ausgerichtet und wendet sich von der Straße ab. Die räumliche Struktur einer islamischen Altstadt entspringt also eher der Tradition des räumlichen Zusammenlebens einer Sippe und deren Zusammenhalt (asabiyya). Hieraus ergibt sich der Grundsatz, den Zugang zu Räumen je nach dem Grad ihrer Privatheit (öffentlich/allgemein – Sippe – Hausgemeinschaft) zu gestatten oder zu verwehren. Wir finden das gleiche Prinzip der Abtrennung nach Bereichen unterschiedlichen Privatheitsgrades in den herrschaftlichen Residenzen ebenso wie im privaten Wohnhaus wieder. Letztlich überblickt nur der Hausherr sämtliche Bereiche seines Hauses; dieses Prinzip gilt für den Privatmann ebenso wie für den Herrscher in seinem Palastbau.
Auf mittelalterliche Reisende und heutige westliche Besucher islamischer Altstädte wirkten und wirken diese daher oft „chaotisch“, da ihre Stadtmorphologie gänzlich anderen Traditionen entspringt.

### Grenzfestungen und Stadtgründungen im Grenzgebiet

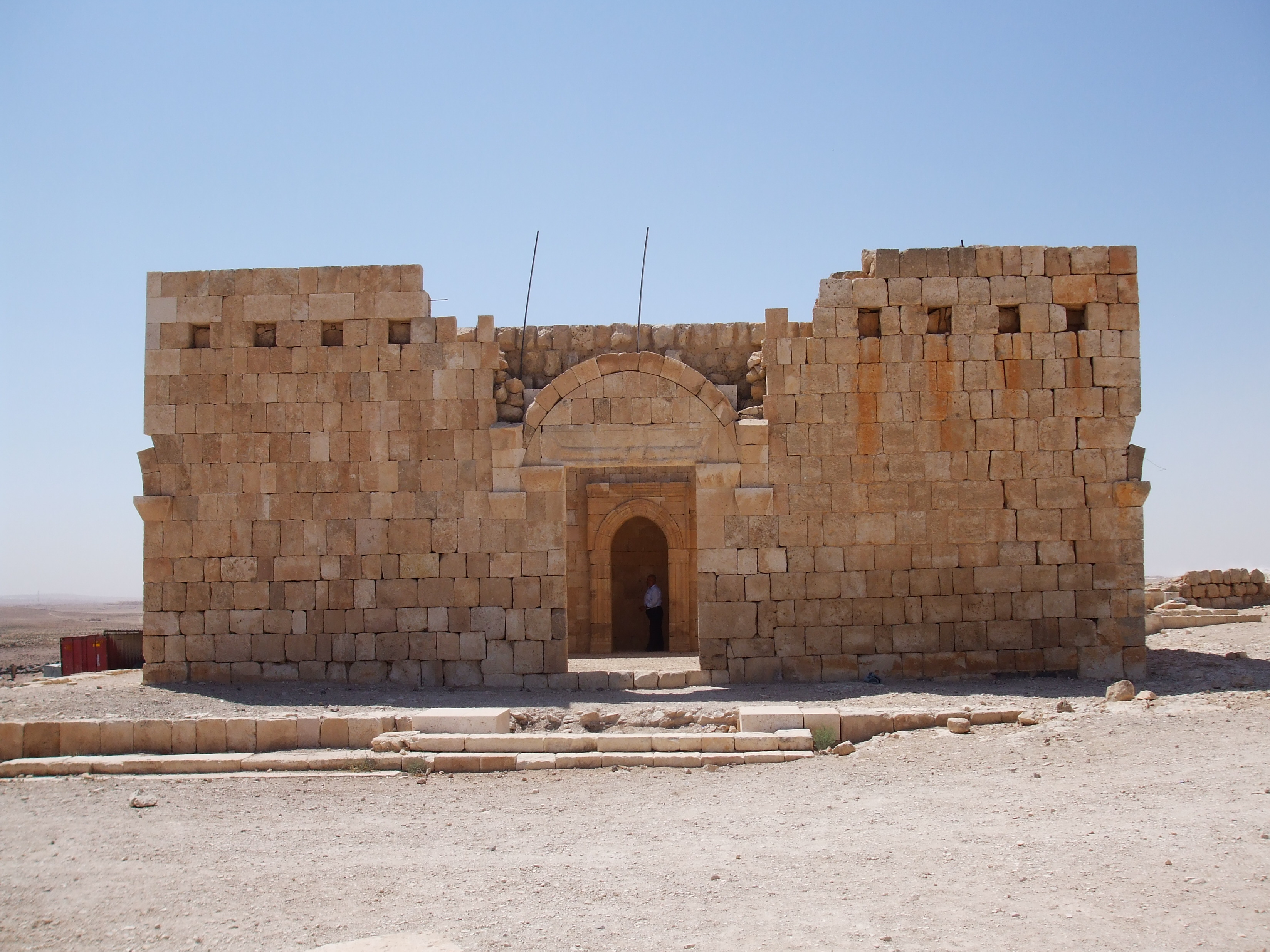
Moschee im Qasr al-Hallabat

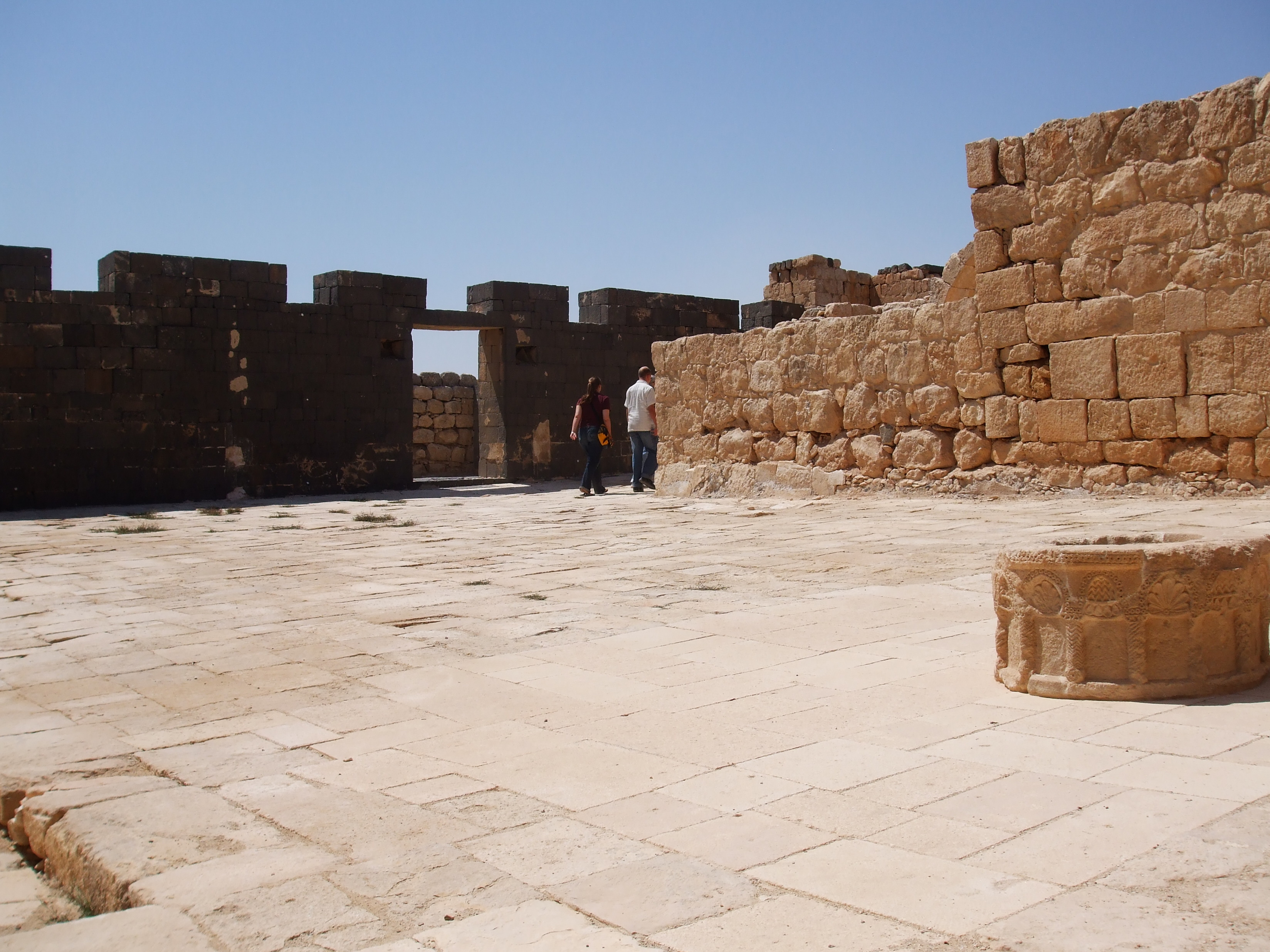
Eingangshof des Qasr al-Hallabat

#### Misr und Ribat
In den Grenzgebieten der arabischen Expansion wurden oft Militärlager (Misr, Pl. arabisch أمصار amsār, DMG amṣār, oder Ribāt arabisch رباط, DMG ribāṭ ‚Festung‘), gegründet. Ein Misr hat eine der altrömischen Colonia im Römischen Reich ähnliche Struktur und Funktion. Wie sie diente die Festung als Basis für weitere Eroberungen. Arabische Militärlager dieses Typs wurden häufig in der Nähe einer älteren Stadt aus antiker oder byzantinischer Zeit angelegt und hatten meistens eine rechteckige Form.
Viele Amsār blieben keine einfachen Militärlager, sondern entwickelten sich zu vollwertigen urbanen und administrativen Zentren. Eine derartige Entwicklung nahmen insbesondere die beiden im Irak gegründeten Militärlager Kufa und Basra, die als „die beiden Misrs“ (al-miṣrān) schlechthin galten, aber auch Fustāt und Kairouan in Nordafrika.

#### Qasr

Einige Zentralhofanlagen am Limes Arabicus, wie El-Mutrab machen eine zeitliche Eingrenzung ihrer Entstehung schwierig

Ein Qasr (arabisch قصر, DMG qaṣr, Plural قصور, DMG quṣūr) ist ein Palast, eine Grenzfestung (auch: qalat) oder ein Wachturm beziehungsweise eine turmartige Befestigung. In einigen Fällen sind am gleichen Ort schon eisenzeitliche und nabatäische Siedlungen und Befestigungen als traditionelle Treffpunkte der Einheimischen nachweisbar. In römischer und byzantinischer Zeit errichtete Fortifikationen hatten als Teil des Limes Arabicus nicht nur als Truppenstützpunkte gedient, sondern auch als Kontaktorte und Marktplätze für die Nomadenstämme jenseits der Grenze. Die islamischen Eroberer nutzten die Befestigungen häufig weiter.
Ein spätrömisches Militärlager im heutigen Nordsyrien ist beispielsweise das Kleinkastell Tetrapyrgium (9 km südöstlich von As-Saddayn am Euphrat). Aus Jordanien sind weitere römische Militäranlagen bekannt, darunter Khirbat az-Zuna (20 km südöstlich von Amman), Qasr Bshir (15 km nördlich von el-Lejjun), das südwestlich folgende Legionslager Betthorus (el-Lejjun, 20 km östlich Karak), das Kastell Dajaniya (etwa 45 km nördlich von Maʿan) und Odruh (22 km östlich des Wadi Musa). Zu den Wachtürmen am Wüstenlimes zählt der Qasr Abu Rukba (etwa 13 km südöstlich von Karak).
Der Typus spätrömischer Kastelle, der in den östlichen Provinzen seit den Reformen unter Kaiser Diokletian (284–305) errichtet wurde, wird fachlich als Quadriburgus beziehungsweise Tetrapyrgium bezeichnet, und besaß einen zentralen Innenhof. Für den Qasr Bshir, das römische Kastell Praetorium Mobeni, ist eine Bauinschrift erhalten geblieben, die sich in die Jahre zwischen 293 und 305 n. Chr. datieren lässt.
Nach der Aufgabe des Limes Arabicus während der byzantinischen Periode wurden einige der Castra weiter benutzt. Archäologisch erforscht wurde diese kontinuierliche Nutzung beispielsweise im Kastell Qasr Hallabat (50 km östlich Amman), das zu verschiedenen Zeiten als Garnison, christliches Einsiedlerkloster (Coenobium) und schließlich als umayyadisches Qasr diente. Nach der islamischen Eroberung der Levante war mit der Dynastie der Umayyaden eine für damalige Verhältnisse geistig und religiös tolerante Herrscherfamilie an die Macht gekommen, die den spätantiken Bautypus des Quadriburgus für eigene Zwecke übernahm und ihn den neuen Gegebenheiten anpasste. So fehlten an den islamischen Zentralhofanlagen teilweise die mindestens vier Wehrtürme der römischen Bauten. Eines der frühesten und besterhaltenen Wüstenschlösser ist der Qasr Kharana. Seine Bauform weist sowohl spätrömische als auch sassanidische Architekturformen auf. Insgesamt fällt auch Wissenschaftlern an einigen Fundorten des Limes Arabicus die eindeutige zeitliche Zuordnung der Zentralhofbauten schwer, da die Keramikfunde oft verschiedenen Theorien zulassen. Ein Beispiel stellt das turmlose El-Mutrab östlich von Maʿan dar, das in seiner Gründung als spätrömisches Kastell, islamisches Wüstenschloss oder als zivile römische beziehungsweise islamische Karawanserei mit angeschlossenem Landwirtschaftsbetrieb gedeutet wird.
Nach einer Hypothese des Orientalisten und Historikers Jean Sauvaget (1901–1950) waren die umayyadischen quṣūr Bestandteil einer systematischen Politik der landwirtschaftlichen Kolonisierung der unbesiedelten Grenzgebiete und als solche die Fortsetzung einer schon von den christlichen Mönchen betriebenen und von den Ghassaniden fortgesetzten Kolonisierungspolitik. wobei die Umayyaden ihre Politik zunehmend an einem Klientelmodell gegenseitiger Abhängigkeit und Unterstützung orientierten. Nach der umayyadischen Eroberung verloren die Grenzfestungen ihre ursprüngliche Funktion und wurden entweder aufgegeben oder dienten als lokale Handels- und Kontaktplätze noch bis in das 10. Jahrhundert hinein weiter.

### Residenzstädte

#### Kairouan
Die Stadt Kairouan wurde um 670 von den muslimischen Arabern unter ʿUqba ibn Nāfiʿ gegründet. Da die byzantinische Flotte das Mittelmeer beherrschte, erfolgte die Gründung im sicheren Landesinneren. Kairouan entwickelte sich nach dem 8. Jahrhundert zum Zentrum der arabischen Kultur und der islamischen Rechtswissenschaft in Nordafrika. Die Stadt spielte auch bei der Arabisierung der Berber und der Lateinsprecher im Maghreb eine bedeutende Rolle.
Kairouan war Hauptsitz der arabischen Statthalter von Ifrīqiya und später die Hauptstadt der Aghlabiden. Im Jahr 909 übernahmen die Fatimiden, ismailitische Schiiten, unter Führung von Abū ʿAbdallāh asch-Schīʿī die Macht in Ifriqiya und machten Kairouan zur Residenz. Die religiös-ethnischen Spannungen mit der streng sunnitischen Bevölkerung der Stadt zwangen sie allerdings, ihre Machtposition in der von ihnen gegründeten Hauptstadt al-Mahdiya an der östlichen Meeresküste auszubauen; gegen 973 verlagerten sie das Zentrum ihres Kalifats nach Kairo.

#### Alt-Kairo (al-Fustāt)
Al-Fustāt (arabisch الفسطاط, DMG al-Fusṭāṭ ‚das Zelt‘) war eine arabische Militärsiedlung am Nil in Ägypten, die von ihrer Gründung 643 bis zur Gründung von Kairo im Jahre 969 die Hauptstadt und das Verwaltungszentrum des Landes bildete. Bis zu ihrem Niedergang im 12. Jahrhundert war die Stadt außerdem das wichtigste Wirtschaftszentrum Ägyptens. Die Ruinen sind heute im Süden von Kairo zu besichtigen. Der Stadtteil, in dem sich diese Ruinen befinden, wird heute Misr al-ʿAtīqa („das alte Misr“) genannt.
Gründer von al-Fustāt war der arabische Feldherr ʿAmr ibn al-ʿĀs. Er drang 641 mit seinen arabischen Kämpfern nach Ägypten vor, nahm südlich der heutigen Stadt Kairo die byzantinisch-koptische Militärfestung Babylon ein und zog von dort aus nach Alexandria weiter. Nach der Eroberung dieser Stadt kehrte er im Frühjahr 643 nach Babylon zurück und gründete neben der alten Festung die neue arabische Militärsiedlung al-Fustāt.
Damaskus, wie auch die späteren umayyadischen Residenzstädte ar-Ruṣāfa und Harran verloren nach dem Sturz der Umayyaden an Bedeutung, die beiden letzteren Städte wurden nach der Zerstörung durch die Mongolen nie wieder aufgebaut.

#### Abbasiden: Bagdad, Samarra, Ar-Rāfiqa
Die Abbasidenkalifen verlegten das Zentrum ihres Reiches in die Städte der heutigen irakisch- iranischen Region und gründeten dort mehrere Residenzstädte.
Bagdad

Im Jahr 750 übernahmen die Abbasidenkalifen die Macht und verlegten ihre Hauptstadt nach Bagdad. Unter Kalif al-Mansūr wurde Bagdad als Madīnat as-Salām („Stadt des Friedens“) gegründet. Die neue Hauptstadt liegt unweit der alten Residenzstadt der Sassaniden, Ktesiphon. Sie wurde nach einem strengen geometrischen Plan angelegt, von der uns aufgrund der Lehmziegelbauweise keine Zeugnisse geblieben sind. Unsere Kenntnis des Stadtplans stützt sich auf Berichte der Historiker al-Yaʿqūbī und at-Tabarī, der eine genaue Beschreibung des Stadtplans überliefert hat.
Die kreisförmige Anlage hatte einen Durchmesser von rund 2600 m und wies mehrere Mauerringe und Gräben auf. Zwischen den Mauerringen befanden sich 45 fächerförmig ausgelegte Stadtteile, die durch radial verlaufende Mauern voneinander getrennt waren. Jeder Stadtteil war von der gemeinsamen Ringstraße aus zugänglich und verfügte über ein eigenes inneres Wegenetz. Vier kreuzförmig angeordnete lange Torwege mit gedeckten Arkaden und Unterkünften für die Schutzmannschaft führten durch die Stadt. Im Zentrum, auf der Kreuzung der Torwege, lag die Residenz des Kalifen, erbaut auf quadratischem Grundriss mit etwa 200 m Seitenlänge, von zwei übereinanderliegenden Kuppelräumen bekrönt, unter deren Zentrum wiederum der Thronsaal lag. Seitlich an den Thronsaal schloss sich eine Hallenmoschee an. Um zu den Haupttoren zu gelangen, musste man einen gewundenen Zugangsweg und eine Brücke überschreiten. Die Haupttore selbst wiesen in ihren Obergeschossen Kuppelräume auf, die als Empfangssäle gedeutet werden, und somit nahelegen, dass die ganze Stadt als erweiterter Repräsentationsraum des Kalifen angelegt war.
Ar-Raqqa und ar-Rāfiqa

770 gründete al-Mansūr die Nebenresidenz ar-Raqqa. Die Residenz hat einen hufeisenförmigen Umriss. Die Stadtmauer, das Stadttor und die Freitagsmoschee sind noch teilweise erhalten. Noch unter der Herrschaft von al-Mansūr begann 772 dessen Sohn und Thronfolger al-Mahdi (reg. 775–785) einen Kilometer westlich von ar-Raqqa mit dem Aufbau einer neuen Stadt, die er als Militärstützpunkt gegen Byzanz befestigen ließ und die den Namen ar-Rāfiqa („der Begleiter“, bezogen auf ar-Raqqa) erhielt.
Ar-Rāfiqa war nach dem Vorbild des wenige Jahre zuvor (762 bis 766) von al-Mansūr als ideale kreisrunde Stadt gegründeten Bagdad angelegt. Die „runde Stadt“ ar-Rāfiqa war von einer hufeisenförmigen Stadtmauer umgeben, deren gerade Seite im Süden parallel zum Euphratufer lag und die ein 1302 km² großes Gebiet umschloss. Von der abbasidischen Stadtanlage in Bagdad sind keine Reste mehr vorhanden, daher stellt die erhaltene Stadtmauer von ar-Raqqa das einzig vergleichbare Anschauungsobjekt der als kosmogonisches Modell der Hauptstadt der Abbasiden dar. Die von Harun ar-Raschid 796 dort errichtete Residenz war von Bewässerungskanälen durchzogen und weist mehr als 15 größere architektonische Baukomplexe und Gebäudegruppen auf. Den individuell unter Verwendung gemeinsamer Entwurfsprinzipien gestalteten Gebäuden weisen im Unterschied zum eher quadratischen Grundriss der Umayyadenarchitektur schmal-rechteckige Grundrisse auf. Die Zitadelle von ar-Raqqa wurde in den 1950er Jahren zerstört.
Die zweite Neugründung nach dem Vorbild der Runden Stadt war die Stadtanlage von Qādisīya südlich Samarra am Tigris in der Form eines regelmäßigen Achtecks, die 796 von Hārūn ar-Raschīd aufgegeben wurde.
Samarra

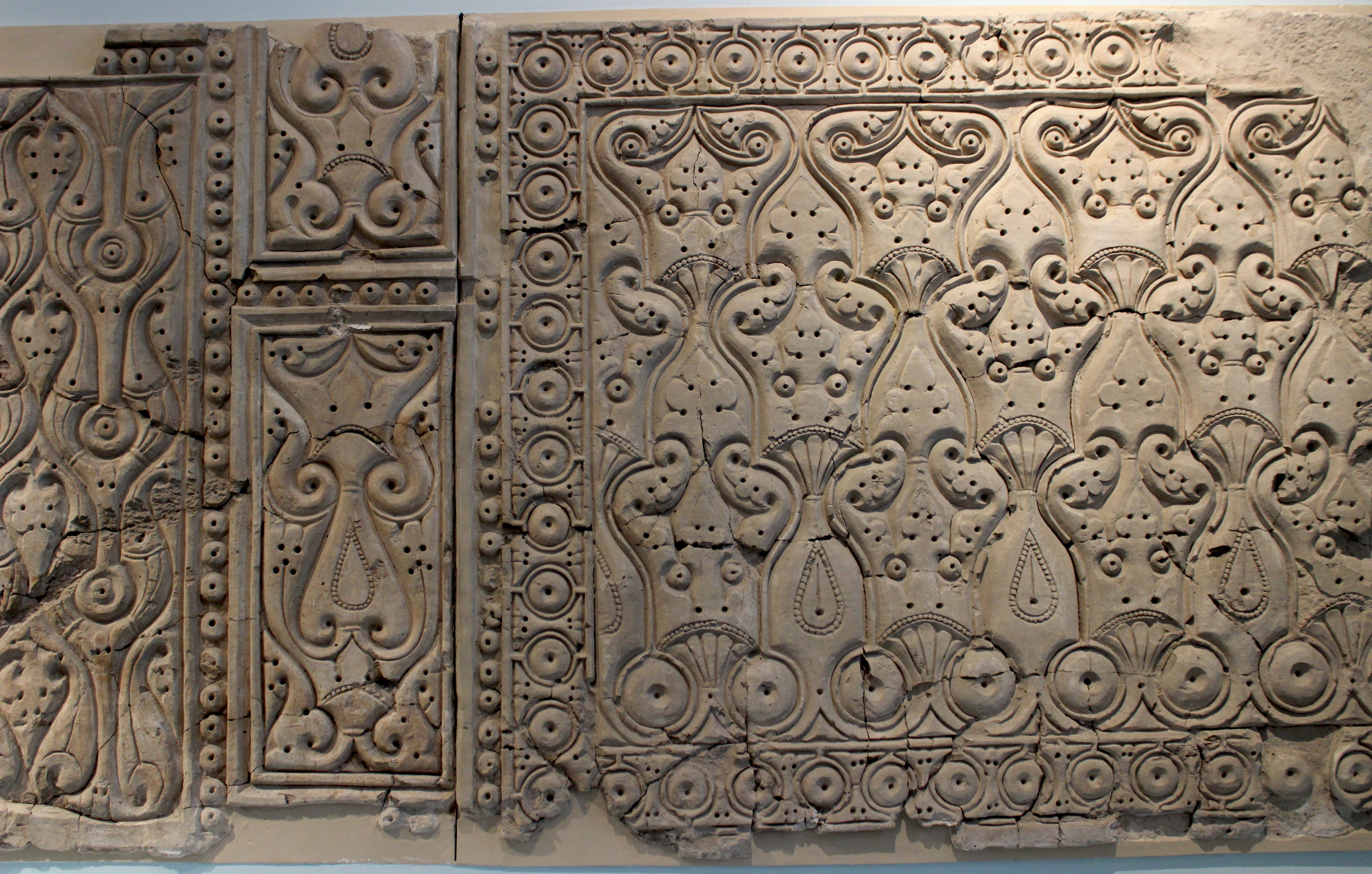
Stuckornamente aus Samarra

Schon wenige Jahrzehnte nach der Gründung Bagdads kam es zu Spannungen zwischen den turkmenischen Gardesoldaten des Kalifen und der Bevölkerung. 833 erbaute der Kalif al-Mutasim die Stadt Samarra (Surra man ra'a, ‚Es erfreut jeden, der es sieht‘) ungefähr 125 km nördlich von Bagdad auf vorislamischen Ruinen. Die riesige Stadt breitete sich über etwa 50 km entlang des Tigris als loses Gefüge von in sich geschlossenen Palästen, Wohnvierteln und Moscheen aus. Das Minarett der Großen Moschee von Samarra ist noch erhalten. Samarra blieb nur 59 Jahre lang (bis 892) das Machtzentrum des Abbasidenreiches. Da die Stadt überwiegend aus luftgetrockneten Lehmziegeln errichtet worden war, die nur mit Backsteinen, Stuck und selten Marmor verkleidet waren, sind nur wenige Bauten gut erhalten, die zeigen, dass das Iwanschema auch in Samarra zur Anwendung kam, und den hohen Stand der Stuckdekoration diese Epoche verdeutlichen. Seit Beginn des 20. Jahrhunderts erfolgten archäologische Ausgrabungen in Samarra.
Im ganzen islamischen Reich entstanden während der Umayyaden- und Abbasidenzeit bemerkenswerte Städte in den zentralasiatischen und persischen Reichsgebieten. Im Westen blühten die bedeutenden Städte in al-Andalus, wie Córdoba und Sevilla, die zu islamischen Herrschaftsgebieten gehörten, die schon über längere Zeit unabhängig von der Zentralgewalt der Kalifen existierten. Nach ihrer Rückkehr von Samarra verloren die Abbanden nach und nach die Kontrolle über einzelne, von den Umayyaden eroberte Regionen. Neue, unabhängige Reiche entstanden im Maghreb, Syrien und dem Iran. Angeführt vom früheren Provinzverwalter Ibn Tulun trennte sich Ägypten vom Abasidenreich. Im Jahr 945 eroberten die Buyiden Bagdad und übernahmen die Herrschaft in der Region, so dass die Kalifen politisch isoliert wurden und eine neue Ära von Sultanen begann.

#### Fatimiden: al-Mahdiya und al-Mansuriya
Al-Mansuriya war eine nach ihrem Gründer, dem Fatimidenkalifen Ismail al-Mansur, benannte Palaststadt in Ifrīqiya (dem heutigen Tunesien). Sie liegt etwa 1,5 km südöstlich von Kairuan, löste al-Mahdiya als Regierungssitz ab und diente auch noch den Ziriden bis 1053 als Hauptstadt.

## Residenzen und Paläste
Mit Ausnahme der frühen Stadtgründungen in Bagdad und Samarra schlossen sich die Residenzen der islamischen Herrscher meist an schon bestehende Stadtzentren an. Ihre Lage wurde dabei wesentlich von den vorgegebenen topografischen Gegebenheiten bestimmt. In flachem Gelände, wie beispielsweise in der Residenzstadt von Córdoba, der Madīnat az-zahrāʾ, wurden die neuen Palastgebäude in die bestehenden Strukturen integriert. Residenzen wie die Zitadellen von Aleppo oder Kairo sowie die Alhambra lagen auf Berghängen, der Topkapı-Palast in Istanbul liegt geschützt auf der in das Goldene Horn hineinragenden Landzunge.
Im Gegensatz zur repräsentativen Architektur europäischer absolutistischer Herrscher zeichnen sich die Residenzen islamischer Herrscher weniger durch Monumentalität aus. Außer starken Mauern und mächtigen Eingangsportalen (die im Begriff „Hohe Pforte“ im übertragenen Sinn zum Begriff für die osmanische Regierung selbst wurden) zeichnen sich die Residenzgebäude in ihren architektonischen Formen kaum nach außen ab. Die Paläste bestanden meist aus mehreren Baukomplexen, die oft nur locker durch Gänge oder Zwischenhöfe verbunden waren. Bewusst wurden hierbei die Sichtachsen unterbrochen, die Zugangswege versetzt und geknickt, so dass jeder Bauteil seine Eigenständigkeit bewahrt, und unterschiedliche öffentliche und private Bereiche entstanden. Insgesamt entstand so ein vielfältig gegliedertes, teils verstecktes Raumgefüge, das in seiner Gesamtheit nur dem Herrscher zugänglich und verfügbar war. Die Raumgliederung ist dabei auffallend einfach und wenig differenziert, die Räume können flexibel genutzt werden, so dass die Räume oft nicht, wie in der europäischen Architektur, verschiedenen Zwecken eindeutig zugeordnet werden können. Häufig gruppieren sich die Bauten um einen zentralen Innenhof, wobei die Iwan- oder Arkadenarchitektur die Innenfassaden ideal gliedern kann; die Mitte des Hofs ist häufig durch einen zentralen Brunnen oder ein Wasserbecken betont.

### Umayyadische Wüstenschlösser

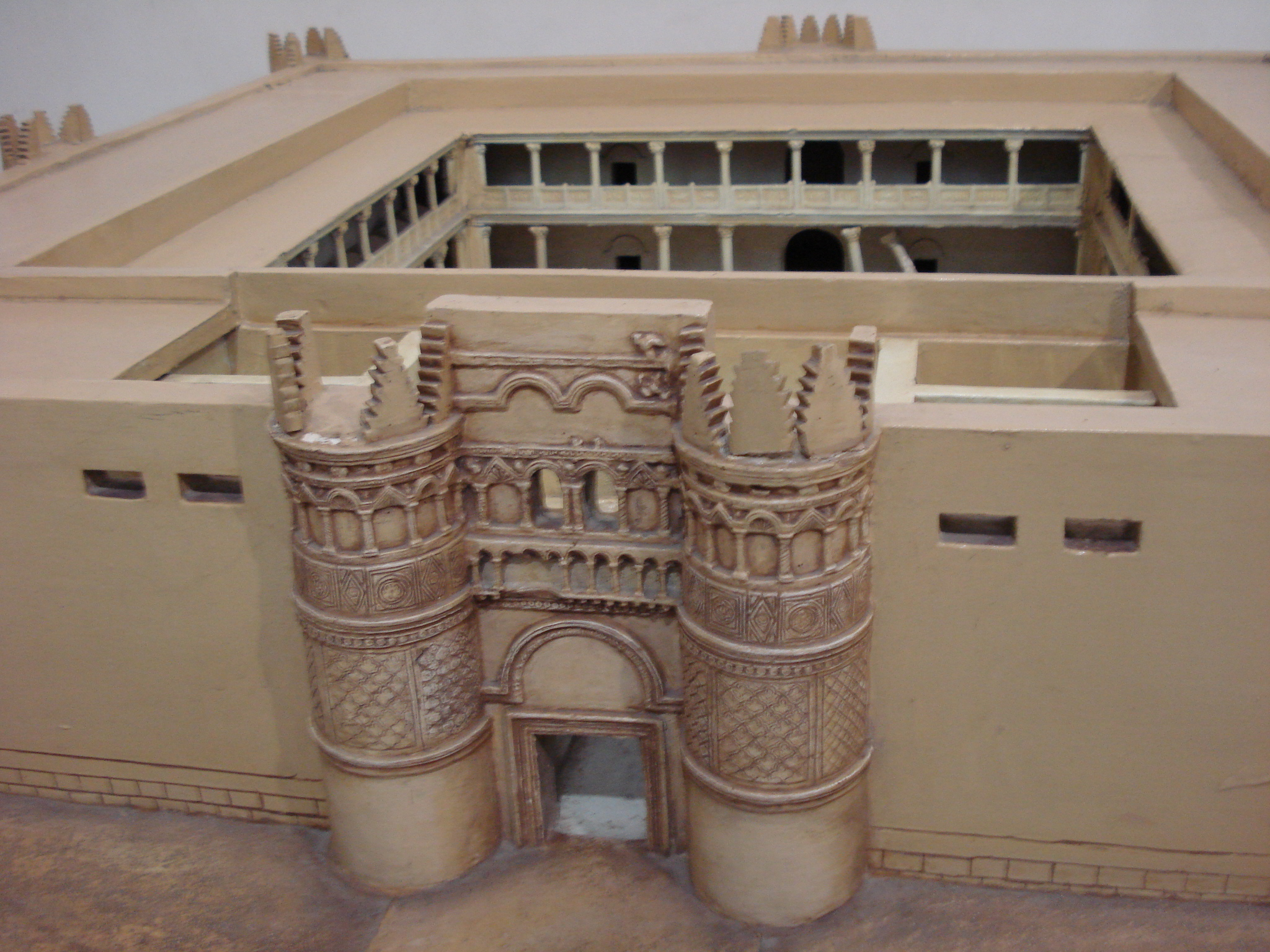
Modell des Qasr al-Hir al-Gharbi

Aufgrund ihrer Ähnlichkeit mit spätrömischen Bauten waren die „Wüstenschlösser“, darunter Mschatta, Khirbat al-Mafdschar und Qusair 'Amra der Umayyadenkalifen nach ihrer Wiederentdeckung zunächst für solche gehalten worden. Nach neueren Forschungen lagen die Baukomplexe innerhalb eines bewässerten landwirtschaftlichen Bereichs. Der „Palast des Hischam“ wird heute dem elften Umayyadenkalifen Al-Walid II. zugeschrieben.
Mit wenigen Ausnahmen folgen die umayyadischen Wüstenschlösser einem gemeinsamen Bauschema, welches in Anlehnung an die römische Bauform der „Villa rustica“ aus einem quadratischen Palast, einem ausgedehnten, römischen Bädern gleichenden Badehaus, einem Wasserreservoir und einem landwirtschaftlichen Bereich besteht. Einige Wüstenschlösser, beispielsweise Qasr Hallabat oder Qasr Burqu', sind auf früheren römischen oder ghassanidischen Vorlauferbauten errichtet, manche sind neu erbaut. Die Räume waren reich mit Mosaiken, Fresken, Reliefs und Skulpturen im Stil der orientalischen Spätantike versehen. Die Palastbauten besaßen, ähnlich einem römischen Militärlager („castrum“) einen großen Innenhof und mehrere kleine Seitenhöfe, um die sich die Wohnungen gruppierten. Daraus ergab sich eine Dreiteilung, mit den repräsentativen Empfangsräumen am Kopf des Mittelhofs und zwei seitlichen Gebäuden mit einfach strukturierten, zellenartigen Wohnräumen.
Die Funktion der Wüstenschlösser ist nicht vollständig aufgeklärt; wahrscheinlich dienten unterschiedliche Orte auch unterschiedlichen Zwecken. Denkbar ist eine Nutzung als Festung zur Kontrolle des umliegenden Gebiets, Treffpunkte für Beduinen und die umayyadischen Verwalter, Lust- oder Jagdschlösser („badiyas“) für die Eliten, oder auch als Karawanserei. Einige der Anlagen müssen durch ihren umgebenden, bewässerten landwirtschaftlichen Bereich wie Oasen gewirkt haben. Ihre Platzierung entlang wichtiger Verkehrswege und nahe an Wasserquellen legt nahe, dass die Umayyaden mit Hilfe der Wüstenschlösser eine militärische Kontrolle über die Straßen ausgeübt haben konnten. Die ausgedehnten Thermenanlagen dienten mit großer Wahrscheinlichkeit auch der Repräsentation und dem Empfang von Gästen.

### Kasbah
In seiner ursprünglichen Bedeutung bezeichnet Kasbah (arabisch قصبة, DMG qaṣba) innerhalb oder außerhalb von Städten gelegene Festung. Diese Bezeichnung ist vor allem in den Ländern des Maghreb üblich. Die Kasbah war durch Mauern abgegrenzt und von Militäreinheiten bewacht; sie diente als Residenz eines Gouverneurs oder Herrschers, sowie als Wohn- und Arbeitsbereich der höheren Staatsbeamten, die als dem Haushalt des Herrschers zugehörig angesehen wurden. Beispiele für maurische Stadtburgen in Al-Andalus sind die Alhambra, die Alcazaba von Almería und Málaga sowie die Aljafería von Saragossa.

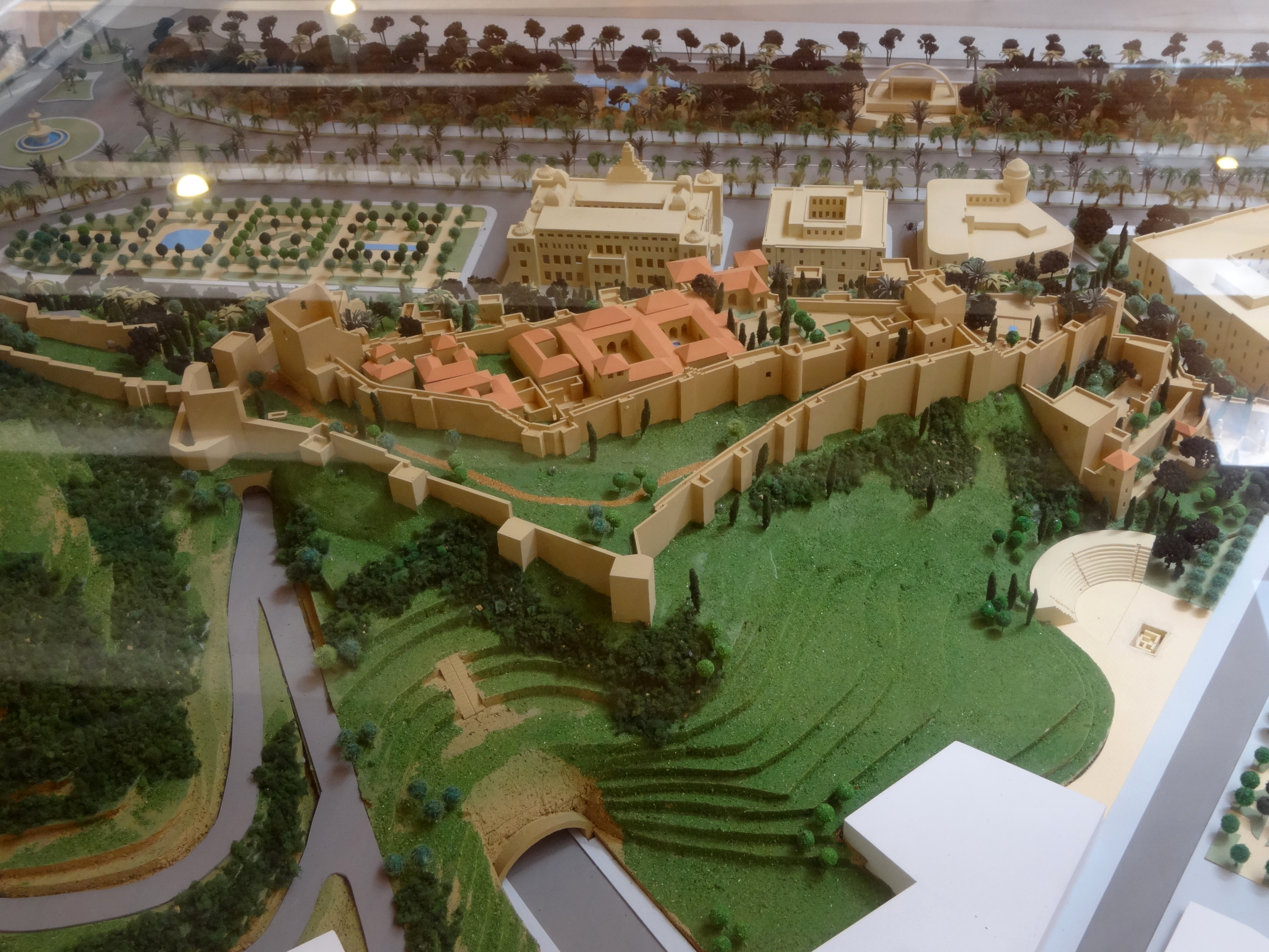
Modell der Alcazaba von Málaga
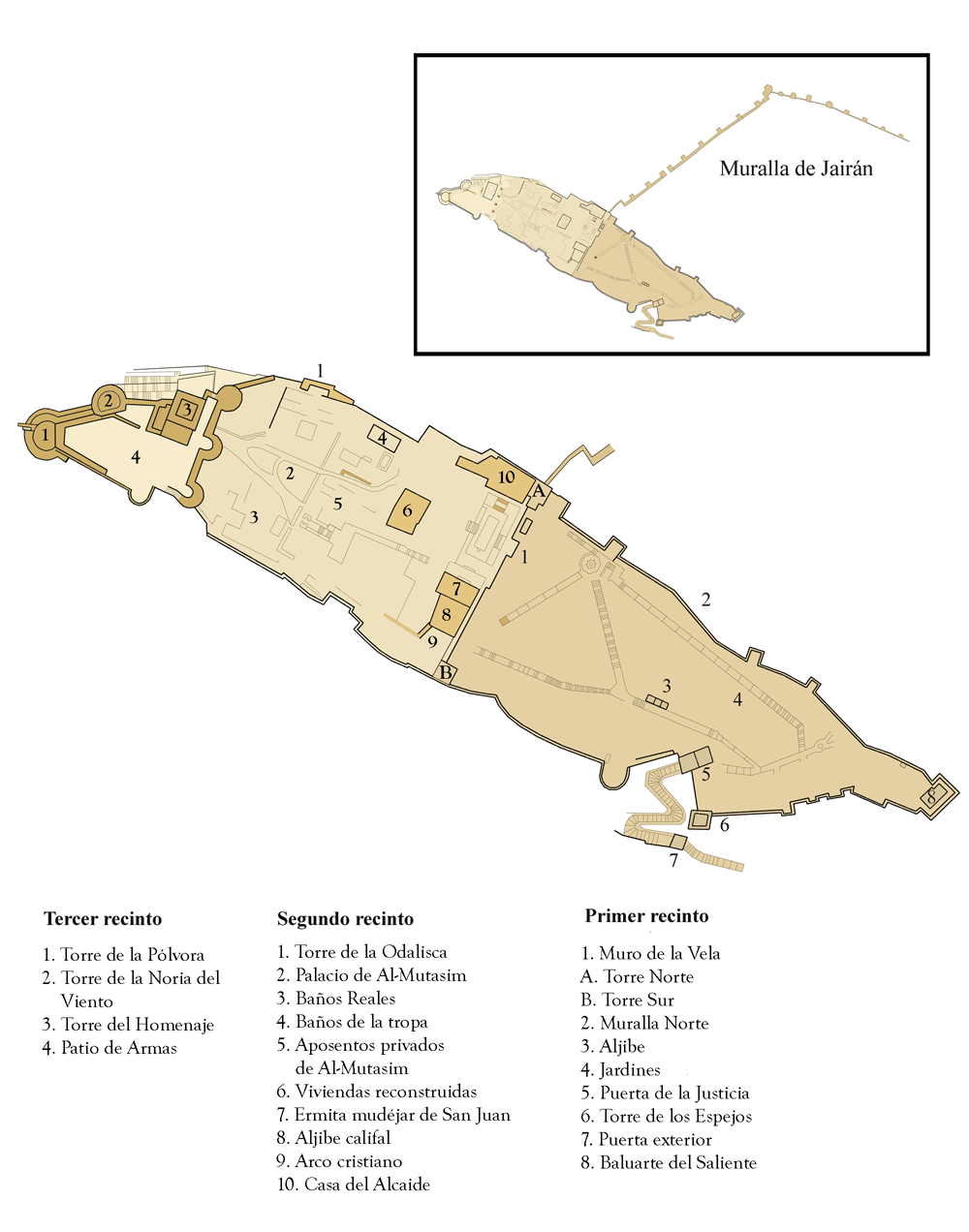
Plan der Alcazaba von Almería

### Qalaʿat (Zitadellen)

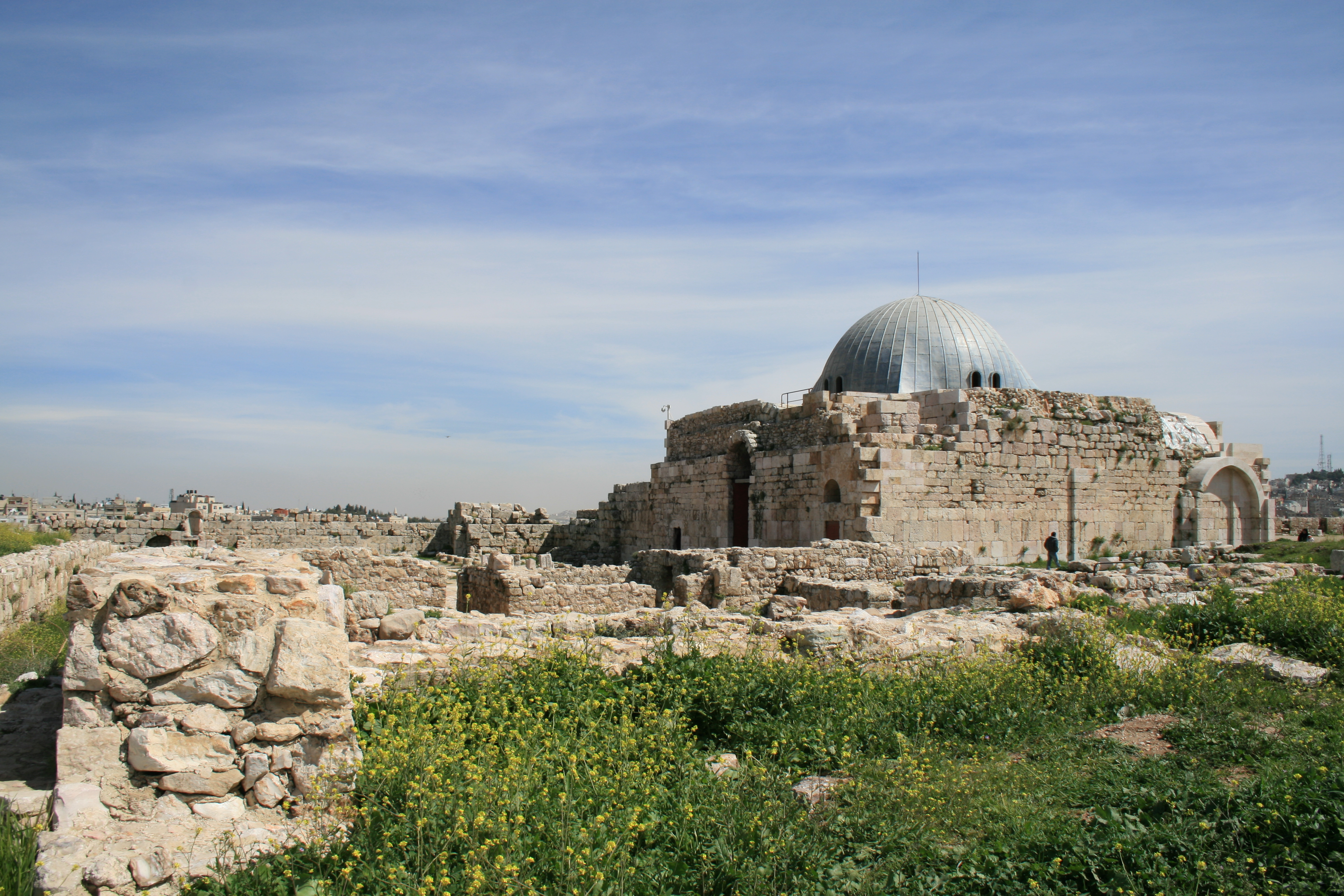
Zitadelle von Amman

#### Zitadelle von Amman
Während der Umayyadenzeit (661–750) wurde in der Zitadelle von Amman in Jordanien ein Palast (arabisch القصر, DMG al-Qasr) errichtet. Archäologische Forschungen zeigten seine enge Verwandtschaft mit entsprechenden Bauformen der byzantinischen Architektur: Der Grundriss der Eingangshalle beruht auf einem gleichschenkligen griechischen Kreuz, möglicherweise existierte ein byzantinischer Vorläuferbau am gleichen Ort. Die Zitadelle von Amman besitzt auch ein ausgedehntes Wasserreservoir aus umayyadischer Zeit.
Der Umayyadenpalast der Zitadelle von Amman wird als Vorläufer späterer islamischer Palastkomplexe von den Abbasiden an angesehen, und als einer der ersten Bauten der islamischen Architektur, die dem ursprünglich zentralasiatischen Stadtmodell des „schahryar-ark“ (Stadt mit Zitadelle) entsprechen. Zugleich ist er eines der ersten Beispiele für die Trennung von Palast und Moschee, und der für die spätere islamische Medina typischen „horizontalen Ausbreitung“ der Stadtbauten. Die Abtrennung des Palastbereichs des Kalifen von der Freitagsmoschee, sowie die Errichtung eines gesicherten Bereichs (Maqsūra) für den Herrscher innerhalb der Moschee können hier erstmals nachgewiesen werden, und zeugen von der allmählichen Trennung der politischen und religiösen Führung in der Frühzeit des Islam.

#### Zitadelle von Aleppo
Die Zitadelle von Aleppo (arabisch قلعة حلب, DMG Qalʿat Ḥalab) steht auf einem Hügel (Tell) inmitten der Altstadt Aleppos in Nordsyrien. Früheste Siedlungsspuren führen an diesem Ort bis in die Mitte des dritten Jahrtausends vor Christus zurück. Der Ort wurde von vielen Zivilisationen bewohnt, unter anderem von den Griechen, Byzantinern, Ayyubiden und Mamluken. Der größte Teil der heutigen Gebäude und Wehranlagen stammt wohl aus der Zeit der Ayyubiden im 13. Jahrhundert.

#### Zitadelle von Damaskus
Die Zitadelle von Damaskus ist eine fast komplett erhaltene ayyubidische Festung im Nordwesten der Medina von Damaskus. Sie wurde an der Stelle einer unter Kaiser Diokletian (284–305) errichteten Zitadelle erbaut und umfasst fast vier Hektar Grundfläche. Während der byzantinischen und der frühen islamischen Zeit erweiterte man die Befestigungsanlage nach Westen. Weitere Erweiterungen fanden unter dem Seldschukenführer Atsiz ibn Uvak, dem Zengiden Nur ad-Din Zengi und Sultan Saladin statt. Nach den Erdbeben von 1201 und 1202 begann man unter Saladins Nachfolger al-Adil 1203 eine neue Zitadelle zu errichten, die größer und stärker als andere Zitadellen im Bilad al-Scham geplant war. Aufgrund ihrer strategisch bedeutenden Lage wurde sie von den Mamluken unter Baibars I. und Qalawun ausgebaut und verstärkt. Im Mongolensturm von 1260 wurde die Westseite der Zitadelle erheblich beschädigt. Nach der Eroberung von Damaskus durch die Mongolen wurde die Burganlage teilweise zerstört. Bis ins 19. Jahrhundert diente die Zitadelle im Osmanischen Reich als Garnison und Gefängnis. Ein Teil der Bauten wurde seit dem 18. Jahrhundert nicht mehr benutzt und verfiel.

#### Zitadelle von Kairo

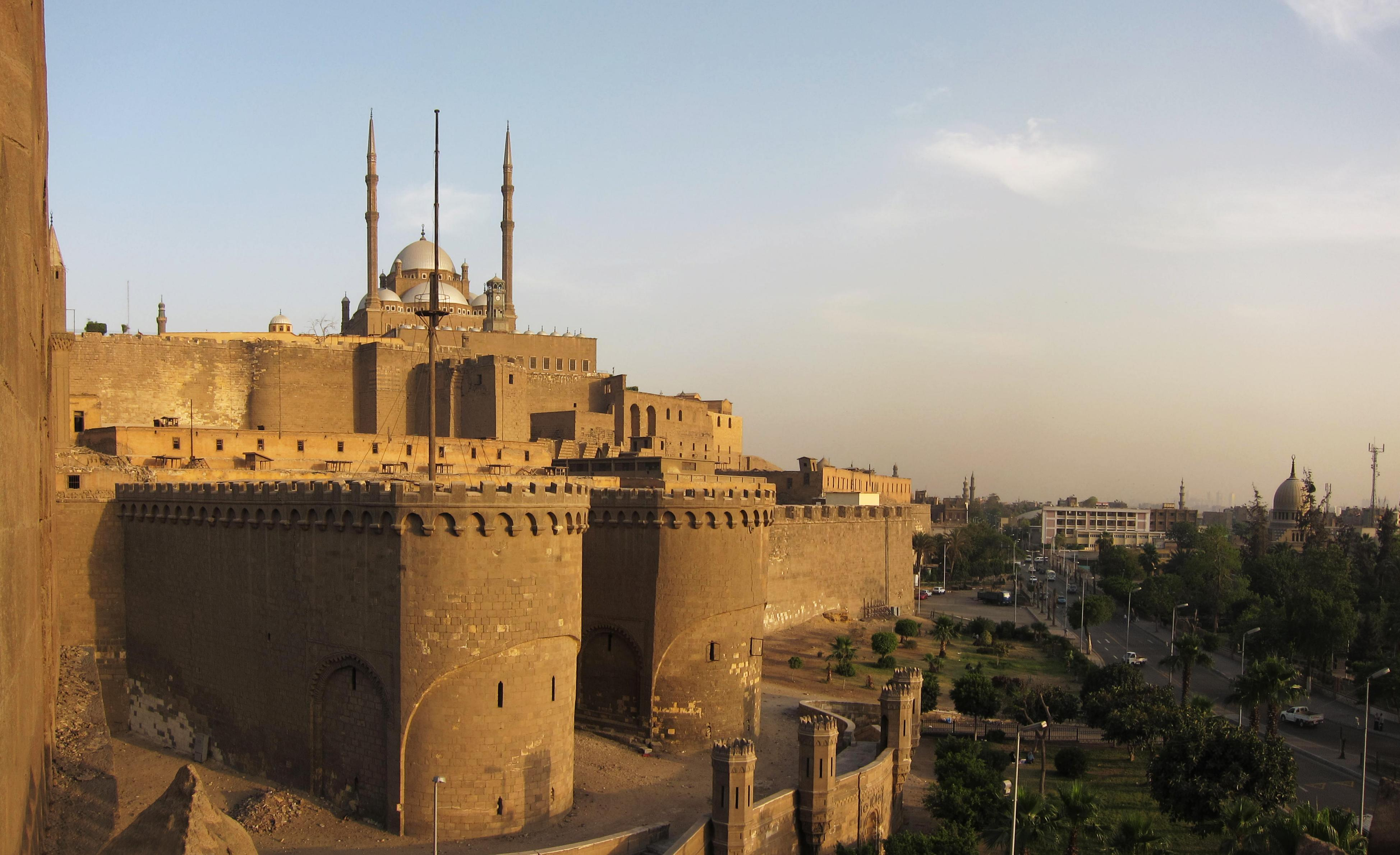
Zitadelle von Kairo mit der osmanischen Muhammad-Ali-Moschee (err. 1828–1848)

Die Zitadellenanlage (arabisch قلعة صلاح الدين, DMG Qalaʿat Salāḥ ad-Dīn ‚Festung des Salāḥ ad-Dīn‘) wurde zwischen 1176 und 1184 vom ayyubidischen Herrscher Salah al-Din auf einem Ausläufer des Mukattam-Gebirges errichtet, um die Stadt Kairo besser gegen die Angriffe der Kreuzritter verteidigen zu können. Saladin beabsichtigte, eine Mauer zu bauen, die sowohl das neue Kairo als auch Fustāt umschließen sollte, mit der Zitadelle als Kernstück der Verteidigungsanlage. Bis der osmanische Vizekönig (Khedive Ismail Pascha) um 1860 seine Residenz in den neu erbauten Abdeen-Palast verlegte, blieb die Zitadelle der Regierungssitz Ägyptens.

### Alhambra
Die Alhambra ist eine bedeutende Stadtburg (kasbah) auf dem Sabikah-Hügel von Granada in Spanien, die als eines der schönsten Beispiele des maurischen Stils der islamischen Kunst gilt. Die Burganlage ist etwa 740 m lang und bis zu 220 m breit. Im Osten ist ihr der Sommerpalast Generalife vorgelagert.

### Topkapı-Palast
Der Topkapı-Palast (osmanisch طوپقپو سرايى Topkapı Sarayı; im Deutschen auch Topkapi-Serail, wörtlich „Kanonentor-Palast“) in Istanbul war jahrhundertelang der Wohn- und Regierungssitz der Sultane sowie das Verwaltungszentrum des Osmanischen Reiches.

## Monumentalarchitektur
Im Zuge der Islamischen Expansion schwand der enge Zusammenhalt, die asabiyya Ibn Chaldūns, der frühen islamischen Urgemeinschaft. Die Stammeseinheiten zerfielen, ihre Führer bauten sich eigene Herrschaftsbereiche in den eroberten Provinzen auf und strebten die Königsherrschaft an, die nach Ibn Chaldūn das Ziel der politischen Energien der Stämme ist. Um das neu eroberte Weltreich vor dem Zerfall zu bewahren und seinen religiösen Voraussetzungen gemäß zu bewahren, mussten Verwaltungsstrukturen geschaffen werden. Parallel wurden vorgefundene kulturelle Errungenschaften integriert, wozu besonders die Integration der zum Islam übertretenden örtlichen Bevölkerung beitrug. Ibn Chaldun sieht diesen Wandel als notwendig an, um die islamische Gesellschaft vor den Bedrohungen durch äußere Feinde und innere Gesetzlosigkeit zu beschützen. Die islamische Urgemeinde mit ihrer starken asabiyya wurde immer als vorbildliche Gesellschaftsform angesehen.
Spätestens mit dem Aufstieg der Umayyadendynastie in Syrien und der Verlagerung der Hauptstadt nach Damaskus trennten sich religiöse und politische Führerschaft, die nach Ibn Chaldūn im Amt des Kalifen vereint sein sollten. Der Dialog, oft die Konkurrenz, zwischen Machthabern und den religiösen Gelehrten, der ʿUlamā' bleibt ein grundlegendes Motiv der islamischen Gesellschaft.
Eine wichtige Rolle spielt das Repräsentationsbedürfnis der islamischen Herrscher, deren Selbstverständnis nach Ibn Chaldūn auf ihrer Eigenschaft als „Beschützer der Gläubigen“ und ihrer Rolle als Mäzen der Künste und des Handwerks gründete. Aus ihrem Bedürfnis, diese Rolle zu repräsentieren, entstand neben zahllosen Kunstwerken auch eigene Formen der Monumentalarchitektur.
Im Zuge der Ausbreitung des Islam entstand schon wenige Generationen nach Mohammeds Tod das Bedürfnis, die sich ausbildende sesshafte Kultur und die islamische Herrschaft auch in Bauten zu repräsentieren. Der Reichtum der byzantinischen Architektur forderte zu Wettbewerb und Nachahmung auf, fähige Handwerker und Baumeister standen in den eroberten Gebieten zur Verfügung.

### Architektur der Moschee

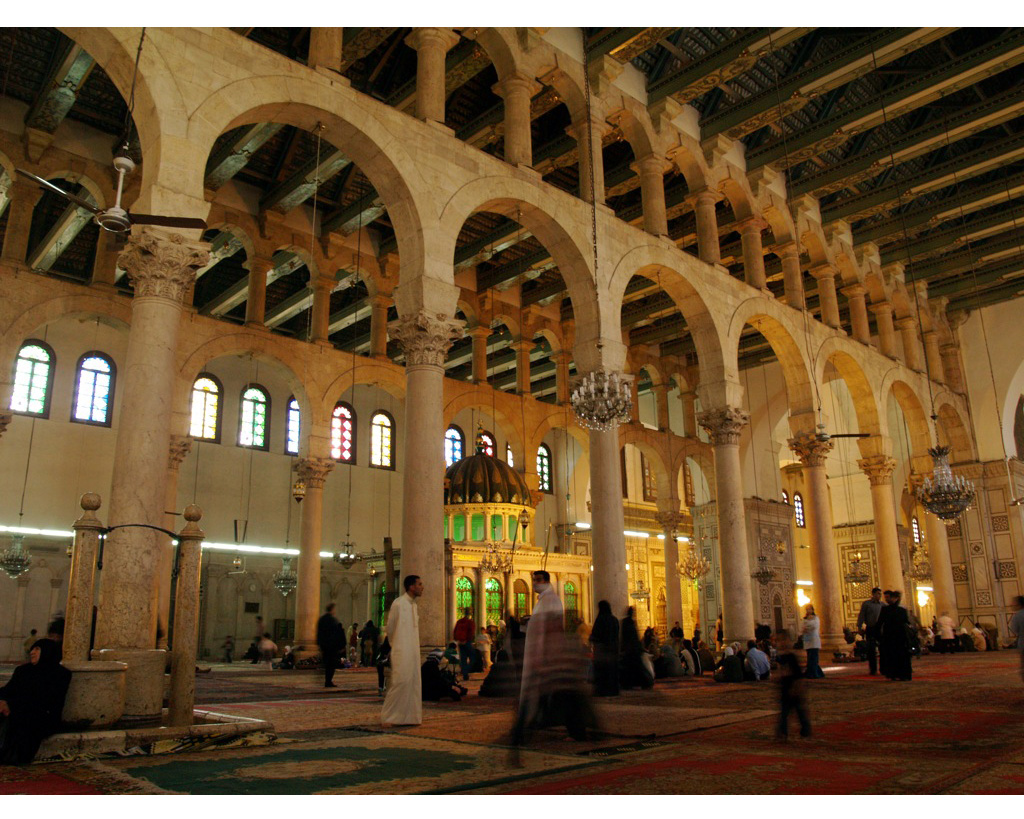
Säulenhalle der Umayyaden-Moschee in Damaskus

Die Moschee als charakteristischster Sakralbau der islamischen Architektur entwickelte sich aus einem durch eine einfache Einfriedung abgegrenzten Versammlungsplatz für die Gläubigen (Musallā). Als die ältesten Moscheen gelten die al-Harām-Moschee in Mekka, die Qubāʾ-Moschee sowie die auf das Haus des Propheten in Medina zurückgehende Prophetenmoschee in Medina. Die al-Harām- und die Prophetenmoschee zählen zusammen mit dem Felsendom in Jerusalem zu den drei heiligsten Stätten des Islam.

#### Hofmoschee
Ein Sahn (arabisch صحن, DMG ṣaḥn) ist der ursprünglich durch einen einfachen Zaun oder eine Mauer, später durch Arkaden (Riwaq) abgegrenzte Innenhof eines Gebäudes, in dem sich eine größere Zahl von Gläubigen, vor allem zum Freitagsgebet versammelten. Die ältesten Moscheen bestanden aus einem solchen Innenhof, von dem ein Abschnitt durch ein einfaches Dach vor Sonne und Witterung geschützt wurde.

#### Hallenmoschee
Die Hypostyl- oder Hallenmoschee, bestehend aus einem umschlossenen Innenhof (sahn) und einer überdachten Gebetshalle auf meist rechteckigem Grundriss, kam als Weiterentwicklung des Sahn-Typus unter den Umayyaden und Abbasiden auf. Die meisten frühen Hypostyl-Moscheen hatten ein flaches Dach, das auf vielen einzelnen Stützen ruhte. Eine der bekanntesten Moscheen in dieser Bauweise ist die Moschee von Córdoba, deren Dach auf ursprünglich über 850 Säulen ruhte. Der Innenhof ist häufig von einem Arkadengang umgeben. Wenn der länglichen Haupthalle ein Querschiff vorgelagert ist, spricht man von einer Moschee vom T-Typ, dem verbreitetsten Bautyp im islamischen Westen.

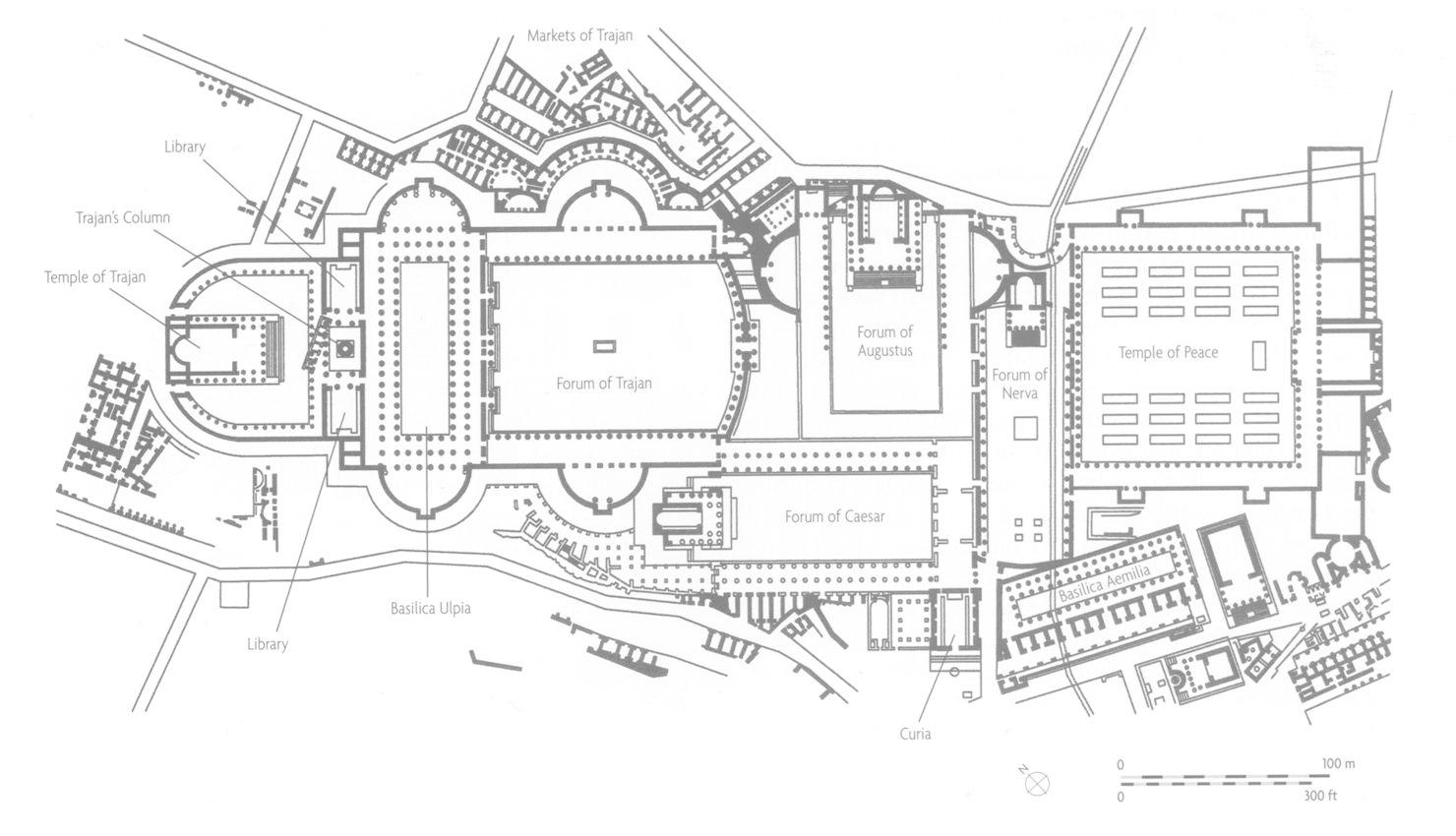
Plan des Trajansforums
Grundriss der Moschee von Córdoba
Grundriss der Sidi-Oqba-Moschee in Kairouan
Übersicht der Großen Moschee von Kairouan

#### Iwan-Moschee

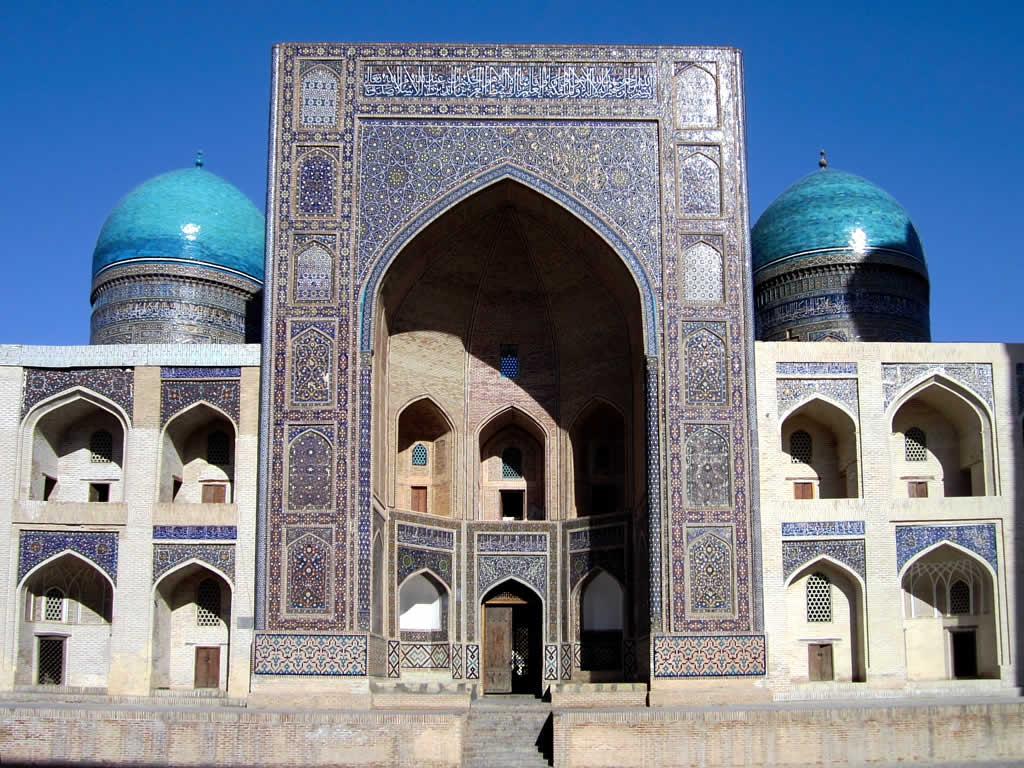
Eingangsportal der Mir-i Arab Madrasa, einer Madrasa mit Innenhof des Vier-Iwan-Typs in Buchara von 1535/36.

Ein neuer, eigenständiger Typ des Moscheebaus kam zuerst im Iran auf. Hier existierte schon seit den Zeiten der Parther und Sassaniden eine prachtvolle repräsentative Architektur, von der beispielsweise der Palast von Ardaschir und der Sarvestan-Palast heute noch erhalten sind. Von diesen Bauten wurden die Strukturen des Doms und des Iwan übernommen, eine hohe, einseitig offene Halle, die von einem Tonnengewölbe überdeckt wird: Ein quadratischer Kuppelsaal in Verbindung mit einem Iwan waren das charakteristische Element der sassanidischen Palastarchitektur; der Iwan mit seiner hochgezogenen Frontmauer (Pischtak) wurde zum dominanten Merkmal der Außenfassade. Im Innern einer Moschee weist der dem Hof zugewandte Iwan an der Qibla-Wand die Gebetsrichtung. Bis zum Anfang des 12. Jahrhunderts hatte sich die charakteristische iranische Hofmoschee nach dem Vier-Iwan-Schema mit jeweils zwei, sich in einem Achsenkreuz gegenüberstehenden Iwanen als Standard herausgebildet. Dieser Grundplan kommt auch bei Madrasas, Wohngebäuden und Karawansereien vor, und beeinflusste die spätere Architektur der Timuriden- und der indischen Mogul-Architektur.

#### Moscheen mit zentraler Kuppel
Während des 15. Jahrhunderts entstand im Osmanischen Reich ein Bautyp, der eine zentrale Kuppel über dem Gebetsraum aufweist. Dieser Bautyp ist tief in der altrömischen Architektur, beispielsweise der Bauweise des Pantheon in Rom, und der ihr nachfolgenden byzantinischen Architektur verwurzelt, deren bekanntestes Beispiel die Hagia Sofia in Istanbul darstellt. Aus dem Vorbild der Hagia Sofia und anderer byzantinischer Zentralbauten entwickelten Meisterarchitekten wie Sinan den Bautyp der Moschee mit zentraler Kuppel, wie die Süleymaniye-Moschee in Istanbul, oder die Selimiye-Moschee in Edirne, die als Meisterwerk Sinans gilt. Der überkuppelten Gebetshalle sind häufig kleinere, ebenfalls überkuppelte Nebenräume zugeordnet.

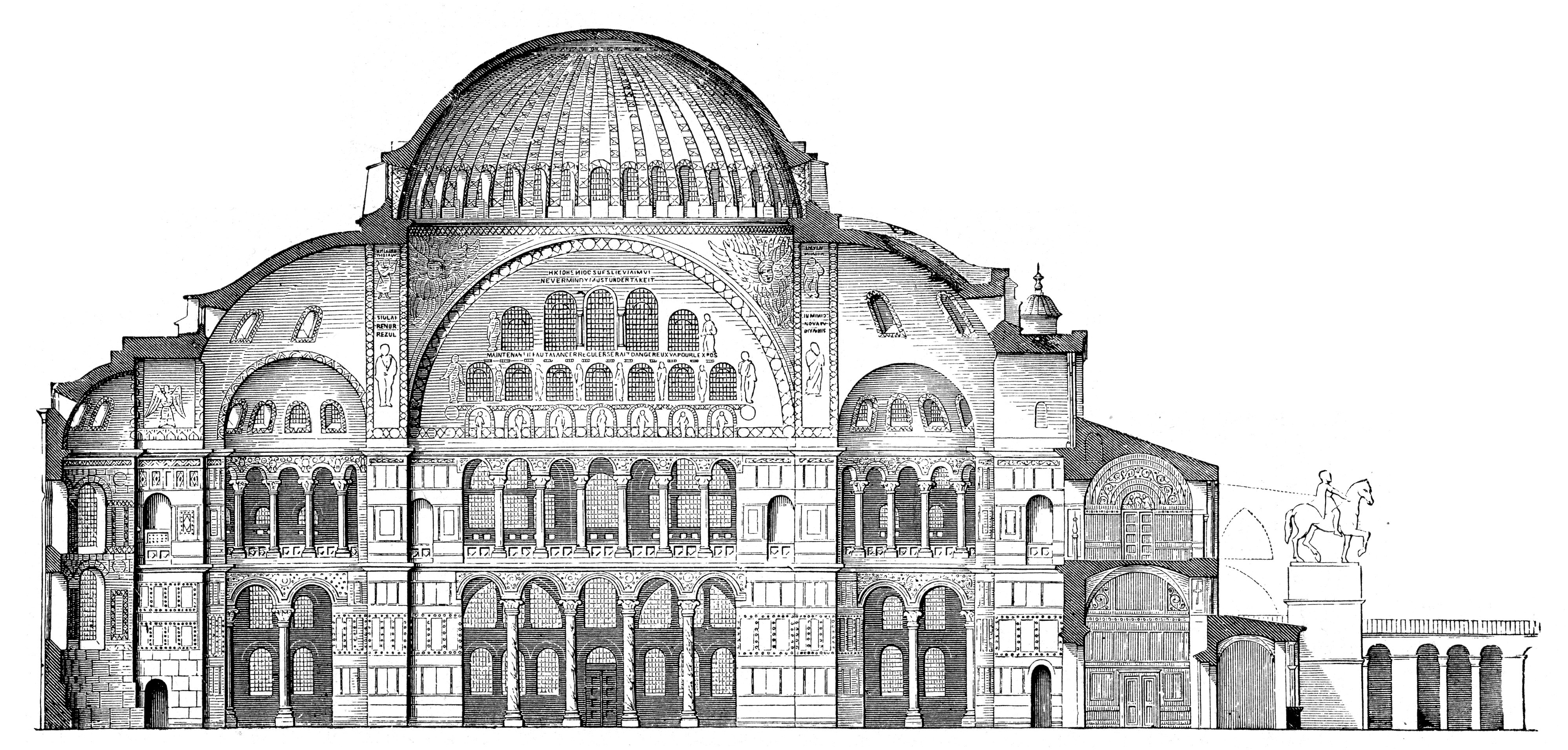
Längsschnitt der Hagia Sophia
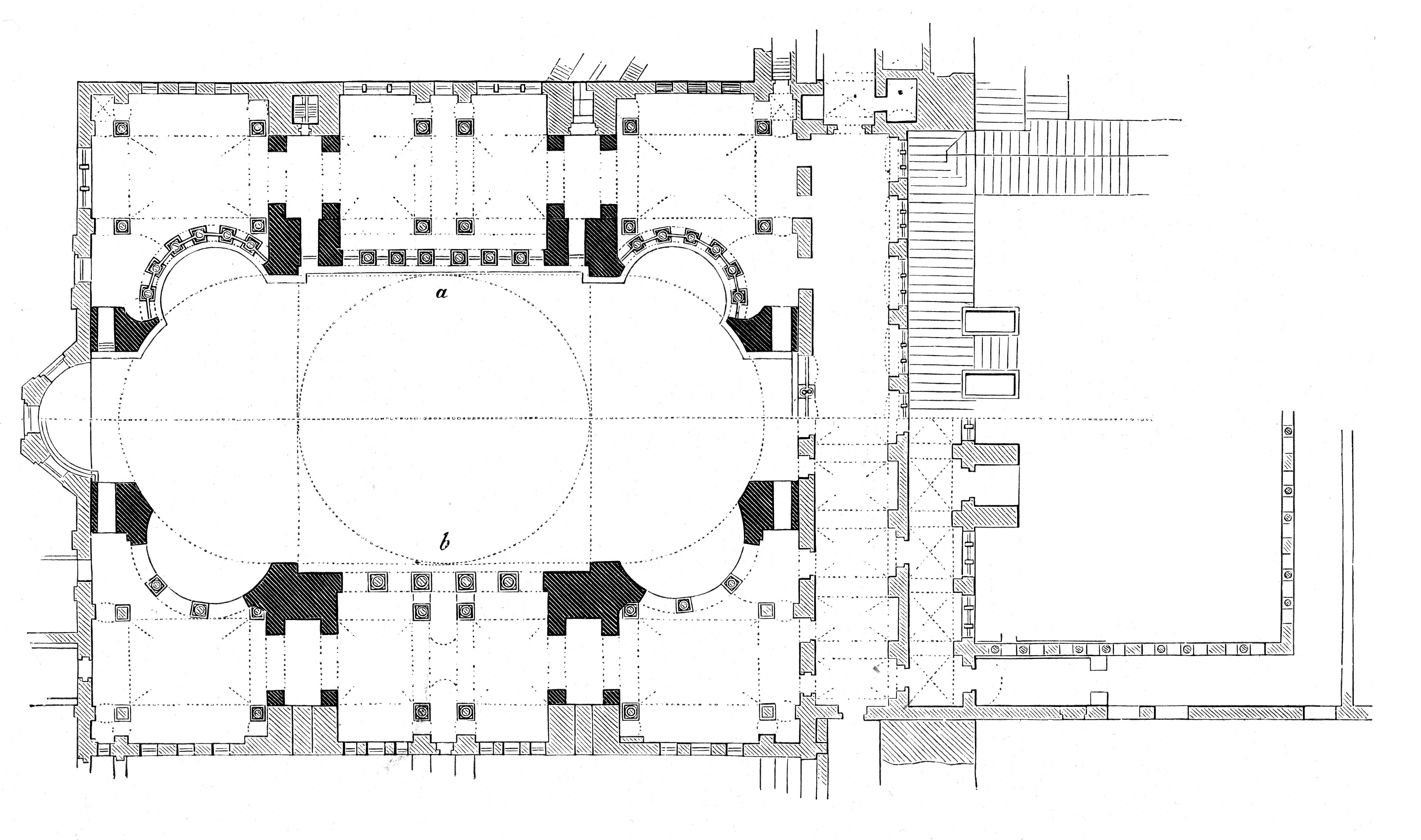
Grundriss der Hagia Sophia
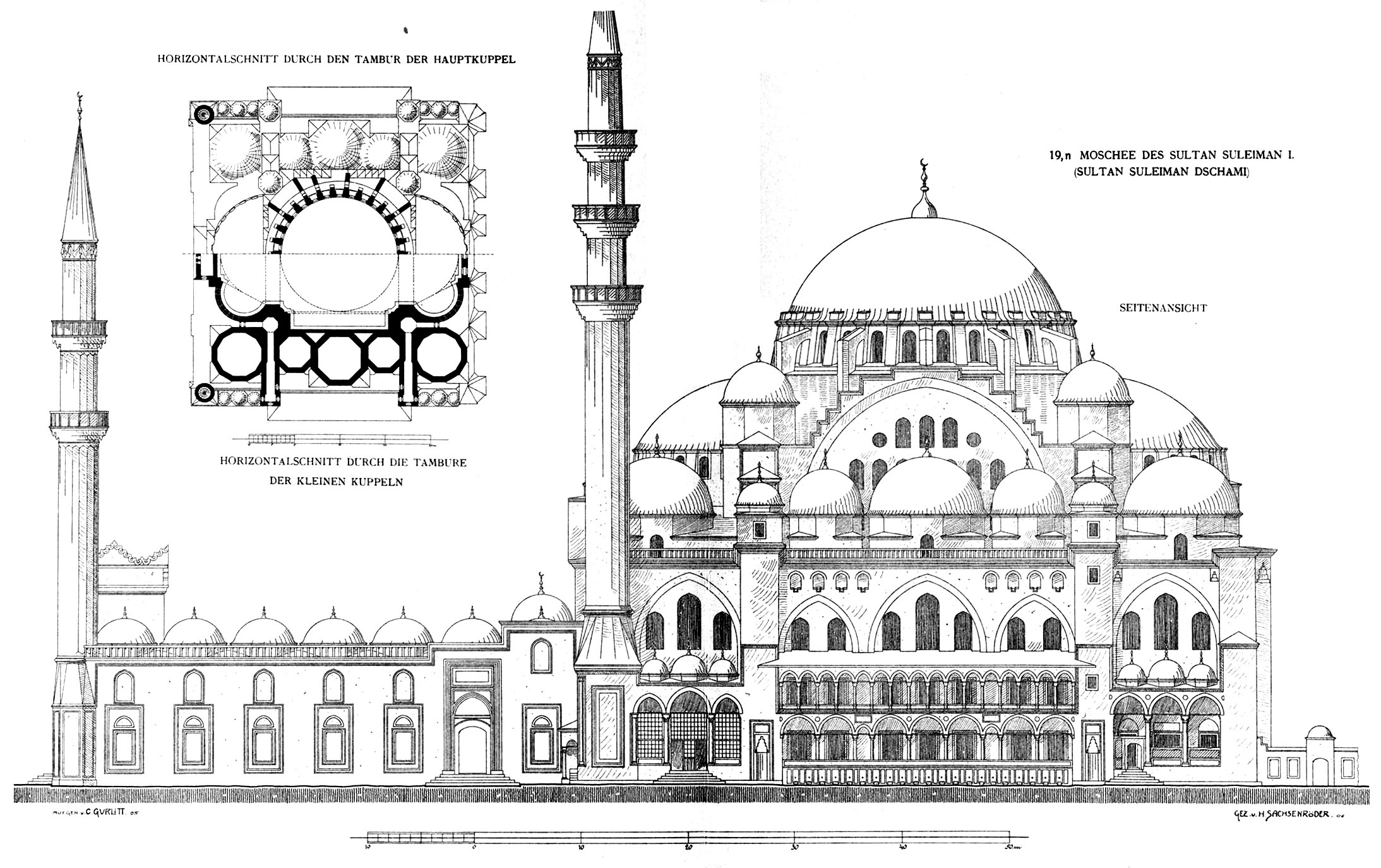
Süleymaniye-Moschee
Grundriss der Selimiye-Moschee in Edirne

### Frühe Monumentalarchitektur der Umayyaden

#### Felsendom in Jerusalem
Der früheste bekannte Monumentalbau der islamischen Welt ist der 687–691/2 errichtete Felsendom in Jerusalem, der dem Kalifen ʿAbd al-Malik ibn Marwān sowie dessen Sohn und Nachfolger al-Walīd ibn ʿAbd al-Malik (reg. 705–715), der auch den Bau der al-Aqsa-Moschee weitergeführt haben soll, zugeschrieben. Der Kuppelbau und der daneben stehende Kettendom waren ursprünglich z. T. offene Anlagen mit Kuppel. Nur der Kuppelbau ist unter al-Maʾmūn durch eine achteckige Mauer erweitert worden. Als Bestandteil der Gesamtanlage sind auch ein Umayyadenpalast südlich des Tempelberges und ein Verwaltungsgebäude (dār al-imāra) zu betrachten.
Der Felsendom ist ein Zentralbau über achteckigem Grundriss. Eine achteckige äußere und eine runde innere Arkadenreihe bilden zwei Umgänge. Über der inneren Arkadenreihe steht der Tambour, der die Kuppel mit einem Durchmesser von 20,4 m trägt. Ein ausgefeiltes Maßsystem, basierend auf der Vierzahl und ihren Vielfachen, liegt den harmonischen Proportionen des Baus zu Grunde: Vier Eingänge führen in den Felsendom. Die Außenarkade ruht auf acht Pfeilern und sechzehn Säulen, die innere auf vier Pfeilern und zwölf Säulen. 40 bzw. 16 Fenster erleuchten vom Tambour aus den Innenraum. Der achteckige Grundriss, die Arkadenumgänge und das Proportionssystem greifen die frühchristliche Bautradition des überkuppelten Zentralbaus auf, wie er schon in der Gestaltung der Grabeskirche von Jerusalem verwirklicht worden war.
Abgesehen von späteren Grab- und Schreinbauten (Qubba, Gonbad oder Türbe), übte der Felsendom jedoch kaum Einfluss auf spätere islamische Architekturformen aus.

#### Al-Aqsa-Moschee in Jerusalem

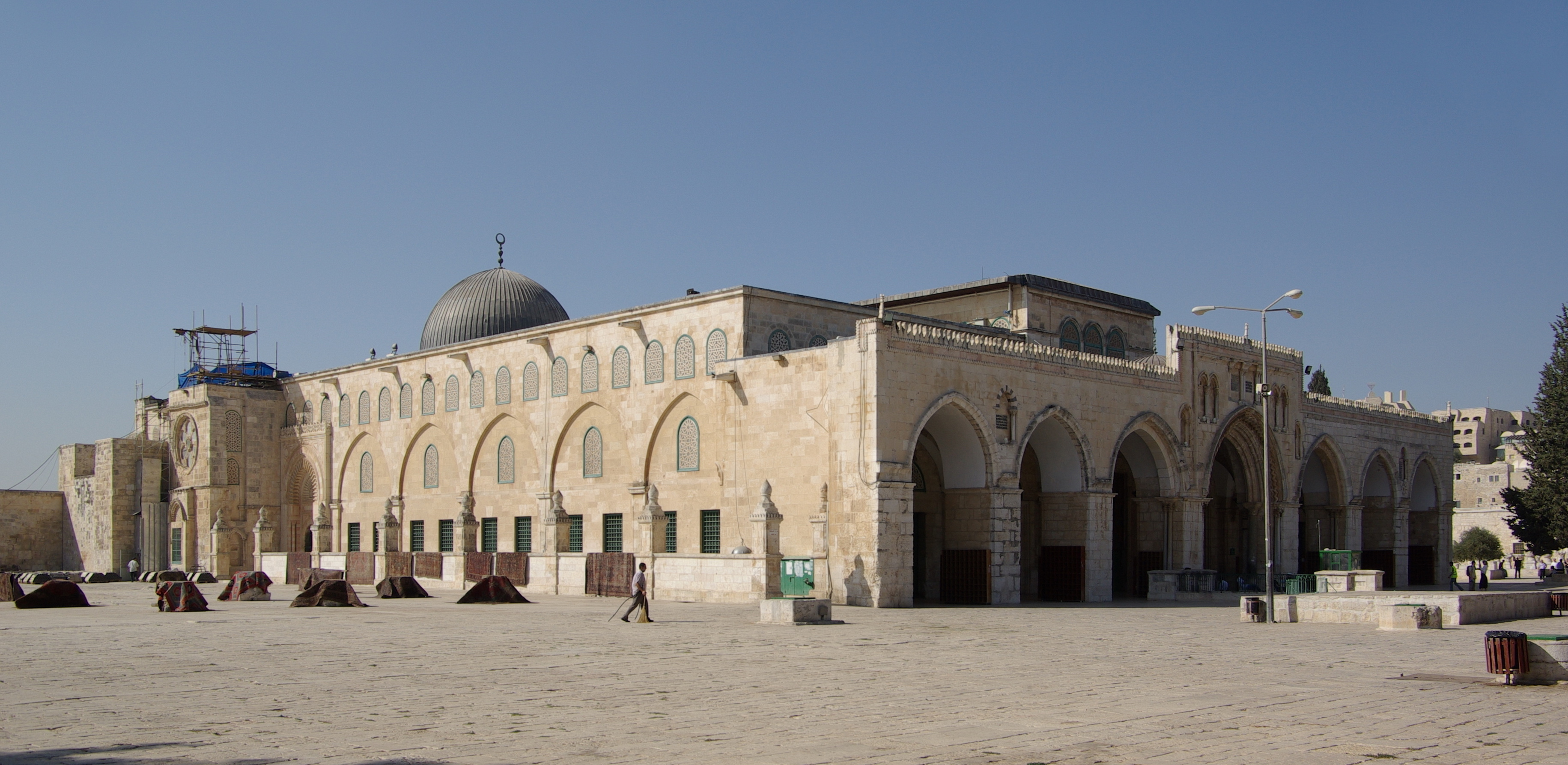
Al-Aqsa-Moschee

Die Nachfolger von ʿAbd al-Malik ibn Marwān errichteten eine Reihe von weiteren Bauten, Festungen und Schlössern, darunter die „Moschee von Jerusalem“, die später in Anlehnung an Koransure 17, Vers 1–2 Al-masǧid al-aqṣā genannt wurde. Zwischen 709 und 715 wurde die Moschee am Südrand des Tempelbergs erbaut. Der ursprüngliche Bau besaß einen Betsaal von etwa 50 m Länge, von dem noch heute zwei Arkadengänge teilweise erhalten sind. Spätestens nach einem Umbau durch den Abbasiden al-Mahdi besaß ein Mittelschiff, das etwa doppelt so breit war wie die Seitenschiffe. Vor der Qiblawand verlief rechtwinklig zu den Längsschiffen ein Querschiff, der Raum vor der Quiblawand wurde durch eine Kuppel betont. In diesem Grundriss erscheint erstmals eine auch als T-Typ bezeichnete Grundform der Moscheearchitektur, die später im islamischen Westen weit verbreitet war.

#### Prophetenmoschee in Medina

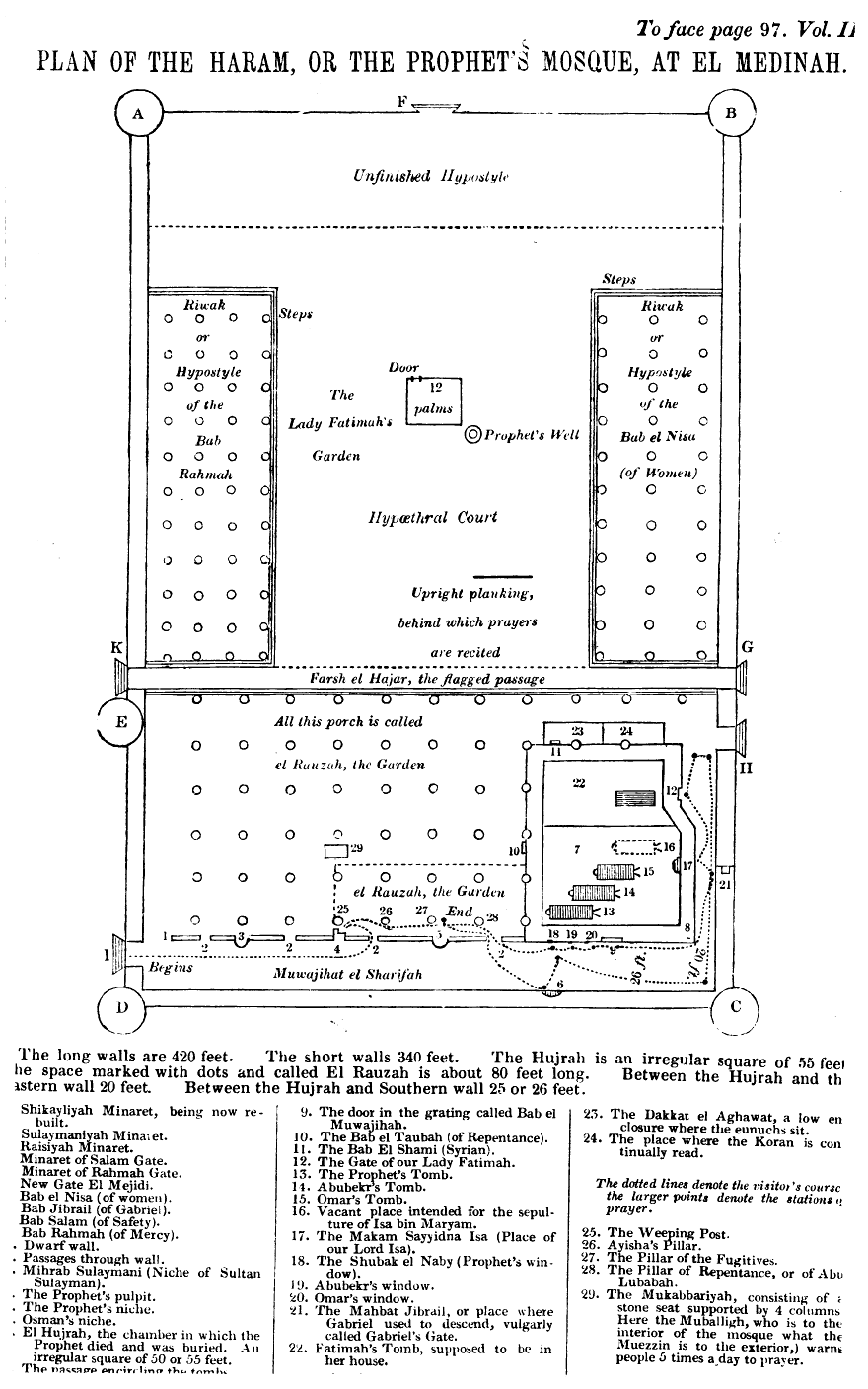
Grundriss der Prophetenmoschee von Medina

Unter dem sechsten Umayyadenkalif al-Walid I. entstand einer der einflussreichsten Bauten der Monumentalarchitektur, die Prophetenmoschee (arabisch المسجد النبوي, DMG al-masğid an-nabawī) von Medina. Nach der al-Harām-Moschee in Mekka ist sie die zweitheiligste Moschee des Islam. Hier befindet sich die Grabstätte Mohammeds, errichtet über seinem Wohnhaus, das er nach der Hidschra 622 erbauen ließ, und in dem er auch begraben wurde.
Nach den schriftlichen Quellen bestand das Haus aus einem großen ummauerten Hof, an dessen Westseite sich die Wohnräume befanden. Im Norden des Bereichs war aus Palmstämmen ein Schutzdach errichtet, wobei der Raum nicht nur dem Gebet, sondern auch als Herberge für Gäste diente. Neuere archäologische Forschungen zeigten eine Verwandtschaft mit altarabischen Tempelbauten, christlichen Kirchen und jüdischen Synagogen der gleichen Zeit, deren wesentliche Bauelemente ebenfalls der von Arkaden umschlossene Hof und der achsensymmetrisch auf ihn bezogene Gebetssaal sind.
Al-Walid ließ mit Hilfe syrischer und koptischer Baumeister das Haus zu einer Andachtshalle mit zentralem Hof umgestalten. Bei dem noch bis ins 15. Jahrhundert erhaltenen Bauwerk handelte es sich um eine Umgestaltung des klassischen arabischen Hallenbaus mit Stützen aus Palmstämmen in einen monumentalen Steinbau. Die ursprüngliche Anlage des Hauses wurde dabei aufgegeben, wenn auch die Position der Palmstämme, die ursprünglich das Dach getragen hatten, durch Säulen an gleicher Stelle angezeigt wurde. Zwei Bauelemente, die allen späteren Moscheen gemeinsam sind, wurden hier erstmals ausgestaltet: die Nische des Mihrāb und die Kanzel des Minbar halten die Erinnerung an den Propheten wach.
Mit der Errichtung der Prophetenmoschee war der erste Schritt von den einfachen Versammlungsräumen (arabisch مسجد masdschid, DMG masǧid ‚Ort der Niederwerfung‘ in der ursprünglichen Bedeutung des Wortes) in Richtung auf den späteren Sakralbau getan. Die Moschee wurde aber nie im Sinne eines christlichen „geweihten Raums“ verstanden, sondern blieb immer ein Versammlungsraum, der sich in jede architektonische Umgebung einfügen konnte.

#### Große Moschee von Damaskus

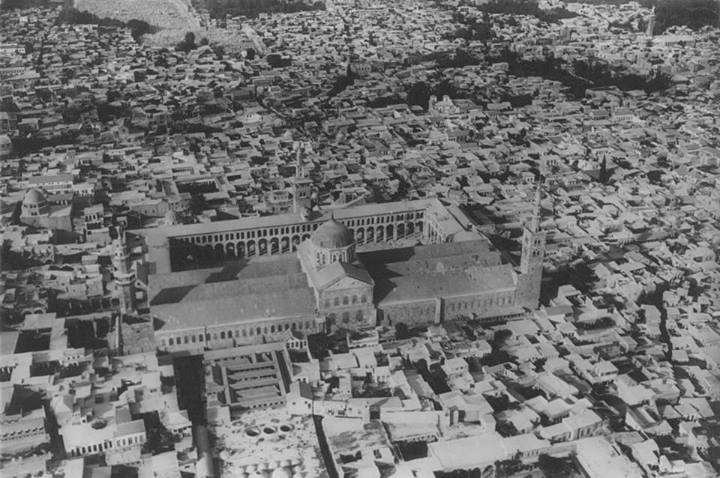
Umayyaden-Moschee, Damaskus

Ein weiterer wegweisender Bau al-Walids ist die Umayyaden-Moschee in Damaskus. Al-Walid fand hier schon einen Bauplatz vor, den früheren römischen Tempelbezirk, von dem noch die massiven Umfassungsmauern mit ihren vier Ecktürmen und die den Hof umrahmende Kolonnadenreihe erhalten war. Über einem Teil des Areals hatten Christen die Johanneskathedrale errichtet, ein anderer Teil wurde schon von den Muslimen benutzt. Al-Walid kaufte den Christen die Kathedrale ab und ließ die neue Moschee so in die vorhandenen Bauten einfügen, dass die alten Umfassungsmauern als drei Seiten der neuen Säulenhalle dienten, die in der südlichen Hälfte des Platzes entstand. Die vierte Seite der Säulenhalle bildete die Fassade zum von Arkaden gesäumten offenen Hof (Sahn) in der nördlichen Hälfte des Platzes. Die längere Seite des Platzes ist nach Süden gewendet und steht genau rechtwinklig zur Qibla, der vorgeschriebenen Gebetsrichtung nach Mekka, wodurch bei der Umayyaden-Moschee erstmals die für spätere Hallenmoscheen typische breitgetreckte Raumform entstand. Diese Architekturform unterscheidet sich grundsätzlich von der römischen und später christlichen Form der Basilika, deren dominierende Blickachse in der Längsrichtung liegt.
Als wichtigste Moschee der neuen Hauptstadt Damaskus wurde das Gebäude von byzantinischen Meistern mit großflächigen kostbaren Mosaiken ausgestattet, die neben architektonischen Elementen phantasievolle Paradiesgärten darstellen und noch ganz der byzantinischen Tradition verbunden sind. Wohl ebenfalls unter al-Walid erbaut wurde wenig später die Umayyaden-Moschee von Aleppo, von deren ursprünglicher Gestalt heute jedoch nichts erhalten ist. Eine weitere Moschee dieses Typs befindet sich in Almonaster la Real in Spanien.

#### Moschee von Córdoba

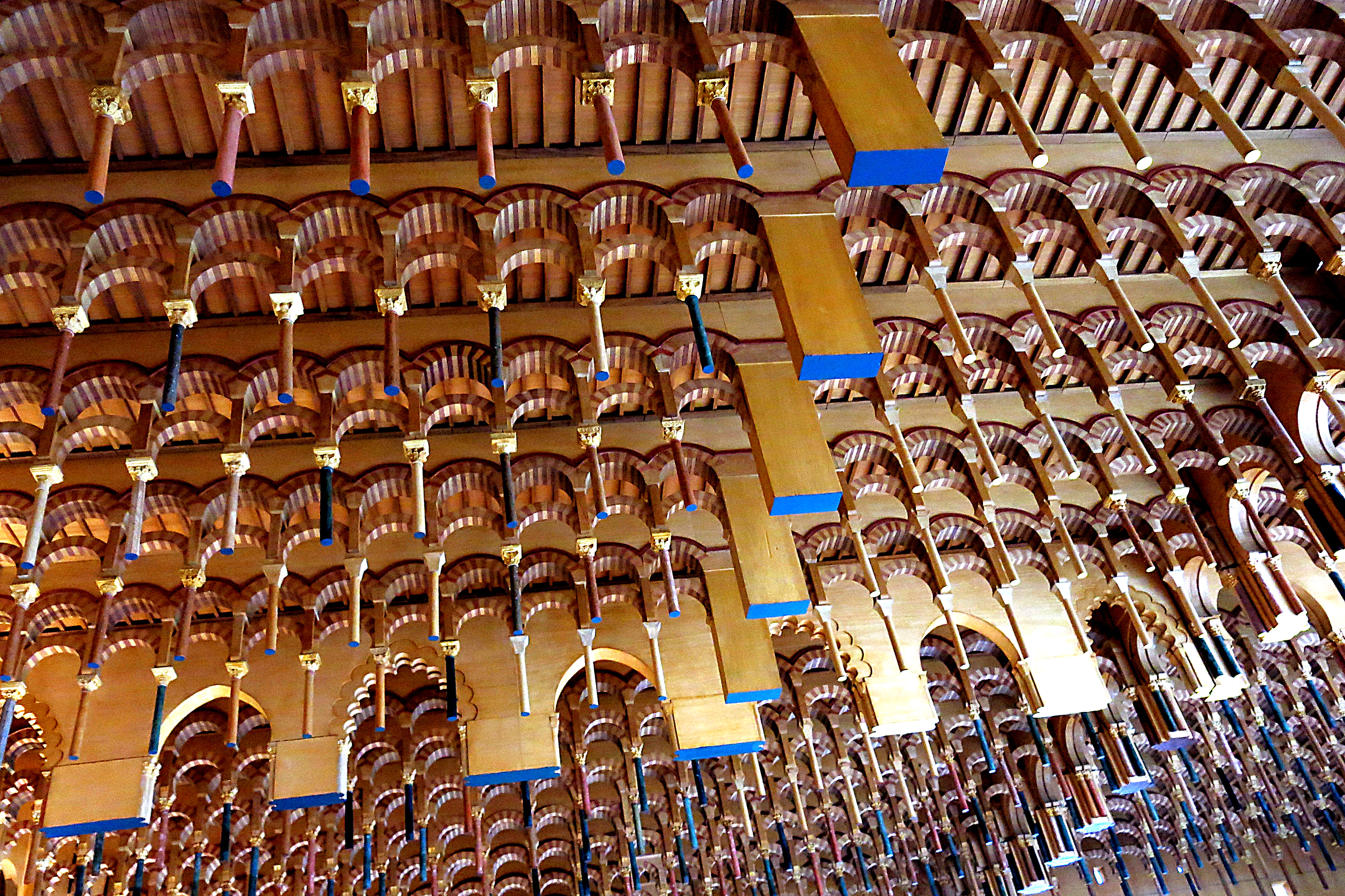
Modell der Wandgestaltung der Mezquita von Córdoba, von unten gesehen

Einen weiteren Schritt in Richtung auf eine selbständige Monumentalarchitektur tat die islamische Architektur in Córdoba. Der Umayyade Abd ar-Rahman Enkel des Kalifen Hischam (724–743), war nach dem Sturz der Umayyadendynastie (750) nach Andalusien geflohen und hatte dort ein eigenes Emirat gegründet.
Nach der Zerstörung der westgotischen Kathedrale „St. Vinzenz der Märtyrer“ durch die Muslime wurde 784 an deren Stelle mit dem Bau der Moschee begonnen. Unter Verwendung antiker Spolien wurde ein breit gestreckten Gebetssaal errichtet, dessen annähernd quadratische Einfassung auch einen offenen Innenhof einbezog. Anders als in der Umayyaden-Moschee findet sich hier keine Erinnerung an den Basilikatyp mehr vor. Der ausgedehnte Raum mit ursprünglich elf Schiffen ist kaum im Ganzen zu überblicken und kann in beliebig große Abschnitte unterteilt werden; eine Mitte wird nicht definiert. In den zwei folgenden Jahrhunderten wurde sie mehrfach erweitert. Hierbei wurde die Qiblawand zweimal nach vorn verschoben und die Halle schließlich noch seitlich erweitert. Der so entstehende „Säulenwald“ wurde durch das Aufsetzen einer zweiten Arkadenreihe nochmals erhöht. Insgesamt entsteht der Eindruck hochkomplexer, durchsichtiger Bogenwände, in der die massiven Strukturen wie aufgelöst zu schweben scheinen. Die ausladenden oberen Bögen überwölben die auf dünnen Säulen stehenden unteren Bögen so, dass der Eindruck entsteht, die ganze Struktur könne ebenso von oben herabhängen, wie von unten heraufgebaut sein. Diese „Verschleierung“ der statischen Gesetze ist charakteristisch für die islamische Architektur. Die Moschee von Córdoba ist in ihrem räumlichen Charakter, ornamentalen und kalligrafischen Schmuck der erste völlig islamische Monumentalbau, prägend und kennzeichnend für die „maurische“ Architektur des islamischen Westens. Dieser Stil findet im 14. Jahrhundert mit der Alhambra seine vollendetste Ausprägung, setzte sich in der Architektur des Maghreb fort, und beeinflusste auch die mozarabische Architektur.

#### Moscheen des Maghreb

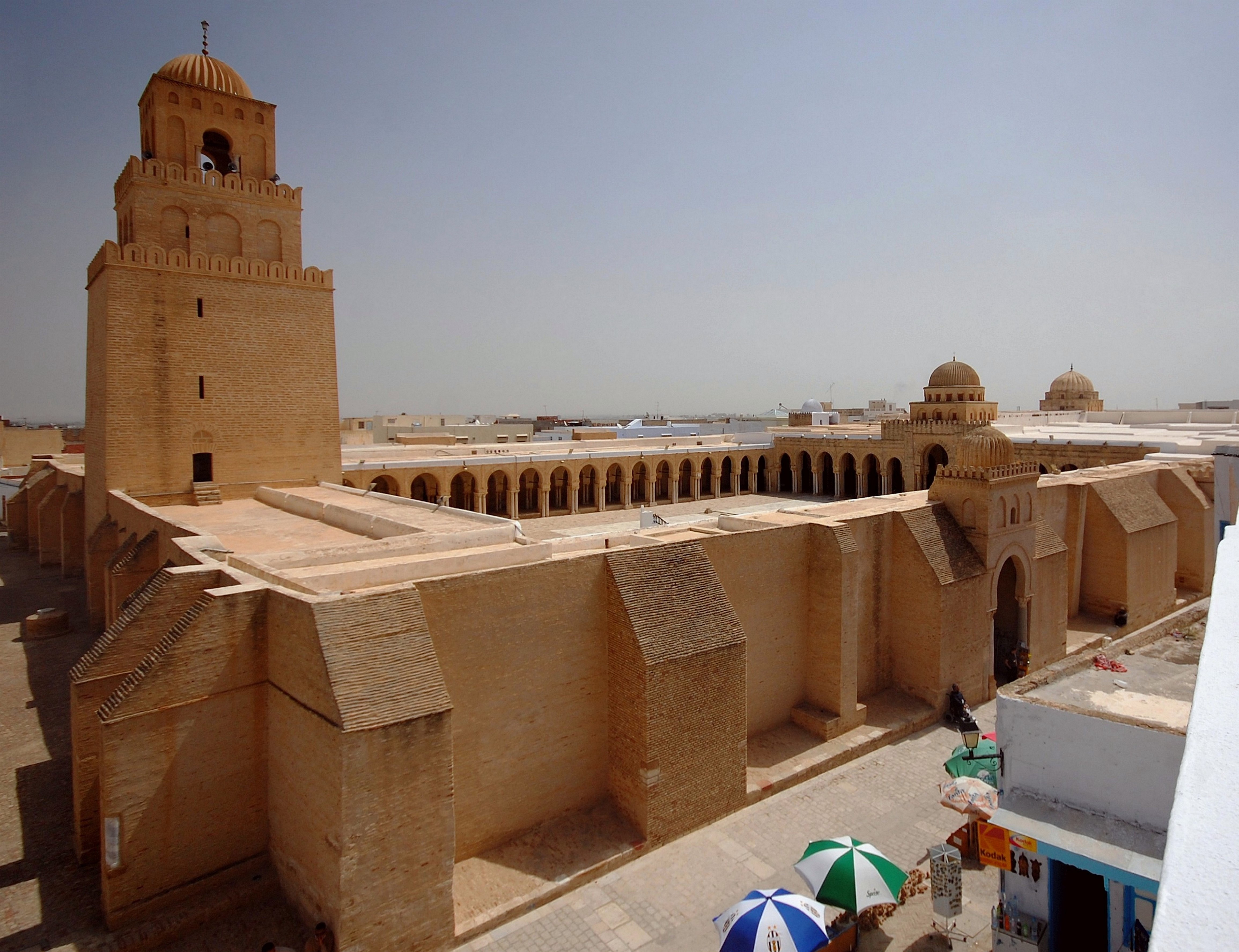
Große Moschee von Kairouan

Der herrschaftliche westumayyadische Repräsentationsbau der Moschee von Córdoba diente als Modell für viele weitere Moscheebauten der Almohaden in Nordafrika, wie beispielsweise die Große Moschee von Taza, die Moschee von Tinmal, und die Koutoubia-Moschee. Der Grundgedanke des gerichteten und hierarchisch gegliederten Raums wird durch zwei Stilelemente umgesetzt:
1. Die Verwendung des T-Grundrisses (Haupthalle mit quer vorgesetztem Schiff, das die Mihrabwand betont);
2. Die Hervorhebung wichtiger Bereiche des Innenraums durch detailliertere und reicher verzierte Bogensysteme, sich kreuzende Bögen, und die Verwendung von Muqarnas.[57]

Die Große Moschee von Kairouan oder Sidi-Oqba-Moschee ist eine der bedeutendsten Moscheen in Tunesien. Gegründet 670 von ʿUqba ibn Nāfiʿ zugleich mit der Stadt Kairouan, gehört sie zu den ältesten Moscheen der islamischen Welt. Auf einer Fläche von 9000 m² befindet sich eine Säulenhalle, ein marmorgepflasterter Innenhof und ein massives eckiges Minarett. Unter den Aghlabiden erhielt die Moschee im 9. Jahrhundert ihr heutiges Aussehen. In dieser Zeit erhielt die Moschee auch ihre Mihrabkuppel mit Rippengewölbe. Zur Zeit der Stadtgründung lag die Moschee im Zentrum der Medina. Nach Erweiterungen des Stadtgebiets in Richtung Südwesten liegt die Moschee heute am nordöstlichen Rand des Houmat al-Jami- oder Moschee-Viertels.
Der Grundriss ist unregelmäßig rechteckig, die Ostseite ist mit 127,60 m etwas länger als die Westseite (with 125,20 m), ebenso ist die Nordseite (78 m), in deren Mitte das Minaret steht, etwas länger als die Südseite mit 72,7 m. Von außen gesehen wirkt die Große Moschee wie eine Festung mit massiven, bis zu 1,9 m dicken Mauern aus Hausteinen, Lagen von Bruchsteinen und Ziegeln, quadratischen Ecktürmen und vorspringenden Strebepfeilern. Die Eingangstore sind von Kuppeln bekrönt.

### Der islamische Osten unter den Abbasiden
Während der islamische Westen überwiegend altrömische und byzantinische Architekturtraditionen aufnahm, folgten die östlichen islamischen Provinzen nach der Verlegung der Hauptstadt der Abbasidenkalifen nach Bagdad eher der mesopotamischen, persischen und zentralasiatischen Tradition. Aus Mesopotamien kamen der massive Rohziegel- oder Backsteinbau, glasierte Baukeramik zur Fassadengestaltung ist schon aus Babylon bekannt. Die Verkleidung des Mauerwerks mit Stuck war schon den Partnern und Sassaniden bekannt.
Die großen Moscheen von Samarra aus dem 9. Jahrhundert behielten noch das Bauprinzip der Hof- oder Hallenmoschee bei, ihre Pfeiler waren aber nicht, wie im Westen, steinerne Säulen, sondern wurden in Ziegelbauweise errichtet und wie die Wände auch mit Stuck überzogen, der mit Reliefs verziert wurde.

#### Ibn-Tulun-Moschee in Kairo

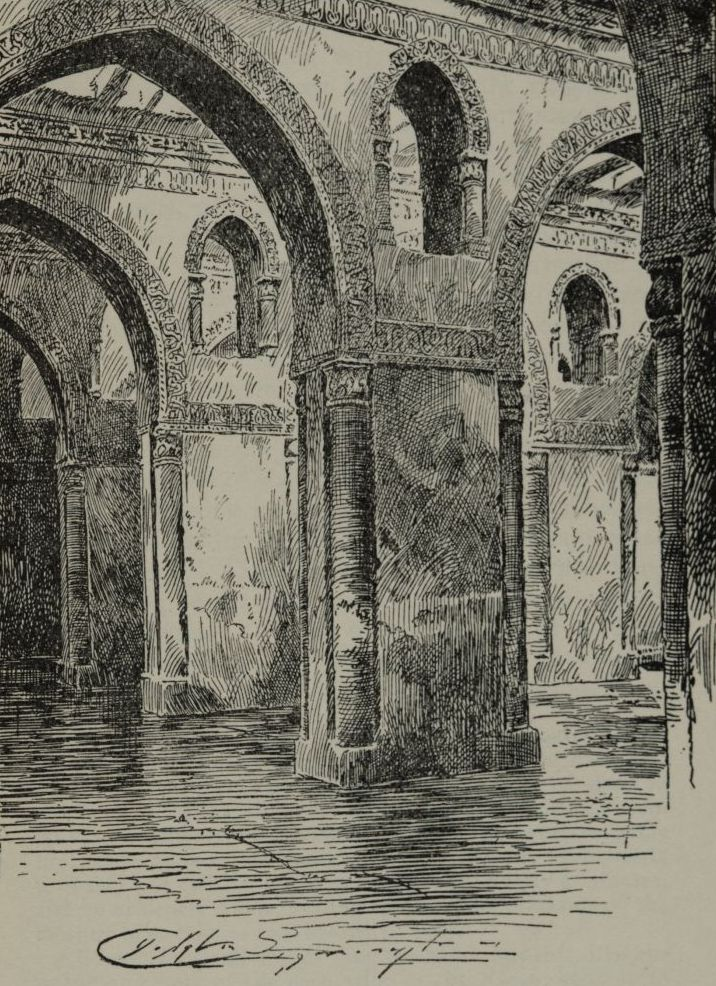
Innenraum der Ibn-Tulun-Moschee, Kairo

Das besterhaltene Beispiel für diesen Baustil bietet die 879 fertiggestellte und fast unverändert bis heute erhaltene Ibn-Tulun-Moschee in Kairo, die Elemente des abbasidischen Baustils aus Samarra in die Hauptstadt Ägyptens brachte.
Ihre äußere Umfassungsmauer bildet ein Quadrat von 162 m Seitenlänge, in das ein rechteckiger Bau eingefügt ist, der wiederum einen quadratischen Hof umschließt. An drei Seiten des Hofs befinden sich doppelte Arkadenreihen parallel zur Außenwand. An der vierten Seite bilden fünf aus Backstein gemauerte Pfeilerreihen parallel zur Qiblawand die Gebetshalle. Jedem Pfeiler sind vier Ecksäulen eingestellt, die die flache Holzdecke tragen. Feines Stuckornament, das deutlich dem Vorbild in Samarra folgt, überzieht die Kanten und Laibungen der Arkaden. Fensternischen in den Bogenwänden, vor allem aber die über zwei Meter hohen Zinnen des Gebäudes nehmen der Backsteinarchitektur ihre Schwere. Das spiralförmige Minarett der Ibn-Tulun-Moschee folgt ganz dem Vorbild der Großen Moschee des Mutawakkil.

### Der islamische Osten seit der Seldschukenzeit
Im 11. Jahrhundert übernahm die turkstämmige Seldschukendynastie die Herrschaft im Iran. Die Freitagsmoschee von Isfahan wurde durch Nizām al-Mulk und seinem Rivalen Tadsch al-Mulk durch zwei Kuppelbauten in der Achse des Hofs erweitert. Einige Jahrzehnte später wurde die Balkendecke der Halle durch hunderte Kuppeln ersetzt. In einer dritten Bauphase entstanden vier Iwane jeweils in der Mitte der Hoffronten des Innenhofs. In seldschukischer und timuridischer Zeit wurden Hoffronten und die Innenseite der Iwane mit glasierten Kacheln verkleidet. Die geometrische, kalligrafische und florale Ornamentierung verkleidet und verbirgt die durch die Lastenverteilung des Baukörpers bedingte Bauform. Damit war eine architektonische Tradition begründet, die für die Bauten des Islamischen Ostens der nachfolgenden Zeit bestimmend wurde.
Während der Herrschaft der Ilchane entstanden im heutigen Iran Bauten wie die Freitagsmoschee von Waramin, Teile der Freitagsmoschee von Yazd.
In der safawidischen Architektur von Schah Abbas I. erreichte die iranische Architektur im Baukomplex des Meidān-e Naghsch-e Dschahan einen Höhepunkt. Bei der im frühen 17. Jahrhundert errichteten Königsmoschee war auch die Außenseite der großen Kuppelnd der Minarette mit einem Mosaik aus glasierten Fayence-Kacheln in feinen Arabeskenmustern und geometrisierten Kalligrafien verkleidet. Die in blaugrünem Farbton gehaltenen Wände heben sich prachtvoll vor der umgebenden, ockerfarbenen Steppenlandschaft ab. Bedeutende Bauwerke in diesem Stil entstanden auch in der timuridischen Hauptstadt Samarqand mit der Bibi-Chanum-Moschee, den Medresen des Registan und dem Gur-Emir-Mausoleum.

## Religiöse Stiftungen und Wohlfahrtsbauten
Die Vermittlung religiösen Wissens, insbesondere die Schulung in den Koranwissenschaften, genoss ebenso hohes Ansehen in der islamischen Kultur wie die Fürsorge für die Armen. Als obligatorische Zakāt eine der „Fünf Säulen“ des Islam, sowie als verdienstvolle Sadaqa, die freiwillige Gabe von Almosen auch an Nichtmuslime, ist die Barmherzigkeit ein wesentliches Element der islamischen Kultur. Vermögende Personen stellten oft einen Teil ihres Vermögens in Form einer frommen Stiftung (Waqf) dem allgemeinen Wohl zur Verfügung. Wirtschaftliche Interessen (als Vermögen der toten Hand der Besteuerung entzogen) und Repräsentationsbedürfnis, das sich beispielsweise in den kostbar mit Miniaturen und Kalligrafien ausgestatteten Stiftungsurkunden („Waqfīya“) und den Bauinschriften ausdrückt, mögen eine Rolle gespielt haben. Häufig sind in einem solchen Stiftungskomplex (türkisch külliye ‚Stiftung‘) daher Medresen und Krankenhäuser (arabisch دار الشفاء, DMG Dar al-Shifa ‚Haus der Heilung‘, persisch بیمارستان, DMG bīmārestān, ‚Krankenhaus‘ oder türkisch darüşşifa, şifahane), Armenküchen oder ein Hamam der Moschee zugeordnet. In der hochentwickelten islamischen Medizin dienten diese Krankenhäuser nicht nur der Pflege der Kranken, sondern auch der Ausbildung der Ärzte. Beispiele für einen Stiftungskomplex sind der Grabkomplex des al-Mansur Qalawun oder des Sultan Barquq in Kairo, oder der Baukomplex der Divriği- oder Alaeddin-Moschee in Anatolien.

## Öffentliche Bauten

### Karawanserei

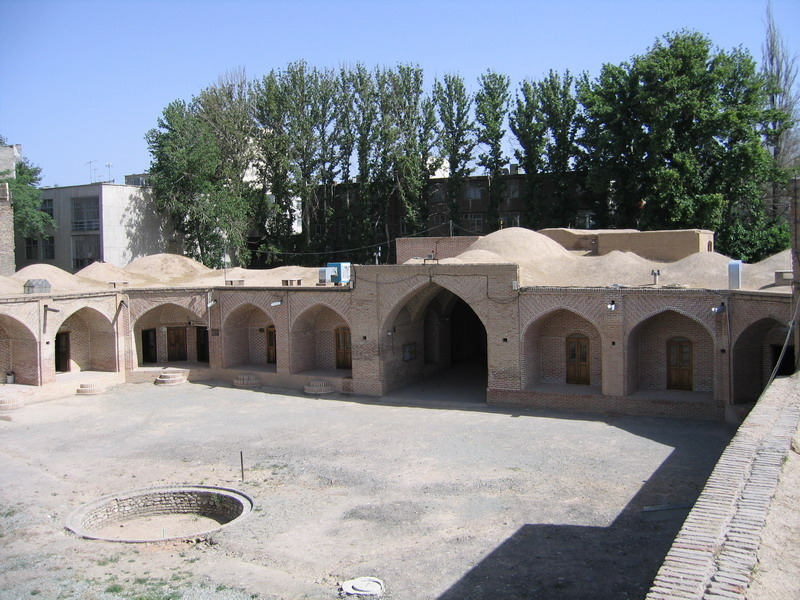
Karawanserei von Karadsch

Eine Karawanserei (aus persisch كاروانسرا kārwānsarā „Karawanenhof“, türkisch kervansarayı) war eine ummauerte Herberge an Karawanenstraßen. Reisende konnten dort mit ihren Tieren und Handelswaren sicher nächtigen und sich mit Lebensmitteln versorgen. Große Karawansereien dienten zugleich als Warenlager und Handelsplatz für Im- und Exportwaren.

### Suq/Basar
Ein Suq (arabisch سوق, DMG Sūq ‚Markt‘, Plural أسواق / Aswāq oder persisch بازار, DMG Bāzār, Basar) ist ein kommerzielles Viertel in einer orientalisch-islamischen Stadt. Im persisch-indischen und türkischen Sprachraum werden sie Basar genannt. Sūqs sind ein beinahe allgemeines Kennzeichen einer orientalisch-arabischen Stadt und meist auch deren Wirtschaftszentrum. Im Gegensatz zu europäischen Geschäfts- und Handwerksvierteln sind die Sūqs im Allgemeinen unbewohnt und einstöckig. In einigen Suqs in Aleppo, im Suq al-Hamidiya von Damaskus, und in Jerusalem verlaufen die parallelen Einkaufsgassen noch genauso wie in der Antike.

### Hamam
Ein Hamam (حمّام, DMG ḥammām) ist eine öffentliche Badeanstalt, deren Bautyp sich aus dem griechisch-römischen Bad entwickelt hat. Schon in den frühen umayyadischen Wüstenschlössern, beispielsweise im Baukomplex von Khirbat al-Mafdschar finden sich ausgedehnte repräsentative Badeanlagen.

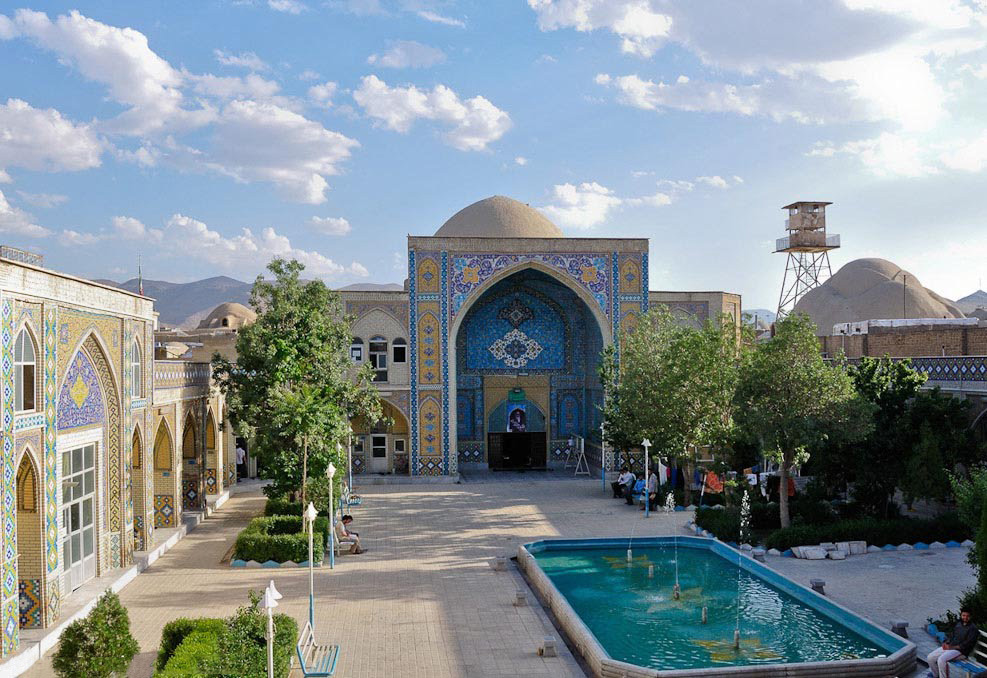
Safawidische Madrasa von Arak, heute Imam-Chomeini-Seminar
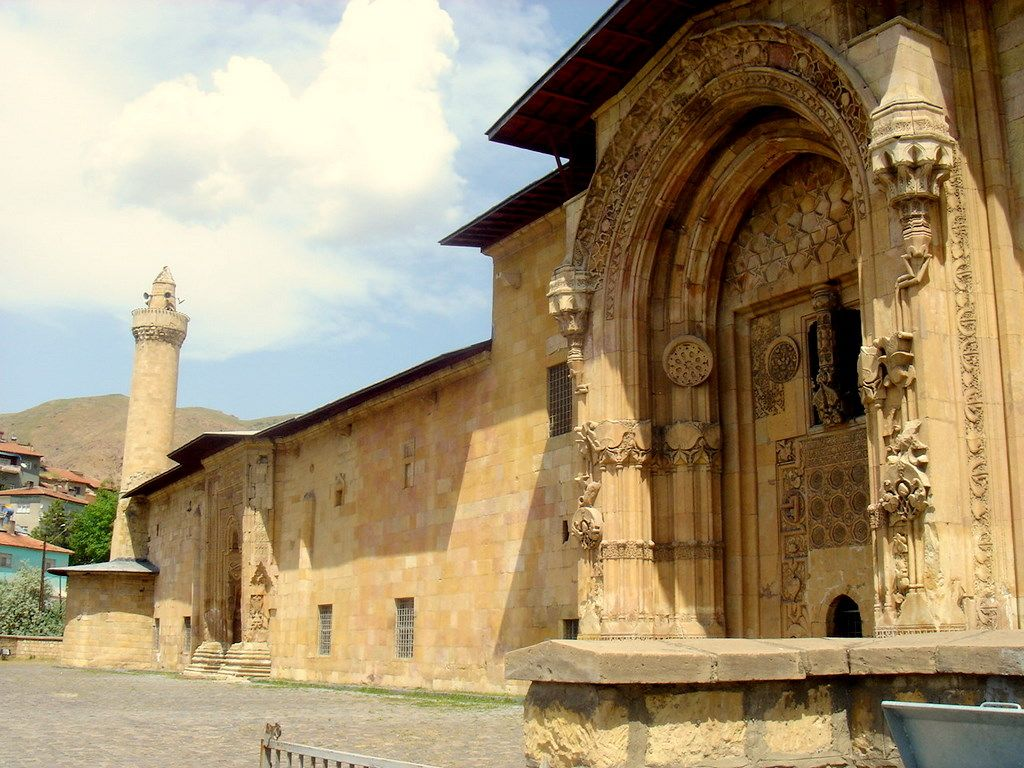
Krankenhaus („darüşşifa“) der Divriği-Moschee, 13. Jahrhundert
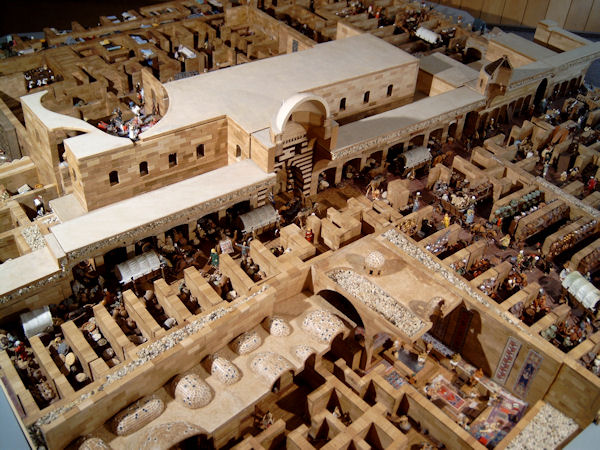
Modell des Basars von Aleppo
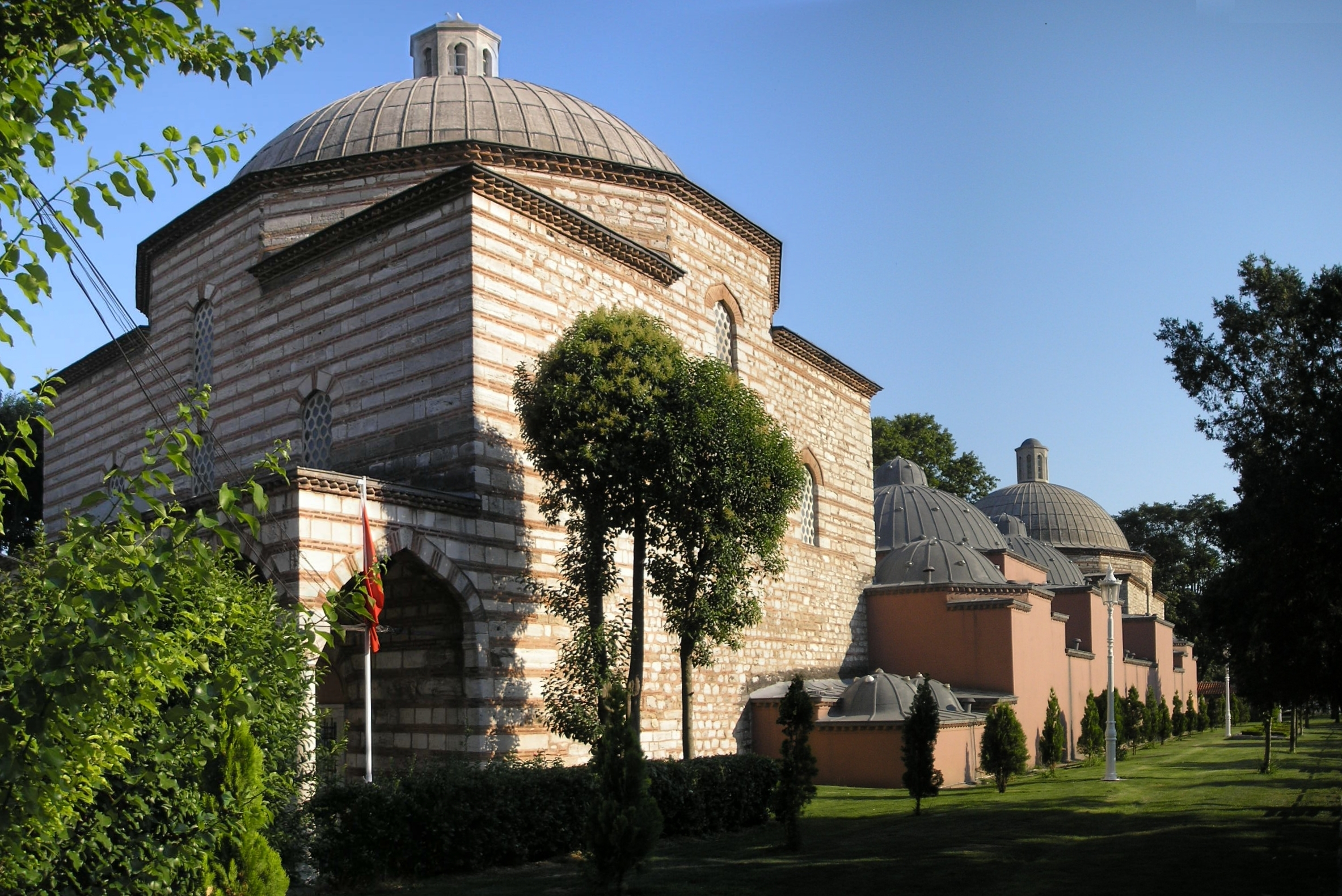
Badehaus der Haseki Hürrem Sultan in Istanbul

## Gartenanlagen

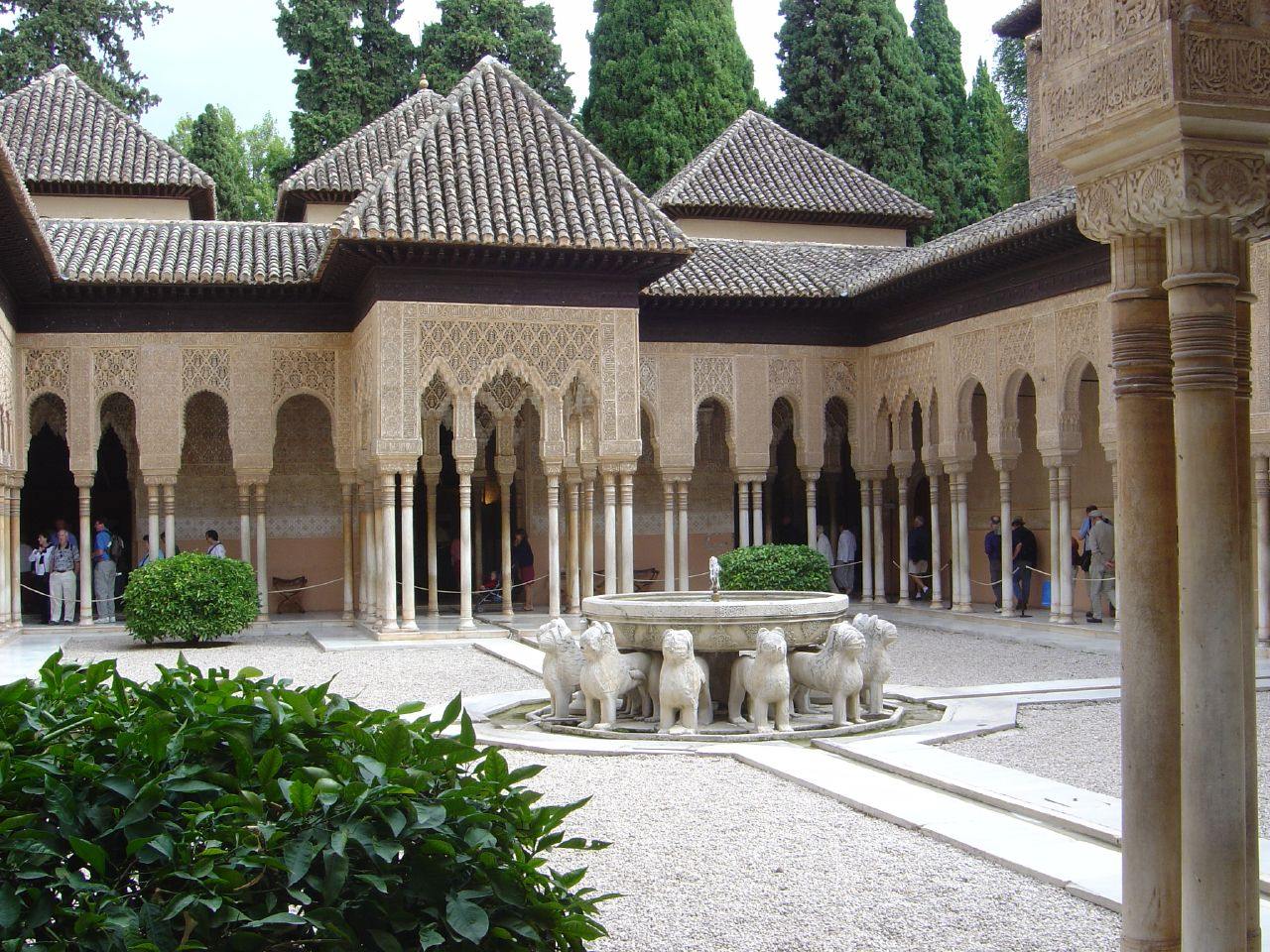
Löwenhof der Alhambra

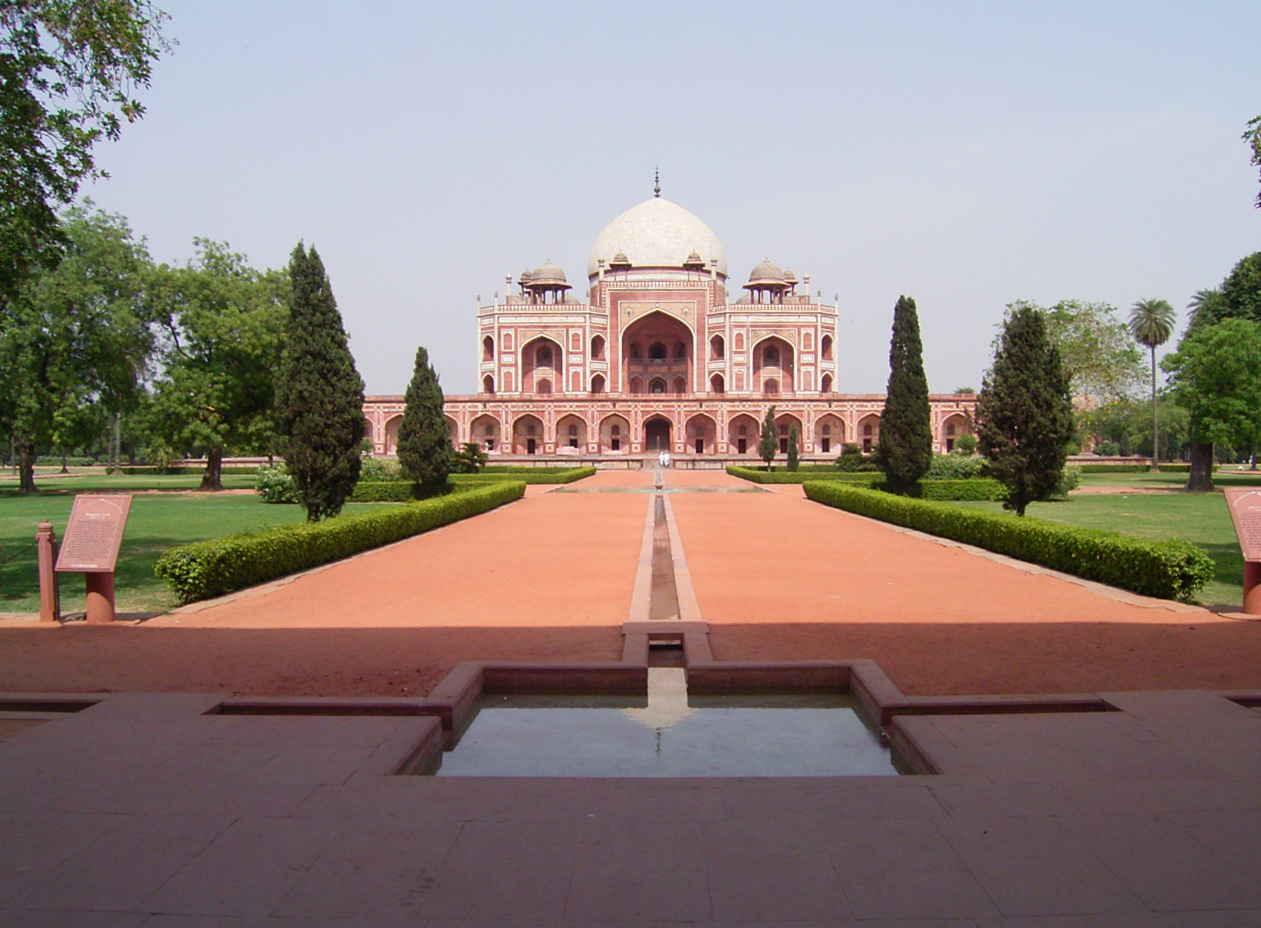
Die Gärten im Humayun-Mausoleum, Delhi, mit Wasserkanälen

Bei den höfischen Gartenanlagen lassen sich drei Arten unterscheiden:
1. Der von Bauten umrahmte Gartenhof eines Palastes, der auf beschränktem Raum das Schema des „Tschahār Bāgh“ oder persischen Gartens wiederholt; ein Beispiel hierfür ist der Löwenhof der Alhambra und der Garten des Generalife in Granada.
2. Der außerhalb der Stadt angelegte, nur zeitweilig genutzte ummauerte oder sonst wie abgegrenzte Park; eine Sonderform dieses Anlagentyps stellen die unter Schah Abbas I. gestalteten Tschahār Bāgh-Gärten von Isfahan dar, die entlang einer zentralen Achse angelegt wurden, um zwei Palastbezirke über den Fluss Zayandeh Rud hinweg zu verbinden.
3. Die Grabanlage mit umgebendem Garten, die der Verehrung des Stifters dient. Bekannte Beispiele hierfür sind die Grabanlage des Dichters Hafis im Afif-Abad-Garten in Schiras, das Humayun-Mausoleum und das Taj Mahal.[10]

Das persisch-mesopotamische Modell des Paradiesgartens gelangte wahrscheinlich mit den Umayyaden nach al-Andalus, und von dort aus in die Länder des Maghreb. Die besondere Lage am Hang der Sierra Nevada oder des Atlas-Gebirges ist der ursprünglichen Situation im persischen Hochland am ähnlichsten und führte aufgrund der wasserbaulichen Bedingungen zu besonders erfolgreichen Umsetzungen des klassischen Gartenkonzepts. In Samarkand, der Hauptstadt des Timuridenreiches, herrschten ähnliche geografische Bedingungen, auch hier war die persische Kultur tonangebend. Der spanische Gesandte Ruy González de Clavijo berichtet von den Gärten und Bewässerungsanlagen Samarkands, die ihn sehr beeindruckt haben. Der Timuride Babur, der Begründer des Mogulreiches brachte die Tradition der Paradiesgärten über Afghanistan nach Indien, wo die Gartenarchitektur monumentale Ausmaße annahm.
Trotz unterschiedlicher regionaler Formen ist ein gemeinsames Kennzeichen islamischer Gärten ihre schützende Einfassung und Abtrennung durch Mauern. Im Inneren gliedern Bewässerungskanäle und Wasserbecken die Fläche entlang geometrischer Achsen. Die klassische Form ist durch kreuzweise geführte Kanäle in vier Felder gegliedert, größere Flächen können durch ein symmetrisches Netz aus Wasserkanälen in mehrere Felder untergliedert sein. Die Gartenmitte wird oft durch ein zentrales Wasserbecken oder einen Pavillon betont. In seiner Gesamtheit bildet jeder Gartenabschnitt eine einheitliche Fläche, da aus bewässerungstechnischen Gründen die Beete gegenüber den Gehwegen und Kanälen abgesenkt war. Die Blüten der Ziersträucher lagen somit auf gleicher Höhe wie die Gehwege, so dass insgesamt der Eindruck eines Teppichs entsteht. Die Gartengestaltung ist nicht auf Blickachsen ausgerichtet. Meist befindet sich der Eingang seitlich im unteren Abschnitt des Gartens, so dass nicht die gesamte Anlage auf den ersten Blick überschaubar ist. Da Gärten aus bewässerungstechnischen Gründen gerne in Hanglagen angelegt wurden, ergibt die dadurch mögliche Terrassierung weitere Möglichkeiten, die Gartenanlage in Bereiche von unterschiedlichem Privatheitsgrad zu gliedern. Ein ähnliches Prinzip findet sich auch bei islamischen Palastanlagen und größeren, repräsentativen Wohnhäusern.
Die meisten dieser Gärten sind heute stark verändert; besonders die ursprünglich bepflanzten Gartenfelder liegen heute trocken oder sind gepflastert. Die Anlagen in Isfahan sind heute weitgehend dem modernen Boulevard gewichen, der auch heute noch die Hauptachse der modernen Großstadt bildet.

## Grabbauten und Schreine

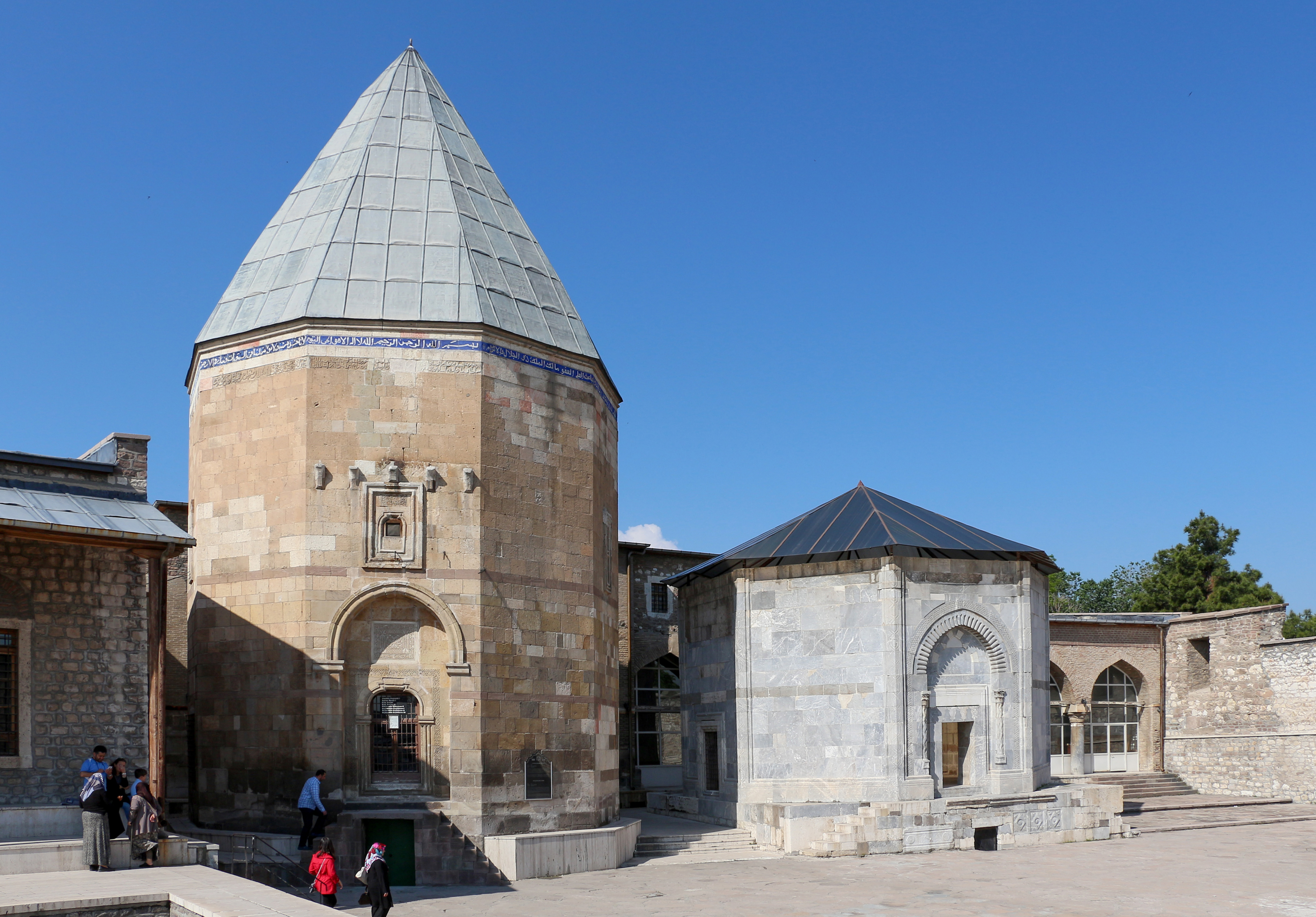
Türben der Alâeddin-Moschee in Konya

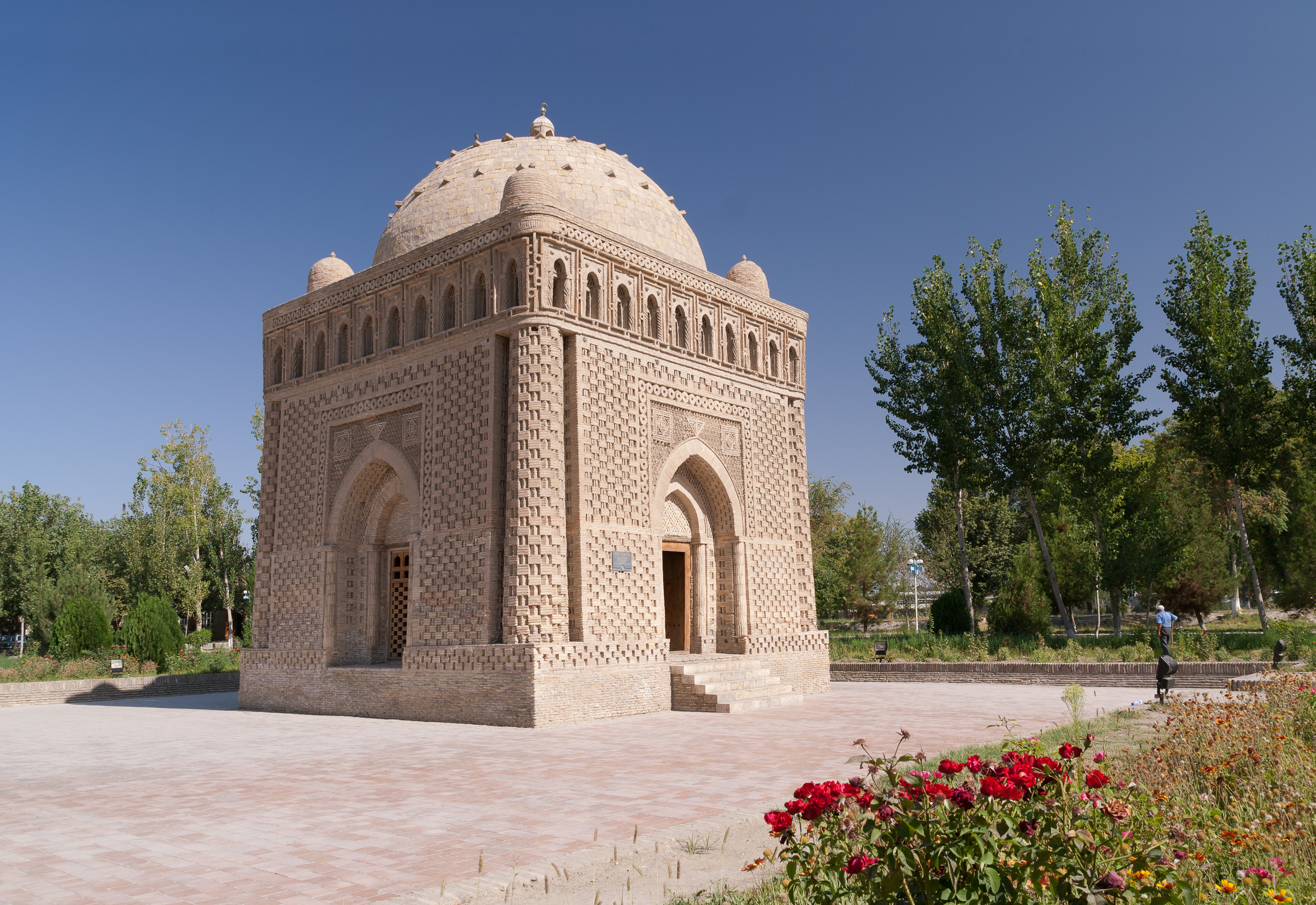
Samaniden-Mausoleum in Buchara

Die beiden Hauptformen iranischer Mausoleen sind seit der Seldschukenzeit im 11. Jahrhundert Qubbas als in ihrer Grundform meist quadratische Kuppelbauten und Gonbad (persisch گنبد, DMG gunbād). Diese sind schlanke hohe Grabtürme mit einem runden oder polygonalen Grundriss und einem Spitzdach. Grabtürme sind überwiegend im Iran und in Anatolien (hier osmanisch تربه Türbe oder türkisch kümbet genannt) weit häufiger als Kuppelbauten zu finden.
Das Samaniden-Mausoleum ist die Grabstätte Ismail Samanis in Buchara. Es ist das älteste erhaltene Zeugnis islamischer Architektur in Zentralasien und auch das einzige erhaltene Baudenkmal der Samaniden-Dynastie.
In der islamischen Architektur entwickelten sich Kuppel- oder Schreinbauten nach dem Vorbild des Felsendoms. Die Qubba aṣ-Ṣulaibīya in Samarra, das Mausoleum des abbasidischen Kalifen al-Muntasir von 862, besitzt einen quadratischen überkuppelten Zentralraum, der von einem achteckigen Umgang (Ambulatorium) umgeben ist. Das Mausoleum von Öldscheitü, errichtet 1302–1312 in Soltanije im Iran ist eines der wenigen erhaltenen Bauwerke aus der Zeit der Ilchane. Etwa ab dem 14. Jahrhundert treten Bauten auf, bei denen die Kuppel durch einen Tambour und eine äußere zweite Kuppelschale erweitert wird. Hierfür ist das Gur-Emir-Mausoleum in Samarqand von 1405 ein Beispiel. Die Empore liegt nun innerhalb des Tambours, nach außen öffnen sich statt der Arkaden nur noch Steingitterfenster, die in der Wandfläche liegen.
Eine Weiterentwicklung der Safawidenzeit stellt der Grabbau von Khwaja Rabi (Khoja Rabi) aus dem Jahr 1621 in Maschhad dar. Der achtseitige untere Baukörper hat auf zwei Etagen jeweils vier große Wandnischen an den Ecken und über beide Stockwerke reichende kielbogenförmige Iwane in den Seitenmitten. Der obere Umgang steht über Fenster auch mit dem Innenraum in Verbindung. Es besteht ein architektonischer Zusammenhang mit den zeitgenössischen Gartenpavillons wie dem Hascht Behescht (Hasht-Bihisht) in Isfahan, der ebenfalls zweigeschossige Eckräume besitzt. Der Name bedeutet „Acht Paradiese“ nach der koranischen Vorstellung vom Jenseits. Er bezieht sich auf einen symmetrischen Grundriss, bei dem acht Räume einen zentralen Kuppelsaal umgeben und der in der Mogul-Architektur weitere Verwendung fand. Derselbe Plan liegt auch indischen Mausoleen wie dem Taj Mahal, Humayun- (Delhi, ca. 1562–1570), Itimad-ud-Daula- (Agra, ca. 1622–1628), Akbar- (16. Jh.), Jahangir- (Lahore, ca. 1627–1637), Bibi-Ka-Maqbara (Aurangabad, ca. 1651–1661) und Safdarjung-Mausoleum (Delhi, ca. 1753–1754) zugrunde. Die Hascht-Behescht-Mausoleen liegen im Zentrum eines persischen Gartens (persisch chahār bāgh, „vier Gärten“).
Der al-Askari-Schrein in Samarra gilt als eines der wichtigsten Heiligtümer der schiitischen Muslime. Seine goldene Kuppel wurde von Nāser ad-Din Schāh gestiftet und unter Mozaffar ad-Din Schah im Jahre 1905 fertiggestellt und stellt somit ein Beispiel für die repräsentative Architektur der Kadscharendynastie dar.

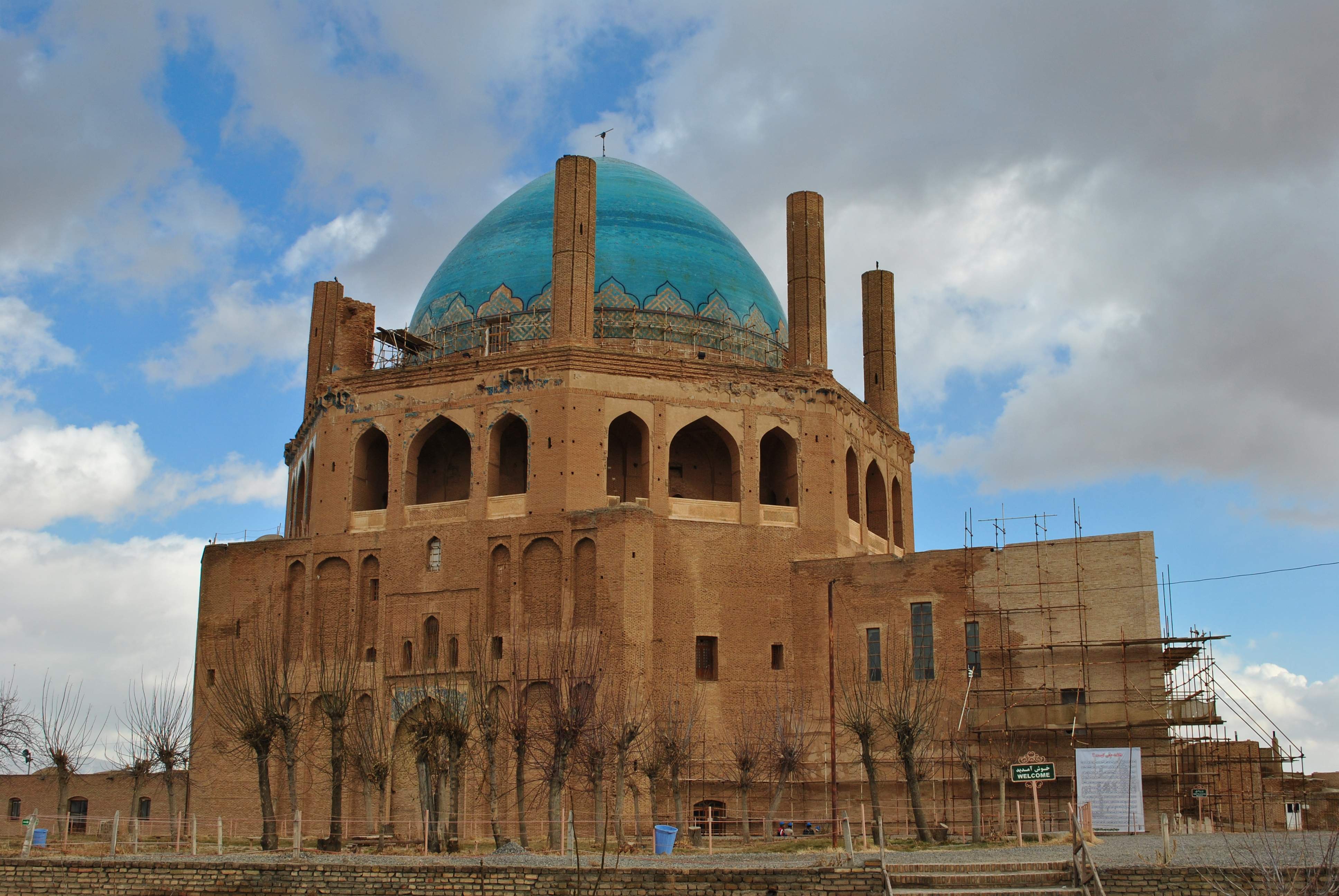
Öldscheitü-Mausoleum
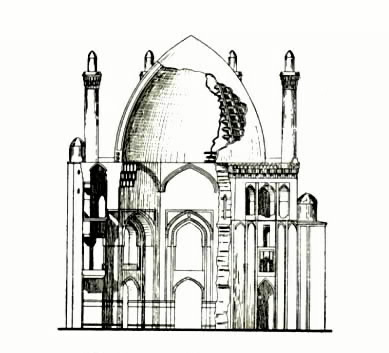
Aufriss des Öldscheitü-Mausoleums
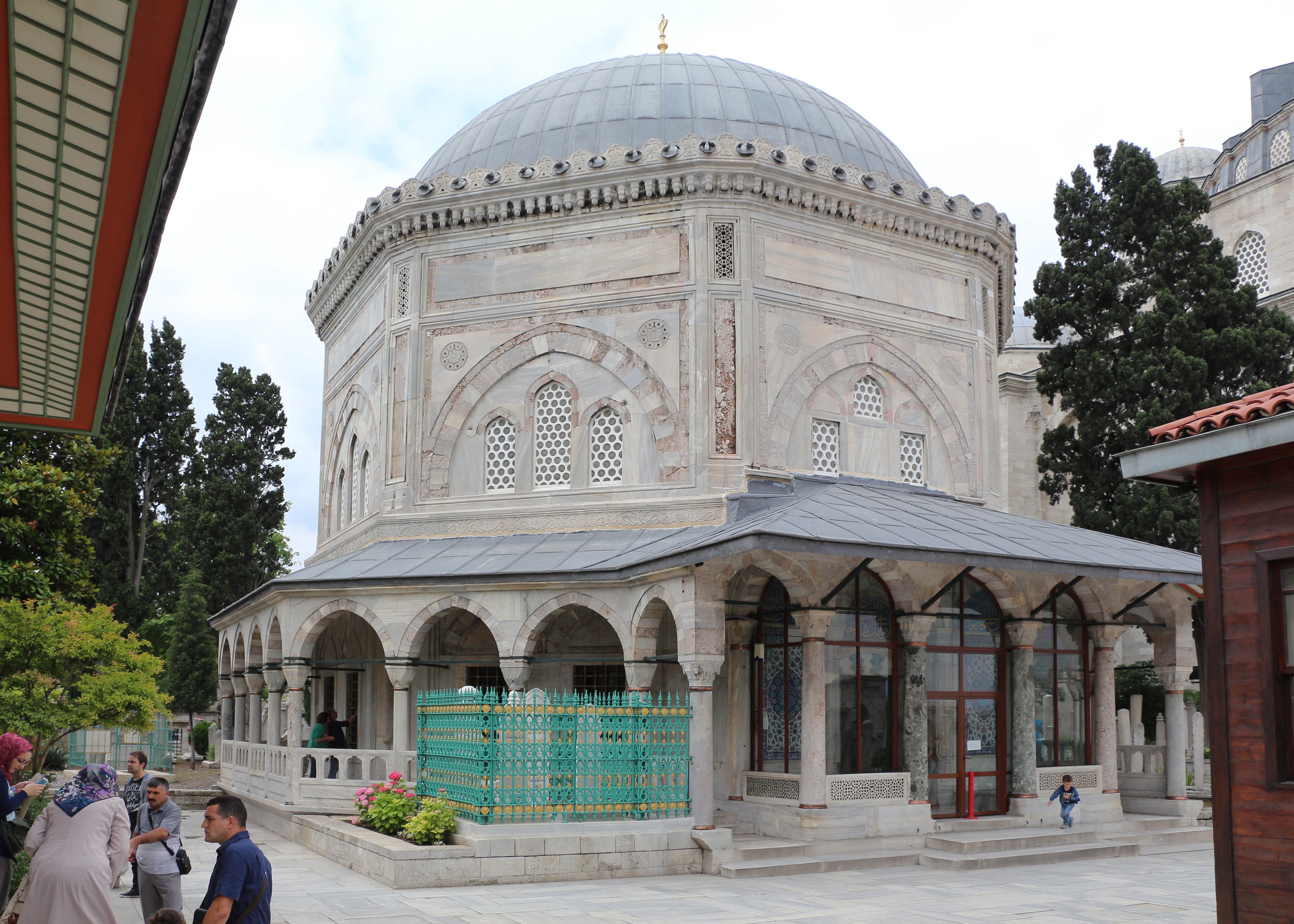
Türbe Sultan Süleymans I.
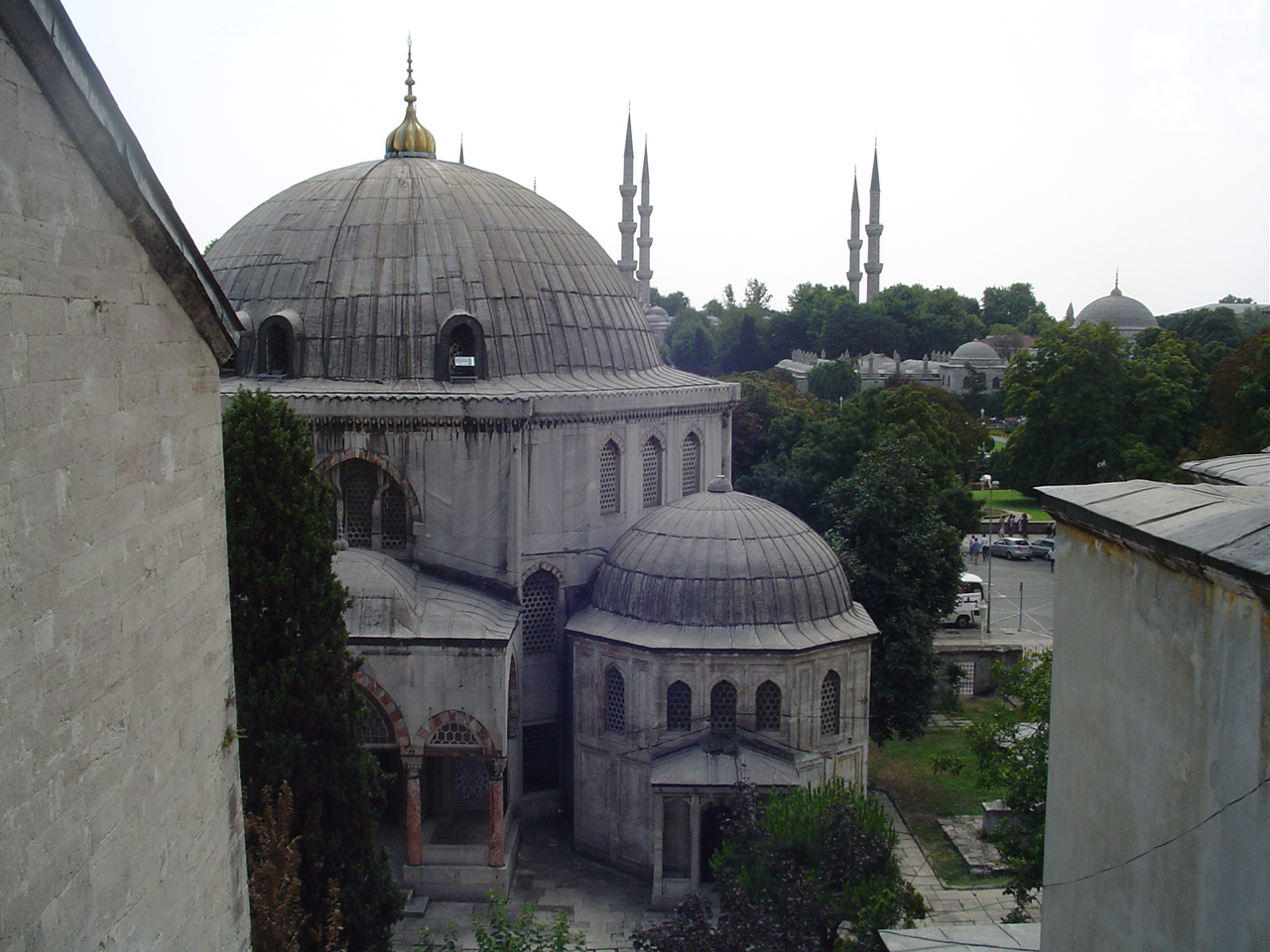
Ehemaliges Baptisterium der Hagia Sophia, Mausoleum Murats III.

## Regionale Ausprägungen

### Sudan und Sahelzone
Im 9. Jahrhundert berichtet al-Yaʿqūbī, dass das Reich von Ghana neben Kanem und Gao das bedeutendste Reich im Sudan sei. Al-Bakri erwähnt 1068 in seinem Kitāb al-masālik wa-'l-mamālik („Buch der Wege und Königreiche“) die berberischen und arabischen Kaufleute, die in Aoudaghost die herrschende Schicht darstellten. Der Geograph al-Zuhri beschreibt die Islamisierung des Reiches durch die Almoraviden im Jahr 1076. Al-Bakri überlieferte eine Beschreibung der Hauptstadt:

„… Die Stadt Ghana besteht aus zwei in einer Ebene gelegenen Teilstädten. Eine dieser Städte ist von Muslimen bewohnt, sie ist ausgedehnt, besitzt zwölf Moscheen, von denen eine eine Freitagsmoschee ist…Die Königsstadt liegt sechs Meilen von ihr entfernt und trägt den Namen al-ghāba. Zwischen den beiden Städten befinden sich durchgehend Häuser. Die Häuser der Bewohner sind aus Stein und aus Akaziaholz. Der König hat einen Palast und zahlreiche gewölbte Häuser, die alle von einer Mauer wie von einem Stadtwall umgeben sind.“

#### Moschee von Larabanga
Die Moschee von Larabanga im Dorf Larabanga in Nordghana ist in traditioneller Sudanisch-Sahelischer Bauweise aus Schilf und Lehm errichtet. Ihre Grundfläche beträgt ca. 8 m × 8 m. Sie besitzt zwei pyramidenförmige Türme, einer steht über der Mihrabwand der Ostfassade, der andere, in der nordwestlichen Ecke des Gebäudes, dient als Minarett. Zwölf konische Verstrebungen an den Außenwänden sind mit horizontal verlaufenden Holzbalken verstärkt. Das ganze Gebäude ist weiß verputzt. Mit Hilfe des World Monuments Fund wurde die Moschee ab 2003 grundlegend restauriert.

#### Djenné
Wichtige Städte waren Djenné im Nigerbinnendelta, ein Zentrum der mittelalterlichen Lehmarchitektur im Obernigergebiet, und Timbuktu. Die Große Moschee, die mittelalterlichen Bürgerpaläste und die traditionsreichen Koranschulen erinnern bis heute an die kulturelle Hochzeit des Mali- und Songhaireiches. Etwa 2.000 Gebäude in Lehmbauweise existieren heute noch in der Altstadt.

#### Timbuktu
Drei Moscheen in Lehmziegelbauweise, die das Stadtbild von Timbuktu prägen, die Djinger-ber-, die Sankóre- und die Sidi-Yahia-Moschee sowie 16 Friedhöfe und Mausoleen zählen seit 1988 zum Welterbe der UNESCO.

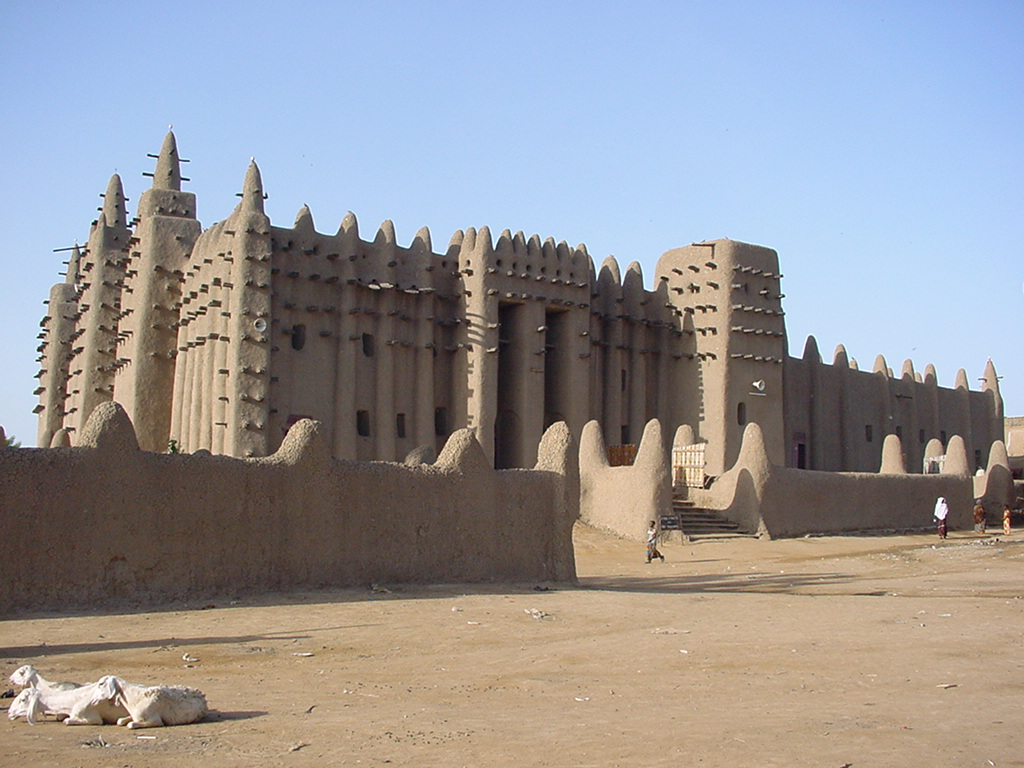
Große Moschee von Djenné, Mali
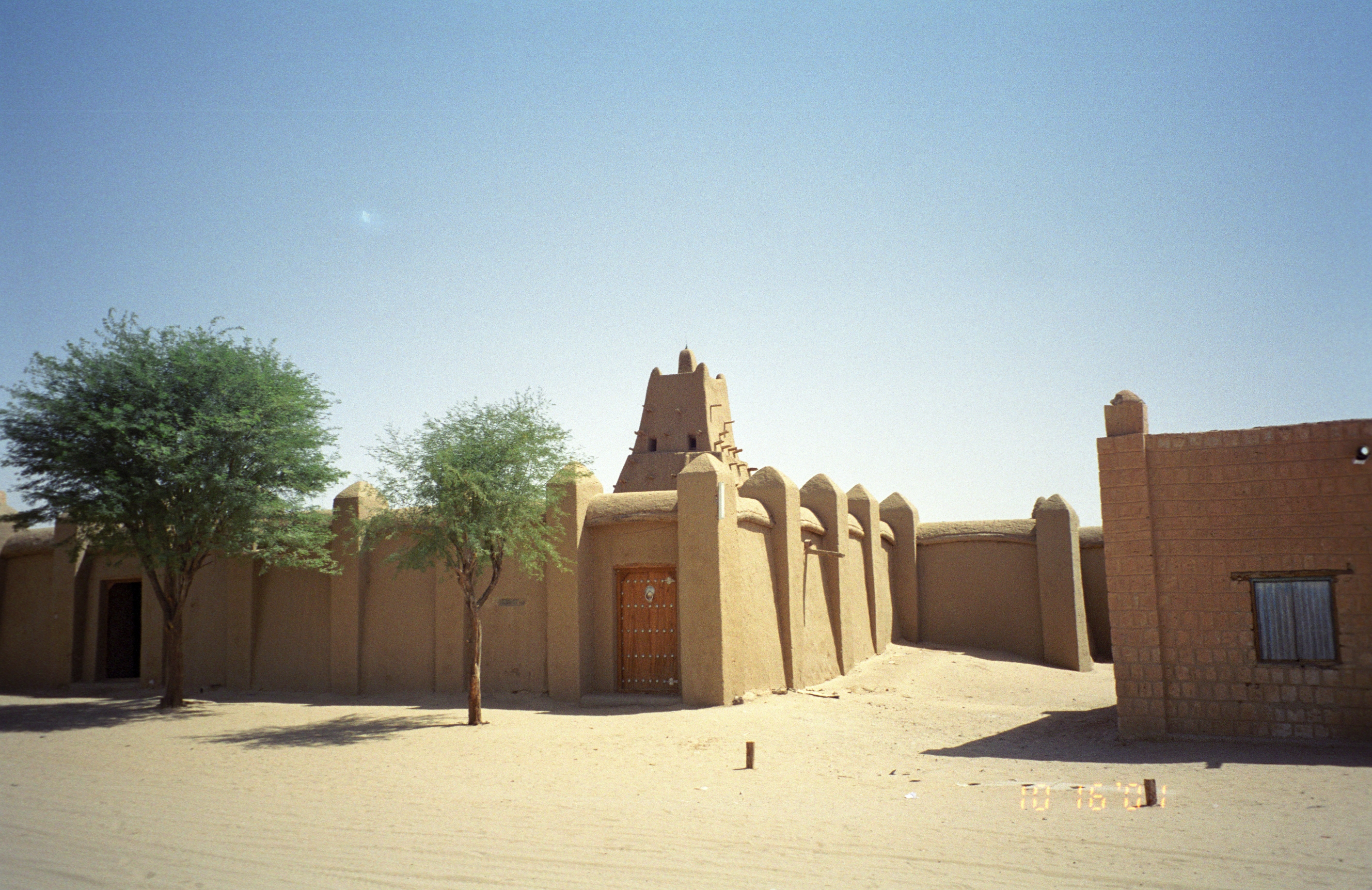
Sankoré-Moschee in Timbuktu
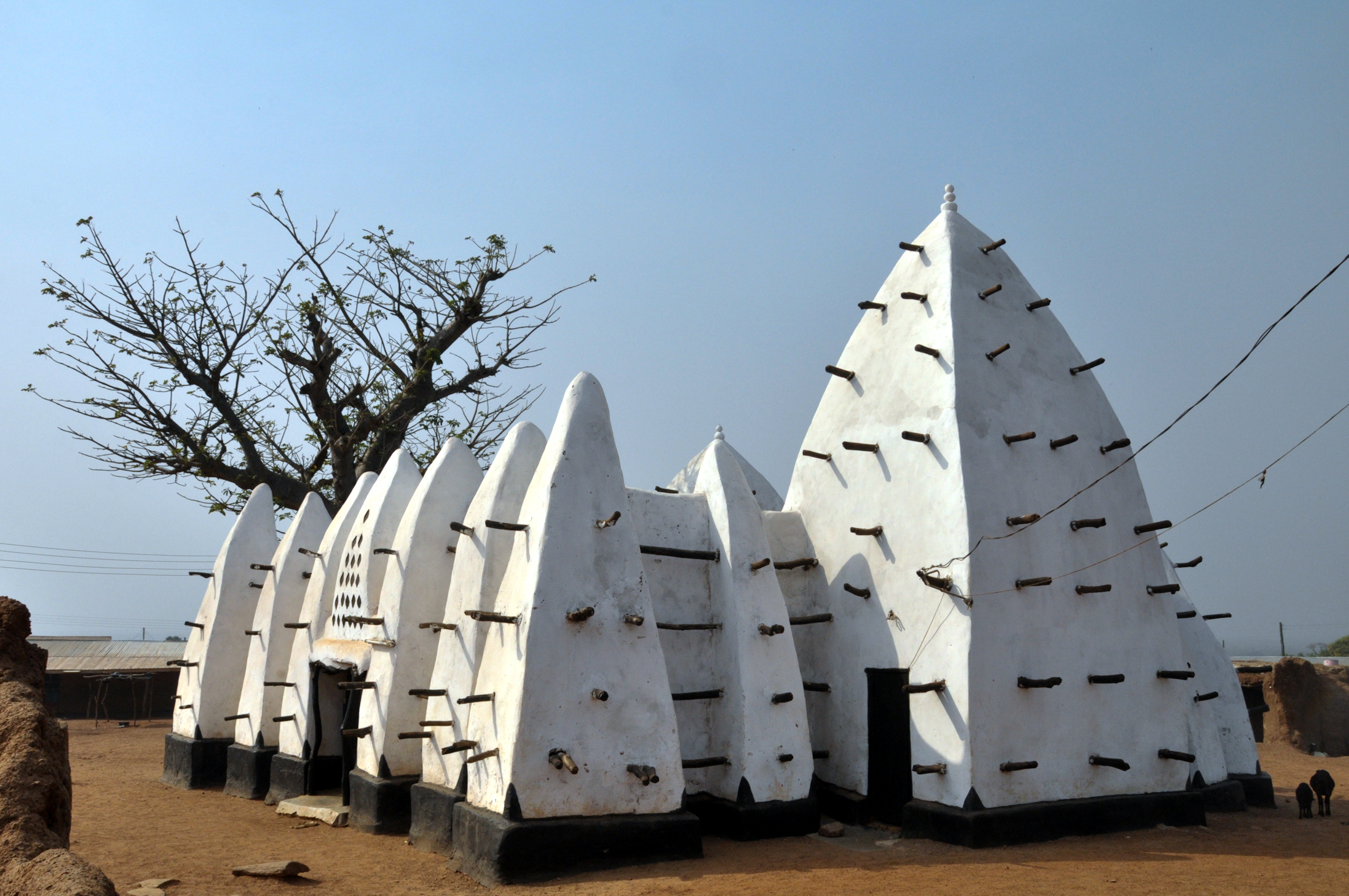
Moschee von Larabanga, Ghana

### Ayyubiden und Mamluken in Ägypten
Über Syrien gelangte der Architekturstil der Seldschuken nach Ägypten, wo die Dynastien der Ayyubiden und ihre Nachfolger, die Mamluken die syrischen und iranischen Bauelemente zu einem eigenen, vollendeten Stil weiterentwickelten. Iwan, Kuppelschale und Muqarnas aus Stein bildeten die architektonischen Motive, aus denen eine Vielzahl von Baukomplexen entstanden. Meistens bestanden die Stiftungen (Waqf) aus einer Moschee mit angeschlossenem Krankenhaus, einer Koranschule (Madrasa) und dem Grabbau des Stifters. Das kreuzförmige Vier-Iwan-Schema eignete sich besonders für Madrasas, weil in den vier Iwanhallen gleichzeitig unterschiedliche Fächer gelehrt werden konnten. Die Eckflächen enthielten meist kleinere Wohnräume für Lehrer und Studenten. Der Baukomplex der Sultan-Hasan-Moschee in Kairo ist ein Beispiel für diesen Baustil.
Die Mamluken verwendeten keine glasierten Kacheln zur Baudekoration, sondern in Stein geschnittene ornamentale und kalligrafische Schmuckelemente. Böden, Wände und Bogeneinfassungen wurden in der Regel mit Marmoreinlagen in komplizierten geometrischen Mustern verziert, die die antike Bautradition des Opus sectile erinnern, durch die islamischen Künstler aber in größter Feinheit und mathematischer Komplexität ausgeführt wurden.
Bauten der Mamluken in Ägypten:
- Sultan-Hasan-Moschee-Komplex mit Mausoleum und Madrasas
- Komplex des Sultans al-Mansur Saif ad-Din Qalawun al-Alfi (1284–1285) mit Mausoleum, Madrasa und einem Krankenhaus
- Altinbugha-al-Maridani-Moschee (1340)
- Arghun-Ismaili-Moschee (1347). Die Besonderheiten des großen Bautenkomplexes Sultan Qalawuns liegen darin, dass zu einem Mausoleum und einer Madrasa ein Krankenhaus hinzugefügt wurde.
- Moscheen und Mausoleen des Baibars, al-Malik an-Nasir Muhammad, Faraj bin Barquq, Al-Mu'ayyad, Barsbay, Qait-Bey in der al-Qarafa in Kairo und Al-Aschraf Qansuh (II.) al-Ghuri.

### Anatolien

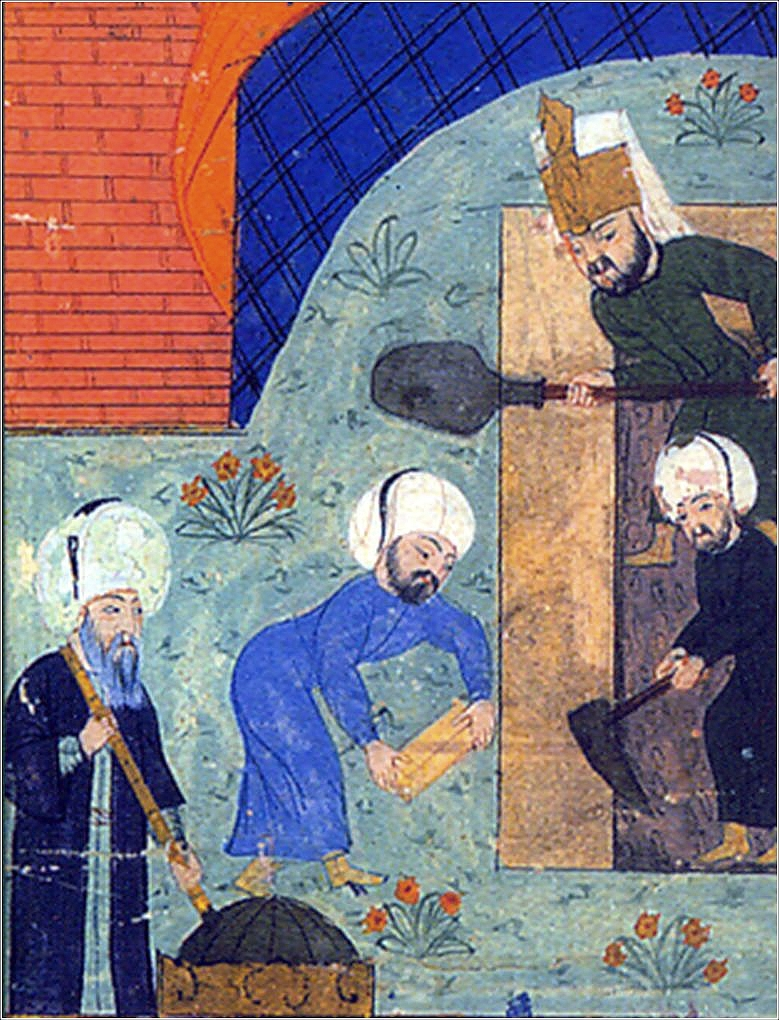
Vielleicht Sinan (links) auf einer Miniatur von 1579. Er beaufsichtigt Arbeiten am Grabmal Süleymans I.

Eine große Zahl von Bauten aus seldschukischer Zeit findet sich in Anatolien, das 1077–1307 vom Sultanat der Rum-Seldschuken beherrscht wurde. Armenische Bauleute errichteten hier Bauten in ihrer traditionellen Steinbauweise. Die Ruinen der armenischen Hauptstadt Ani zeigen teilweise einen Mischstil zwischen der armenischen Steinbauweise und dem neuen Stil der Seldschuken. Die Divriği-Moschee bietet ein gut erhaltenes Beispiel seldschukischer Architektur in Anatolien.
Mit dem Aufstieg des Osmanischen Reichs entwickelte sich ab dem 14. Jahrhundert in der Mitte der islamischen Welt der letzte große islamische Baustil des Mittelalters. Die alte anatolische Säulenmoschee der Seldschukenzeit des 12. und 13. Jahrhunderts wurde abgelöst von einem neuen Bauschema, das auf einer zentralen Kuppel mit vier seitlichen Nischen beruhte. Nach der Eroberung von Konstantinopel (1453) waren die osmanischen Herrscher im Besitz der Hagia Sophia, einem der monumentalen Kuppelbauten der byzantinischen Architektur. Unter dem Meisterarchitekten Sinan wurde dieses Vorbild allmählich umgebildet. Das eher länglich-ovale Schema der Hagia Sophia entwickelte sich ein Zentralbau mit allseitigen Ausbuchtungen, bei dem die zentrale Kuppel nicht mehr über dem Unterbau „schwebt“, sondern sich in ein System aus Halbschalen-Kuppeln einfügt und schließlich den Gipfel eines Massivs aus Kuppeln bildet. Als vollendetster Bau dieses Stils und Meisterwerk Sinans gilt die Selimiye-Moschee in Edirne.

### Indien
Der Timuride Babur begründete 1526 das Mogulreich in Afghanistan und Nordindien, das bis ins 18. Jahrhundert Bestand hatte und die persische Hofsprache und den iranischen Baustil beibehielt. Die Integration älterer indischer Architekturstile führte zur Entstehung einer eigenen Mogul-Architektur. Als Baumaterial wurden häufig vor Ort gebrannte Ziegelsteine verwendet, die mit Sandstein- oder Marmorplatten verkleidet und mit komplexen Ornamenten verziert wurden. Ihren Ausdruck findet diese Synthese aus persischer und indischer Architektur in der von Großmogul Akbar gegründeten neuen Hauptstadt Fatehpur Sikri. Kennzeichnend für die Bautätigkeit der Mogulherrscher ist die Gestaltung monumentaler Gartenanlagen, wie sie in Fatehpur Sikri noch erhalten sind. Manche dieser Gärten umrahmten monumentale Mausoleen, unter ihnen der Taj Mahal, das Jahangir- und Humayun-Mausoleum.

### Sino-islamische Architektur
Der Islam gelangte während der Tang-Dynastie nach China. Mit Beginn der Qing-Dynastie erreichte auch der Sufismus China, wo er vor allem in Xinjiang, Gansu und Qinghai Anhänger gewann. Die sufitische Richtung wurde als Yihewani (Neuer Glaube/Neue Religion, chin. xinpai oder xinjiao) bezeichnet. Die ältere Glaubensform wurde Gedimu oder Laojiao (Alte Lehre/Alter Glaube) genannt.
Moscheen (chinesisch 清真寺, Pinyin qīngzhēnsì, „Tempel der Reinen Wahrheit“, auch chinesisch 回回堂, Pinyin huíhui táng, „Halle der Hui-Chinesen“, chinesisch 礼拜寺, Pinyin lǐbàisì, „Tempel der Anbetung“, chinesisch 真教寺, Pinyin zhēnjiào sì, „Tempel der wahren Lehre“, oder chinesisch 清净寺, Pinyin qīngjìng sì, „Tempel der Reinheit“ genannt) wurden in China von den Anhängern der Gedimu nach den Traditionen der chinesischen Architektur errichtet. Die nordwestlichen Hui-Chinesen erbauten Moscheen in einem Mischstil, mit gebogenen Dächern innerhalb eines von Mauern umschlossenen Bereichs, deren Eingang oft die Form eines Bogengangs mit kleinen Kuppeln annimmt. Eine der ältesten chinesischen Moscheen ist die Moschee zu Xi’an, erbaut ab 742. Nur im Westen Chinas sind die Moscheebauten den traditionellen Vorbildern Irans und Zentralasiens mit ihren hohen, schlanken Minaretten, Bogenformen und zentralen Kuppeln ähnlich. Die Yihewani-Moscheen entsprechen dem traditionellen Baustil der islamischen Welt.

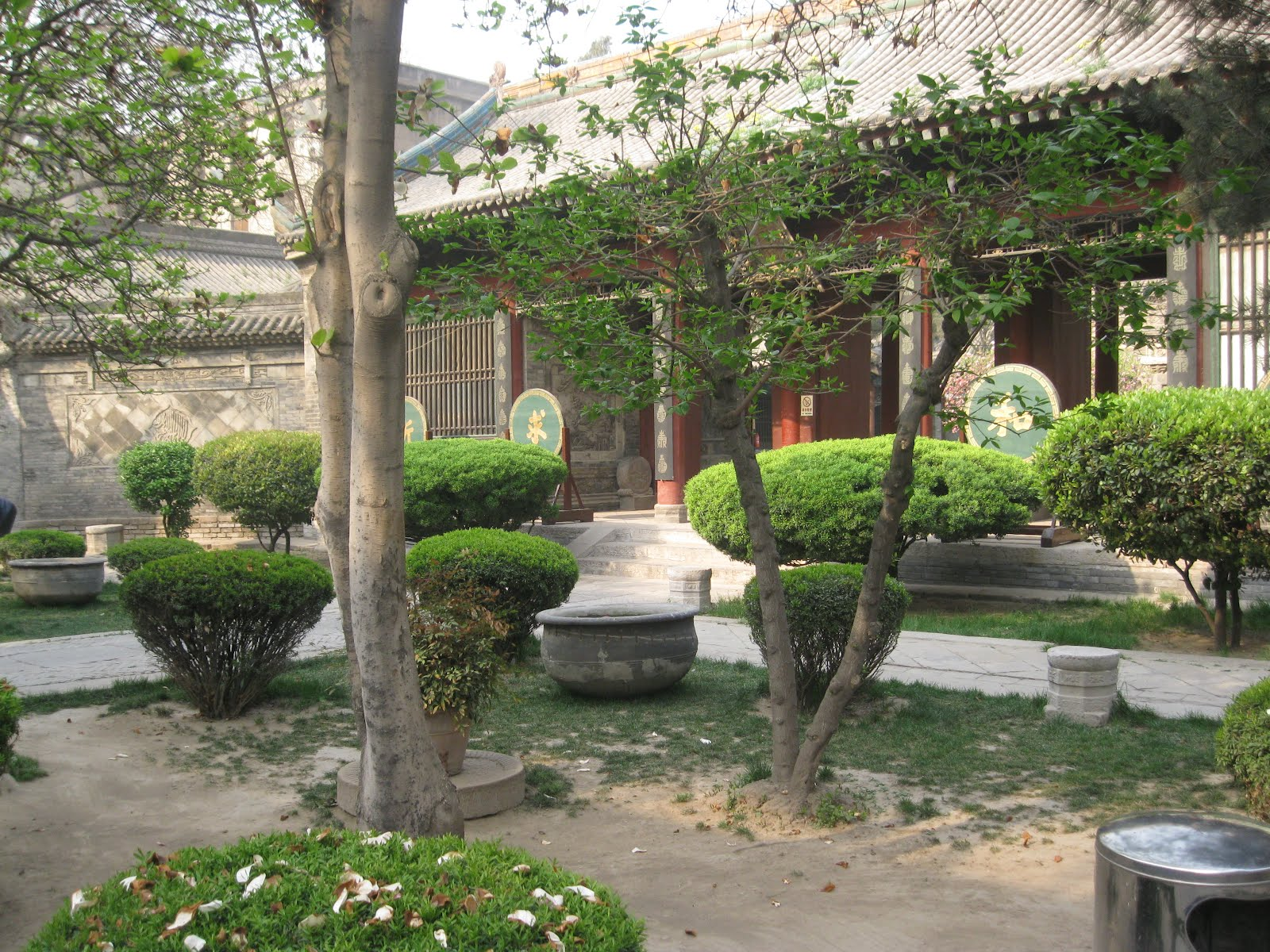
Moschee zu Xi’an
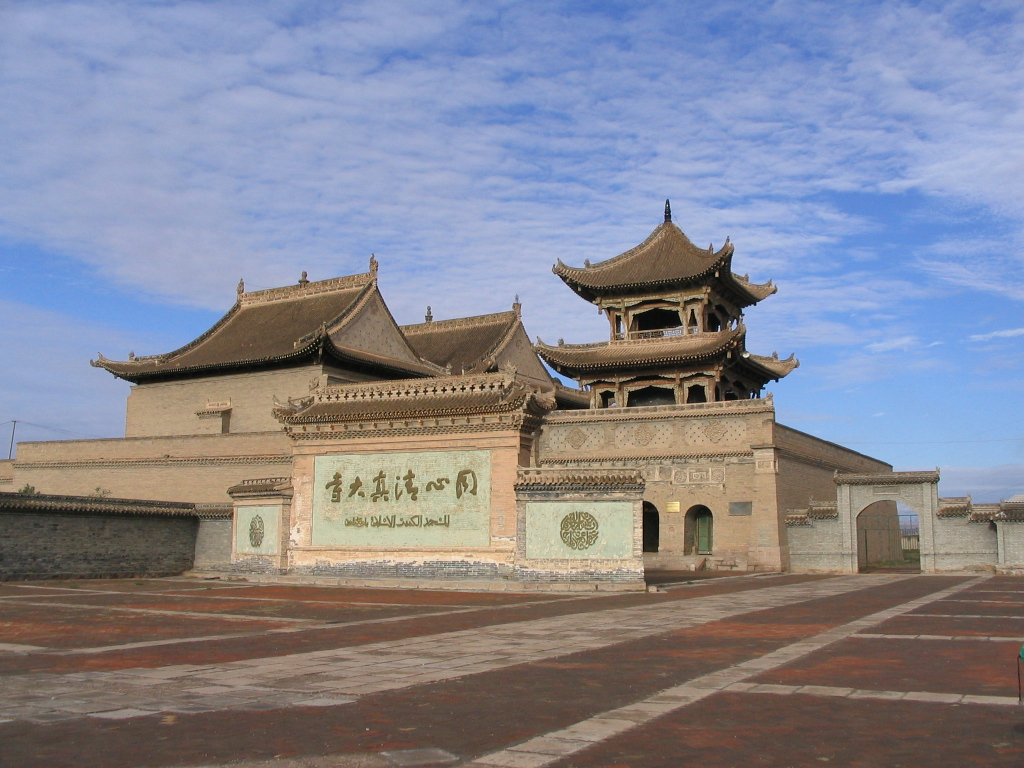
Große Moschee von Tongxin

### Indonesien

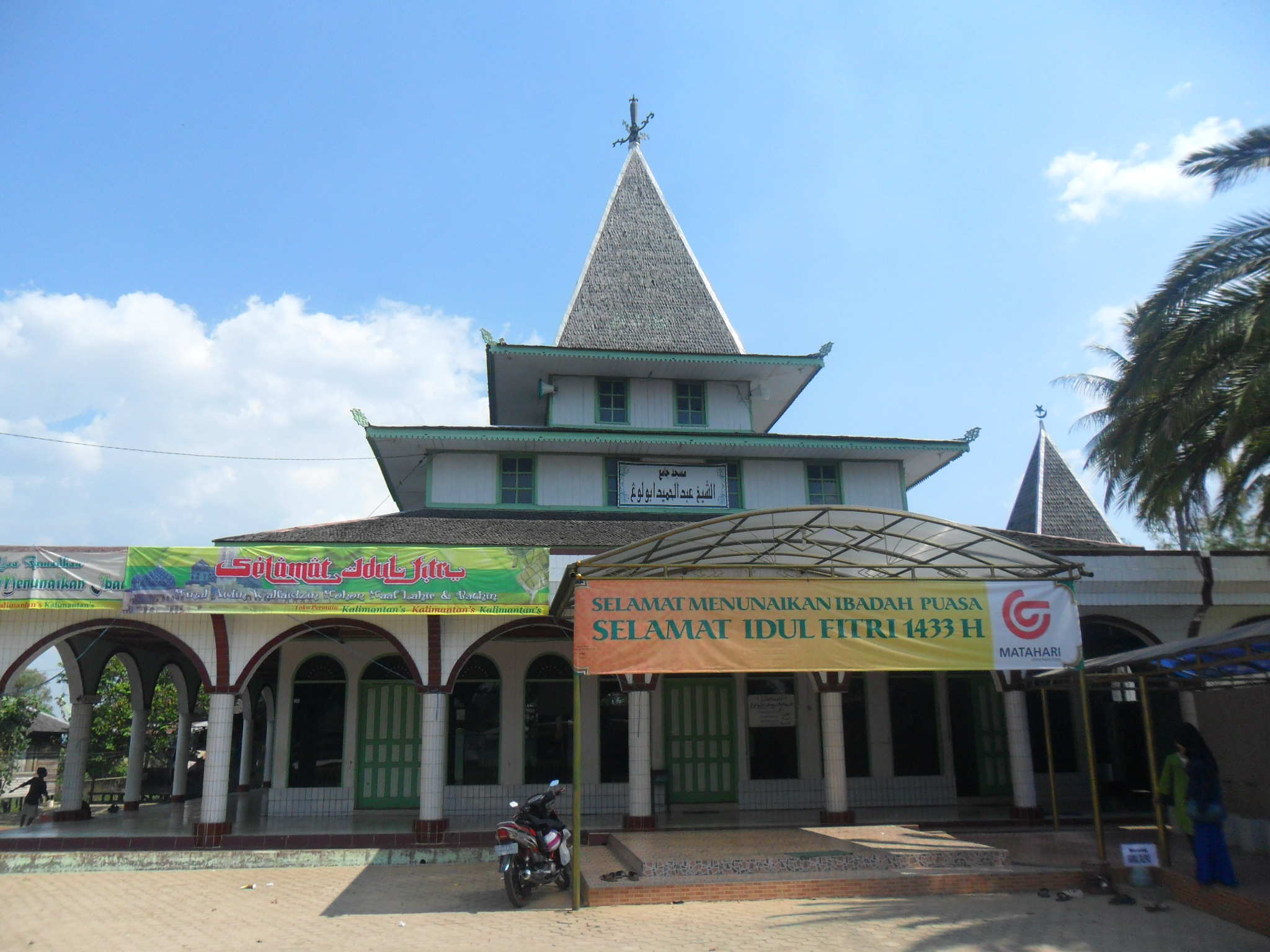
Masjid Jami Syekh Abdul Hamid Abulung in Martapura, Süd-Kalimantan, Borneo

Während des 15. Jahrhunderts wurde der Islam zur vorherrschenden Religion auf Java und Sumatra, den bevölkerungsreichsten Inseln Indonesiens. Die Architektur der Moscheen folgte eher hinduistischen und buddhistischen Vorbildern, bis ins 19. Jahrhundert hinein waren Minarette und Kuppeln unbekannt. Hohe, abgestuft übereinander liegende, von Holzpfeilern getragene Dächer waren häufig, vergleichbar der Architektur balinesischer Hindutempel. Vor allem an der Nordküste Javas sind bedeutende frühe Moscheebauten erhalten, wie die Moschee von Demak (1474), die Menara-Kudus-Moschee in Kudus (1549). Die Sultan-Suriansyah-Moschee in Banjarmasin und die Kampung Hulu Moschee in Malacca sind weitere Beispiele für diesen Stil.
Im 19. Jahrhundert errichteten die indonesischen Sultanate zunehmend Bauten, die einen stärkeren Einfluss der Architektur der islamischen Kernländer aufweisen. Der indo-islamische und maurische Architekturstil waren besonders im Sultanat von Aceh und Deli populär und prägten den Baustil der Großen Moscheen von Baiturrahman (1881) und Medan (1906).

## Moderne islamische Architektur

### Beispiele für moderne Moscheebauten
- Faisal-Moschee, 1986
- Istiqlal-Moschee, 1975
- Moschee von Rom, 1995
- Sabancı-Zentralmoschee, 1998
- Große Sultan-Qabus-Moschee, 2001
- Scheich-Zayid-Moschee, 2007
- Juma-Moschee, 2008
- Moskauer Kathedralmoschee, 2015

### Zeitgenössische islamische Architekten
- Nayyar Ali Dada
- Maath Alousi
- Vedat Dalokay
- Hassan Fathy
- Zaha Hadid
- Fazlur Khan
- Mohammed Saleh Makiya

### Islamische Architektur in Deutschland
Am 31. Dezember 2014 lebten nach Angaben des Bundesamts für Statistik mehr als 1,5 Millionen türkische Staatsangehörige in Deutschland, nicht eingerechnet die mittlerweile durch Einbürgerung zu deutschen Staatsbürgern gewordenen und von der Statistik nicht mehr als Ausländer erfassten „türkeistämmigen“ Bürger. Die Zuwanderung aus anderen islamischen Ländern (beispielsweise aus Syrien, mehr als 118.000 Personen bis 31. Dezember 2014) stieg ebenfalls deutlich an. Nach Angaben des Zentralinstituts Islam-Archiv in Soest gab es im Jahre 2008 bundesweit 206 Moscheen und etwa 2600 Bethäuser sowie ungezählte sogenannte „Hinterhofmoscheen“. Insgesamt leben etwa vier Millionen Muslime in Deutschland.
Die ältesten – religiös genutzten – Moscheebauten in Deutschland wurden schon zu Beginn des 20. Jahrhunderts errichtet; die älteste noch existierende Moschee in Deutschland ist die Wilmersdorfer Moschee in Berlin. Zunehmend entstehen aus dem Bedürfnis nach ansprechenden und repräsentativen Bauten Zentralmoscheen in moderner architektonischer Gestaltung. Die zunehmende „Sichtbarkeit“ moderner islamischer Architektur wird zurzeit in Deutschland noch kontrovers diskutiert. Exemplarisch wird dies deutlich in der Diskussion um die DITIB-Zentralmoschee in Köln, geplant von den Architekten Gottfried und Paul Böhm, die aufgrund ihrer Entwürfe moderner christlicher Sakralarchitektur bekannt geworden sind.

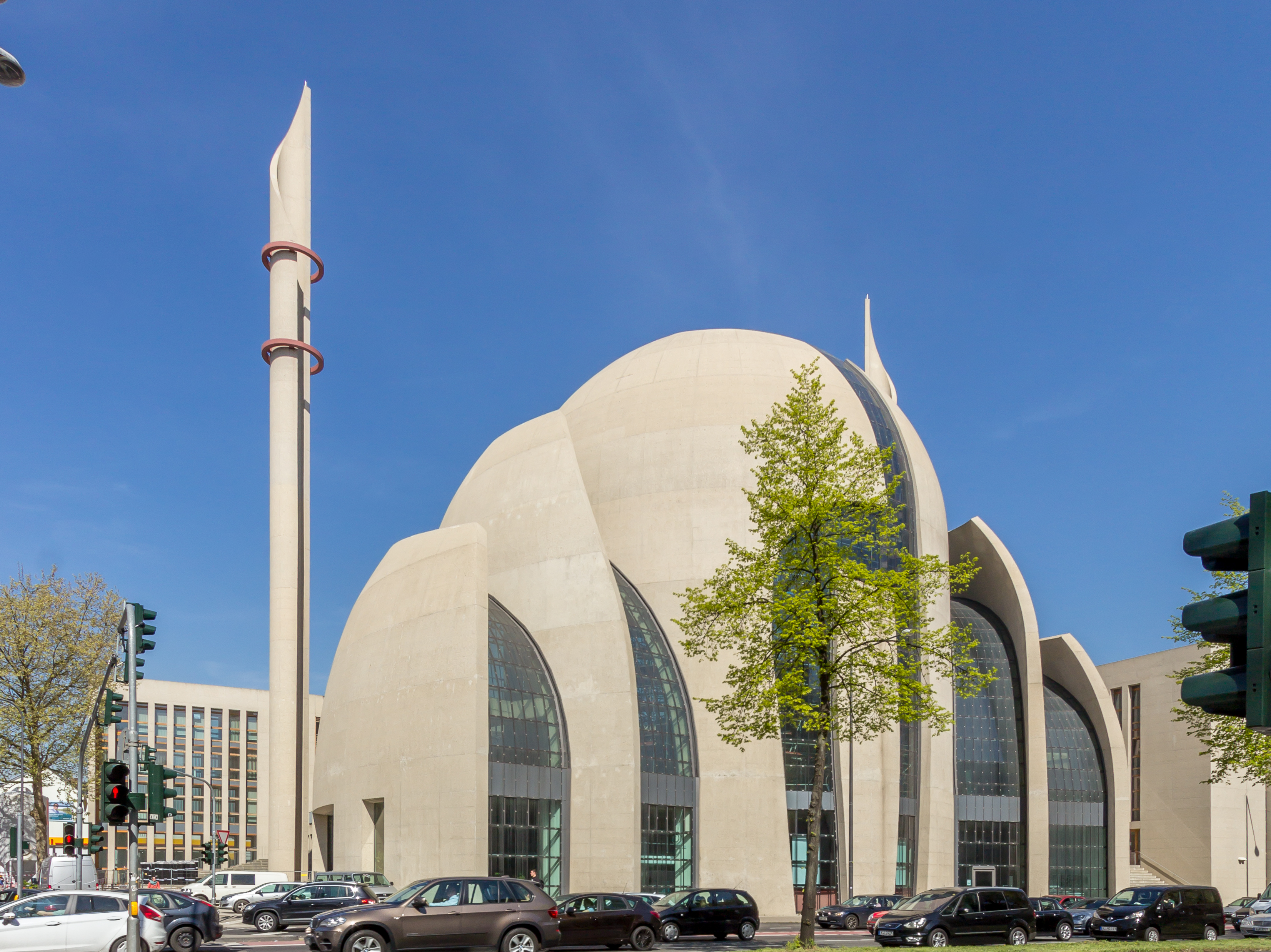
DITIB-Zentralmoschee Köln – April 2015
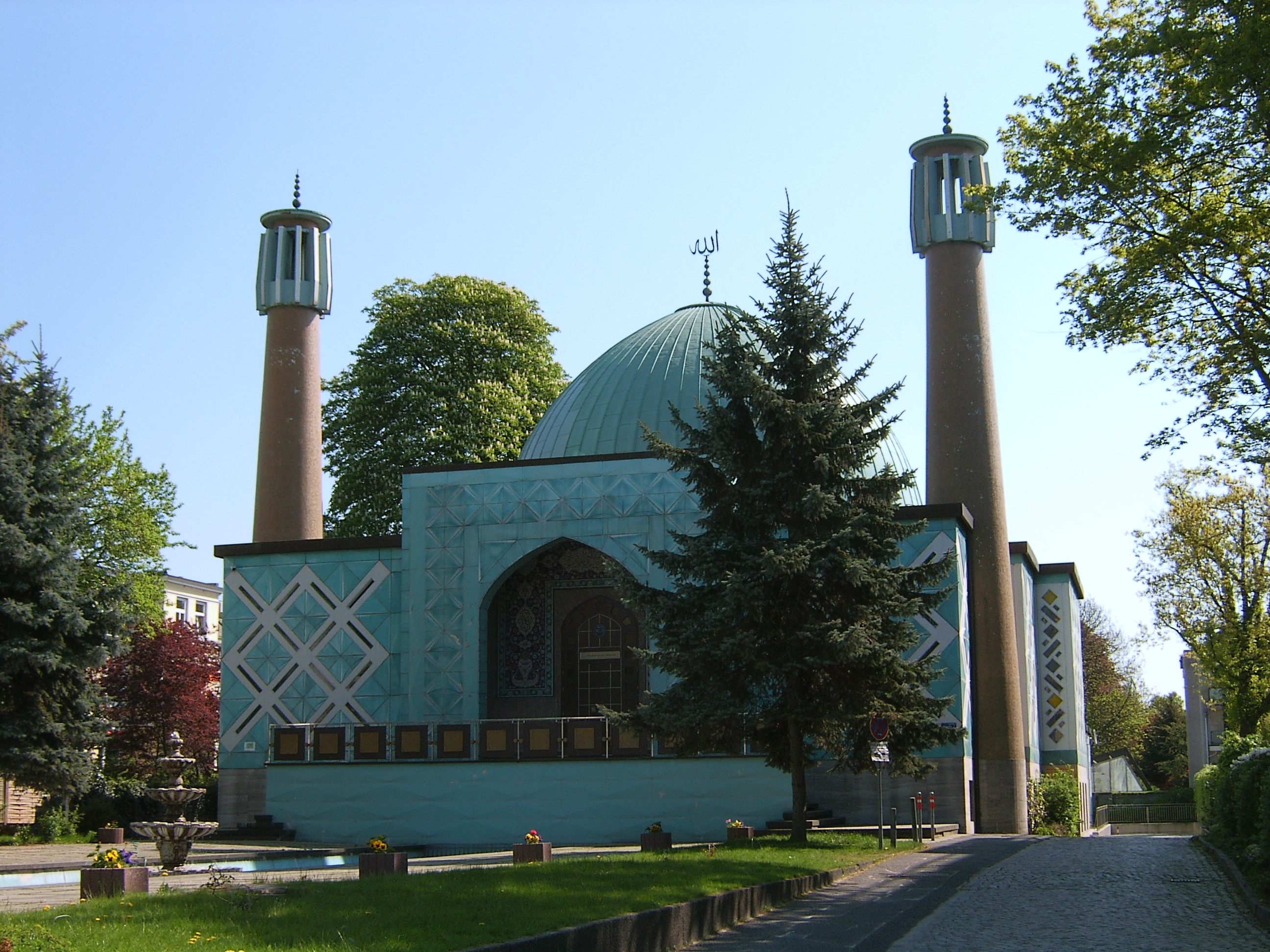
Die schiitische Imam-Ali-Moschee in Hamburg

## Zerstörung des kulturellen Erbes

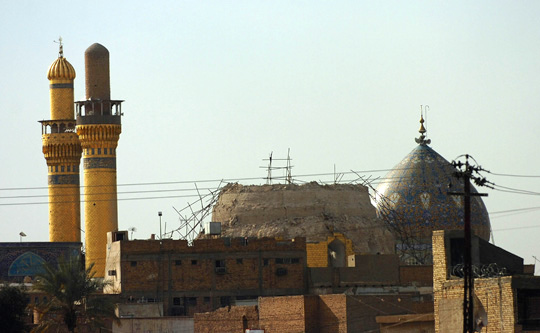
Der al-Askari-Schrein nach dem Sprengstoffanschlag am 22. Februar 2006

### Timbuktu
Ende Juni 2012 wurde Timbuktu aufgrund des bewaffneten Konflikts in Mali auf die Rote Liste des gefährdeten Welterbes gesetzt. Die Mausoleen von Sidi Mahmud, Sidi Moctar und Alpha Moyaunter wurden unter Verhöhnung der UNESCO zerstört. Der Film Timbuktu thematisiert die Zerstörung.

### Bürgerkrieg in Syrien
Die sechs als UNESCO-Welterbe gelisteten Stätten in Syrien sind durch den dortigen Bürgerkrieg von der Zerstörung bedroht. Im Juli 2012 kam es in Aleppo zu heftigen Kämpfen. In der Nacht vom 28. auf den 29. September 2012 wurde der historische Basar, weltgrößtes überdachtes altes Marktviertel und Teil des UNESCO-Welterbes, durch ein Großfeuer weitgehend zerstört, das offenbar auf Kampfhandlungen beruhte. Eine Panzergranate beschädigte das Minarett der 700 Jahre alten Mahmandar-Moschee schwer. Der fast 500 Jahre alte Chüsrewiye-Komplex wurde 2014 zerstört.

### Samarra
Am 22. Februar 2006 wurde der al-Askari-Schrein in Samarra durch einen Sprengstoffanschlag schwer beschädigt, wobei die Kuppel zerstört wurde. Ein weiterer Sprengstoffanschlag am 13. Juni 2007 zerstörte die beiden Minarette der Moschee vollständig.
Samarra wurde seit 2014 von der Terrororganisation Islamischer Staat belagert, deren damaliger Anführer Abu Bakr al-Baghdadi in Samarra geboren ist. Mehrere Versuche in die Stadt vorzudringen scheiterten jedoch am Widerstand der irakischen Armee. Es kam zu zum Teil verheerenden Terroranschlägen.